# 全国高等学校クイズ選手権
『全国高等学校クイズ選手権』（ぜんこくこうとうがっこうクイズせんしゅけん）は、日本テレビ主催で毎年夏季 に開催し、日本テレビ系列および沖縄テレビ放送で放送されているクイズ大会・クイズ番組である。英語表記は「ALL JAPAN HIGH SCHOOL QUIZ CHAMPIONSHIP」。
通称は『高校生クイズ』（こうこうせいクイズ）で、その年の西暦が末尾につく（1999年までは『高校生クイズ'○○』、2000年以降は『高校生クイズ20○○』）。第17回大会以降は番組名としてもこの通称が主に用いられている（ただし、優勝校の表彰の際には正式名が使用される）。

## 番組概要
同じ学校に通う高校生・高専生・中等教育学校生（後期課程）が3人1組のチーム（第34-37回は2人1組、第43回は2人1組または個人）を組んでさまざまなクイズに挑戦、各地で行われる予選および全国大会を戦い抜いて優勝を目指す模様を放送する。
「知力、体力、チームワーク」をキャッチフレーズに、独自の演出と壮大な規模で開催され、「クイズの甲子園」として定着。ギネス・ワールド・レコーズ（旧：ギネスブック）には「世界一参加人数の多いクイズ番組」として記録されている。

### 番組の始まりと変遷
1982年12月31日、日本テレビ開局30年記念特別番組として同局の看板番組『アメリカ横断ウルトラクイズ（以下、ウルトラクイズ）』（1977年 - 1992年、1998年）の特別版『ウルトラクイズ 史上最大の敗者復活戦』が放送された。この番組が好評だったことや、規定によって『ウルトラクイズ』に出場できない高校生が参加を強く要望していたことを背景に、当時同局のアナウンサーとして『ウルトラクイズ』の出題・レポーターを務めていた福留功男が『史上最大の敗者復活戦』のノウハウを生かした高校生限定の大型クイズ番組を提案。この提案が局内で採用されたことから、「『ウルトラクイズ』の弟番組」という位置付けで、1983年12月31日に『ウルトラスペシャル 全国高等学校クイズ選手権』が放送された（第21回ギャラクシー賞月間賞受賞）。1984年・1985年には夏と冬の年2回ペースで開催されていたが、制作費が高騰するなどの事情から、1986年の第6回以降は年1回の夏季開催に統一している。
初代の総合司会は福留で、企画を提案した経緯から、初期にはプロデューサーも兼務。『ウルトラクイズ』の人気も相まって第6回には約23万人の参加者を数えるなど、開始後まもなくして規模としては『ウルトラクイズ』を凌ぐ番組となった。開始当初は、兄弟番組であった『ウルトラクイズ』の「クイズ形式の人間ドキュメンタリー」や「知力・体力・時の運」といったコンセプトを引き継ぎ、「ドロンコクイズ」や「バラマキクイズ」といった『ウルトラクイズ』名物の企画も数多く行われた。しかし、回を重ねるごとに内容も変化し、3人1組のチームをそれぞれ「知力」「体力」「運」の各担当に振り分けて競わせる形式など、高校生たちの「チームワーク」が、個人戦である『ウルトラクイズ』と異なる『高校生クイズ』独自のキーワードとなってゆく。
第11回（1991年）より、当時の日本テレビの若手アナウンサーであり、同年から福留の後継として『ウルトラクイズ』の出題・レポーターにも就任する福澤朗が総合司会となる。150人近い高校生たちによる一斉早押しクイズ、複数の勝ち抜け条件を満たす必要のあるクイズ、深い知識だけでなくライバルとの駆け引きが求められるなど趣向を凝らしたクイズから、架空の事件を推理して解く形式、プレゼンテーション力や冠婚葬祭マナーが試されるものなどクイズと呼べないようなものまで、本家・『ウルトラクイズ』にはなかった独自のクイズが多数導入されていった。
スポーツ大会などと違って定まった形式がなく、数年ごとにスタッフが総合演出やプロデューサーレベルで入れ替わるため、番組の方針やクイズ形式、演出スタイルなども同様に変更される。このため、知力が重視された回もあれば体力や運に強く影響された回もある。90年代末期以降には高校生たちの人間性を旅などを通じて描き出す演出がなされ、第17回（1997年）には香港、第22回（2002年）にはオーストラリアへ行ったほか、行先不明のミステリートレインに乗りながら各地を転戦していった回（第20回、2000年）や、世界遺産五箇山を訪れた回（第21回、2001年）もあった。また、第23回（2003年）と第24回（2004年）には多くの芸能人や著名人が関わるバラエティ的な演出が行われた。一方、この頃から往年の人気に陰りが見え始め、視聴率は低下し地方大会への出場校も減少していった。
第28回（2008年）からは「知力の甲子園」と銘打っておよそ一般的でない超難問を集めた知力重視のクイズ大会が繰り広げられ、全国大会はすべてスタジオ収録となった。知力重視路線について、視聴者の間では本格的なクイズ番組化を歓迎する声がある一方で、「難問ばかりで視聴者が一緒に楽しめない」といった否定的な意見もあり評価が分かれていた（後述）。結果として視聴率は回復基調となったものの、地方大会の出場校の更なる減少を招いた。
知力重視路線は5年間続いたが、第33回（2013年）からは「知力」重視を見直し、原点回帰する形で、知力・体力・時の運の総合力で勝負するスタイルへとモデルチェンジした。第22回（2002年）以来11年ぶりの海外決戦（準々決勝はタイ、準決勝・決勝はフランス）が行われた。第34回（2014年）からは1チーム2人1組となり、2回戦以降をアメリカ合衆国を横断する形で行われ、「○×ドロンコクイズ」や「バラマキクイズ」といった形式、ニューヨークでの決勝戦など、かつての『ウルトラクイズ』を彷彿とさせる内容で行われた。第38回（2018年）からは「地頭力」をコンセプトに、再び国内開催（会場は東京ビッグサイト・日本テレビ麹町スタジオ）となり、参加チームも第33回（2013年）以前の1チーム3人1組へ戻された。
第41回（2021年）は「ソウゾウ脳」（想像・創造）をコンセプトに行われた。
第40回（2020年）は新型コロナウイルス感染拡大防止の観点から、夏の開催を見送り、秋に開催し、第5回（1985年・冬）以来35年ぶりに年末の放送に変更。また、全国大会は例年の上京して東京で収録する方法を見送り、1回戦から決勝まですべてリモート収録にて実施。なお放送は『日本1三昧』の一つとして行われた。
第41回（2021年）は2年ぶりの夏開催となるが、1回戦は前年同様リモート収録となった。なお、2回戦から決勝までは2年ぶりに東京での収録となった。
第42回（2022年）は10年ぶりに「知力の甲子園」路線が復活し、1回戦はリモート収録となり、都道府県代表から予選上位チームが戦う形式に変更。2回戦は、東京にて非公開で行われ、本選では、「挑戦順によって決められたジャンル」に関する一問必答のタイムトライアルが行われたが、そのジャンルに精通していない高校生が誤答をして苦戦する姿が多く見られ、視聴者から苦情が多く寄せられた。
第43回（2023年）はほぼ全編にわたり問題は記述式となり、ルールや演出も頭脳王に類ずるものとなった。
第44回（2024年）では、17年ぶり(海外ロケを含めれば7年ぶり)となる全編ロケ収録でのクイズ形式が復活して行われた。
なお、知力重視路線の番組内容や演出等のノウハウは、2011年より開始された『最強の頭脳 日本一決定戦! 頭脳王』へ継承。福澤が司会を務めるほか、当番組の出演者・スタッフから一部が参加している。また、当番組の歴代優勝者も本選へ出場している。

## 歴代総合司会
- 初代：福留功男：第1回 - 第10回担当。「青春真っただ中、（みんな）燃えているか!!」
  - 『ウルトラクイズ』の経験を活かした司会進行により、番組の爆発的人気を生んだ。番組そのものの企画提案者でもあり、第1回のスタッフロールにはプロデューサーとしても名を連ねた。
  - 第21回では東西に分けて行われた全国大会1回戦で、東側の司会を担当。「業界40年、高校生クイズ生みの親! クイズに24年の人生をかけた、人呼んで"留ジィ"とは、オレのことだぁ!」の掛け声で、五箇山の広場に到着した高校生を出迎えた。
  - 『ズームイン!!朝!』を担当していた期間は、マイスタジオを離れて当番組の収録先から生放送するという形式で並行出演した。
- 2代目：福澤朗：第11回 - 第20回担当。「ファイヤー!!」「みんな、（青春の炎は）燃えているか!!」
  - 彼の本来のキャッチフレーズは「ジャストミート」だが、番組の冠スポンサーであるライオンのライバル・花王が「ジャスト」[注 4]という衣料用洗剤を販売していたため、ライオンに配慮する形で最初の収録前に掛け声を変更した[注 5][5]（同時期に司会を務めた『ウルトラクイズ』では、放送枠の『木曜スペシャル』提供に花王が入っていたため「ジャストミート」を使用）。
  - 総合司会着任前には、第10回の全国大会で体力の宿の案内人を務めた（「日本テレビの明るい下積み」と自己紹介した）。
  - 第21回の開催直前、無人の西武ドーム（第2回から第30回までの関東予選会場）を訪れ、総合司会の引退を発表する。その後、東西に分けて行われた全国大会1回戦で、西側の司会を担当。ヘリコプターに乗って、鳥取砂丘の上空に現れ、バラマキクイズの出題をした。
- 3代目：ラルフ鈴木（鈴木崇司）：第21回 - 第30回担当。「POWER!!」
  - 総合司会着任前には、第18回の事前番組『裏高校生クイズ』に出演し、運大王代表で上京した9チームに密着した。また第20回の関東大会では抽選会の進行役を務めた。
  - 第21回の全国大会は敗者復活戦から担当。
  - 第31回では関東・近畿大会で敗者復活実施を賭けたゲームに参加した。
- 4代目：桝太一：第31回 - 第40回担当。「VICTORY!!」[6]
  - 総合司会着任前には、第30回の地区大会にて代理司会を担当した。
- 5代目：安村直樹：第41回 - 第43回。「トトトトトラ〜イ!」
  - 総合司会着任前には、第33回、第35回の地区大会と第36回の全国大会2回戦にて代理司会を担当。第43回の大会では司会ではなく実況をしていたが、総合司会の担当から外れたため、僅か3回のみとなった。
- 石川みなみ：第44回 - 。「ビリーブ!」
  - 「総合司会」ではなく「メインアナウンサー」として進行を務め、全国大会のクイズの出題も担当。

前述のように福留は自身の日本テレビ退社と合わせ第10回で勇退し、「ウルトラクイズ」ともども福澤に継承する形となったが、以降の司会者も4代目の桝までは概ね10年単位で入れ替わっていた。
もともとは原則的に地区大会も含めすべての司会を担当していたが、2000年代後半以降は地区大会に代理の司会を立てることが多くなった。クイズの問題文の読み上げも基本的には総合司会が行っていたが、第28回（2008年）から第32回（2012年）までの全国大会ではほとんどの問題で読み上げ担当者が別であったほか、第33回（2013年）以降は国内で行われるクイズはナレーターが問題を読み上げ、海外で行われるクイズは総合司会が読み上げている。各回における代理司会などについては後述。

### マスコットキャラクター
- ライオンちゃん ： 冠スポンサーであるライオンのマスコットキャラクター。第2回より夏の大会に登場。各地区大会と全国大会決勝戦の表彰式では、着ぐるみも登場した（第41回まで）。
- QUIZRA（クイズラ） ： 帽子をかぶって首をかしげる、怪獣型の番組オリジナルキャラクター。第1回より登場。近年では一部の地方大会にのみ登場している。

## 大会概要
同じ学校に通う高校生・高専生・中等教育学校生・特別支援学校高等部在籍生で3人1組（第34-37回は2人1組、第43回は2人1組または個人）のチームを組み、全国各地で行われる予選に参加し、そこで多いときには数万人におよぶ参加者の中から全国大会へ出場する代表校を各都道府県毎に決定。すべての予選が終了した後、勝ち抜いてきた高校生が一堂に会し高校生のクイズの頂点を決める。「クイズ」という性格上、非常に幅広い知識が求められるため、出場チームは全国屈指の進学校に通っている生徒で構成されていることが大半である。

### 出場資格
参加資格は、「高校生・高専生（回によって参加できる学年の制限がある場合がある）・中等教育学校生（後期課程）・特別支援学校高等部在籍生であること、同じ学校に通う3人1組のチームであること」である（第34-37回は2人1組、第43回は2人1組または個人）。
同じ学校であれば、定時制や通信制などの異なる課程・異なる学科同士、異なる学年同士であってもよく、資格さえ満たせば出場者の年齢や国籍も一切問われないが、事前の申込みが必須であり、大会当日の飛び入り参加は認められない。
また1つの学校から何チームでも出場することができる。
尚、出場資格を満たしていても、日本テレビもしくは系列局（クロスネット局の福井放送・テレビ大分・テレビ宮崎を含む）に勤務している親族がいる場合は自動的に出場資格を失う。また、系列外協力局たるフジテレビ系列の沖縄テレビ放送についてもこの扱いに準じる。

### 予選
全国大会に出場するためには事前に行われる「予選」を勝ち抜かなければならない。
第36回（2016年）以降、予選のクイズは全国一斉に行い、スマートフォンを使用して解答を行う形式をとっている。
過去の地区大会など予選の変遷については予選の変遷、回ごとの代表選出方法の詳細については過去の全国大会出場枠の変遷の項目にて記述する。

### 全国大会
地区大会を勝ち抜いたチームによって、全国大会が行われる。全国大会はおおむね1回戦は東京で、お盆で都内があまり混まない時期に行われることが多いが、第34-37回のアメリカなど、まれに海外を舞台にした決勝戦（34-37回はほぼ全編）もあった。なお2024年の全国大会初戦は国立競技場にて収録され、「日本列島を大移動！ひと夏の大冒険クイズバトル」のテーマの下、以後も日本列島を南下し、決勝戦の収録は沖縄を舞台にして行われた。
原則的に、敗退した時点で帰郷・帰国となる。

### よく行われるクイズ形式
予選・全国大会を問わず行われてきた典型的なクイズの例。実際にはこれにアレンジが施されたり組み合されたりしたクイズが行われる。
各回の詳細については全国高等学校クイズ選手権のクイズ形式も参照のこと。
- YES・NOクイズ（○×クイズ） - ○×クイズの項を参照。第1回から第20回まではYES・NOクイズ、第21回以降は○×クイズという呼称になっている。ただし第33回は地区大会のみYES・NOクイズとなった。正解発表は、スコアボードのある会場（野球場や陸上競技場など）は、司会者の「答えはこれ!」「正解はこれだ!」の合図で Y E S または N O と掲示され、それ以外の会場では、高台や高所作業車の作業台から Y E S または N O の横断幕を掲示した。
  - YES・NO（○×）別れクイズ - ほとんどの地方大会において序盤で行われた。高校生は会場のYES・NO（○・×）のサークルの上に立っている状態で、問題が発表されたら答えだと思う方のサークルに留まるか走って移動する。第1問の正解発表に関しては、地区大会ごとに様々な指向が凝らしてある。それ以外の問題では、正解の横断幕を掲示したり、答えを表す色の煙幕や、カラーテープを打ち上げたりしていた。
  - YES・NO（○×）走りクイズ - 高校生の数がある程度減ってきた頃に行われる形式。全員スタートラインに立ち、問題が発表されたら正解だと思う方のサークルへ走って移動する。さらに高校生の数が減ってきた際、集団心理による解答の偏りを防ぐため、出題前に各チームのリーダーに「YES」と「NO」のチケットを渡す場合もあった。この場合、問題を聴き終わるとほぼ同時に不正解だと思う答えのチケットをその場に捨てた上で、サークルに走らなければならなかった（捨てずに走り出したことが判明した場合は失格）。正解発表は「YES・NO（○×）別れクイズ」の内容とほぼ同じである。
  - YES・NO（○×）札上げクイズ - 問題が発表されたら答えだと思う方の札を揚げる。
  - ○×ドロンコクイズ - ○×それぞれが描かれたスチロール板のうち、答えだと思う方に走って飛び込む。正解ならばマットがあるが、不正解ならば泥水の中に落ちる。
- 札上げ前進3択クイズ - 全員が一列に並んだ状態で3択問題が出題され、正解と思う札を上げる。1問正解ごとに1歩前進でき、規定の問題数を正解すると勝ち抜け。
- 早押しクイズ - 早押しクイズの項を参照。第37回までと第42回は決勝戦はもっともスタンダードな10点先取による早押し形式のクイズが行われた。
  - 大声クイズ - 解答者がマイクに向かって叫び、一定以上の音量になると解答権が得られる形式。
  - この他にも、指定回数ボタンを叩く、障害物をクリアすると解答権が得られる、などギミックにバリエーションがある。解答席は原則チームごとに用意され、解答ボタンを押すと、マイクの前にある番組ロゴマークの札が立ち上がる。札の上げ下げに使うモーターは、『ウルトラクイズ』の「ウルトラハット」に内蔵されているのと同じである[注 7]。
- ペーパークイズ - 紙などに印刷された多数の問題を解く筆記クイズ。解答用紙に答えを書きこむ。
  - 3択ペーパークイズ - ペーパークイズの中でも最も多く行われる形式。問題が3択になっている。
  - スマホクイズ（インターネット予選） - 3択ペーパー同様に、3択クイズをパソコンやスマホの画面で答える形式。
- 書きクイズ（筆記クイズ） - 出題された問題の答えを、ボードや筆記画面に書きこんで解答する。特に指定がない限りは、漢字を平仮名に直して解答してもおおむね許されている。
  - 近似値クイズ - 数値が答えになっていて、解答が正解に近い順から順位付けがされるクイズ。おおむね「ピタリ賞」を当てるとより有利なボーナスが与えられることが多い。
- 通過クイズ - 勝ち抜け条件が2段構えになっていて、最初の条件を満たすと「通過権」が与えられ、通過権を得た状態で勝ち抜け条件を満たすと勝ち抜けとなる方式。
- ばらまきクイズ - 砂浜や野球場など広大な敷地に問題の書かれた封筒がばらまかれ、それを拾って出題者のところまで持っていき、読み上げられた問題に口頭で答える。「ハズレ」封筒も存在する。
- 連想クイズ - いくつかのキーワードやヒントが提示され、それらから連想される事象を1つ答えるクイズ。
- 1分間クイズ（タイムショック） - 挑戦者に対して12問の問題が5秒おきに矢継ぎ早に出題され、口頭で答えていく形式。なお、回によっては「時限バトル」（第15回）など異なる名称で放送されたこともある。
- 3人バラバラクイズ - チーム3人がそれぞれ異なるクイズに挑戦し、3人が勝ち抜け条件を満たすまでの速さ、もしくは3人の合計得点などで勝ち抜けチームを決める方式。

## 過去の大会のデータ

### 歴代優勝校
優勝チームには日本テレビから表彰状・優勝旗、スポンサーのライオンから賞金（世界旅行研修費として一人につき1000ドル）とライオンカップ（第22回より）、近畿日本ツーリスト→読売旅行から世界研修旅行が贈られ、優勝校には富士山が描かれた優勝レリーフが授与される（第7回より）。また回によっては冠協賛スポンサーのライオン製品の詰め合わせ（第41回まで）や、炭酸飲料・ファンタ製品1年分（第42回）などの副賞が贈られた。なお、第43回以降は、優勝旗と賞状と世界研修旅行のみとシンプルなものとなった。第1回 - 第15回には番組の最後に優勝チームが母校の校歌を斉唱していた。
- 背景が無地の優勝校は男性チーム。
- 背景が黄色の優勝校は女性チーム。
- 背景が桃色の優勝校は男女混成チーム。
- かっこ内数字は、その時点での全国大会出場回数。

| 放送年 | 回     | 優勝校                           |
| ------ | ------ | -------------------------------- |
| 1983   | 第1回  | 山形県立 山形南高校（1）         |
| 1984   | 第2回  | 宮城県・県立 第一女子高校（1）   |
| 1984   | 第3回  | 東京都立 江戸川高校（1）         |
| 1985   | 第4回  | 岐阜県立 加納高校（1）           |
| 1985   | 第5回  | 宮城県・県立 仙台第二高校（1）   |
| 1986   | 第6回  | 奈良県・私立 東大寺学園高校（1） |
| 1987   | 第7回  | 山形県立 山形東高校（1）         |
| 1988   | 第8回  | 静岡県立 静岡高校（2）           |
| 1989   | 第9回  | 栃木県立 宇都宮高校（1）         |
| 1990   | 第10回 | 北海道 札幌西高校（2）           |

| 放送年 | 回     | 優勝校                               |
| ------ | ------ | ------------------------------------ |
| 1991   | 第11回 | 福井県立 高志高校（2）               |
| 1992   | 第12回 | 茨城県立 水戸第一高校 （1）          |
| 1993   | 第13回 | 鹿児島県・私立 ラ・サール高校（4）   |
| 1994   | 第14回 | 栃木県立 石橋高校（1）               |
| 1995   | 第15回 | 鳥取県立 米子東高校（9）             |
| 1996   | 第16回 | 愛媛県立 西条高校（2）               |
| 1997   | 第17回 | 青森県立 弘前高校（6）               |
| 1998   | 第18回 | 東京都・国立 筑波大附属駒場高校（1） |
| 1999   | 第19回 | 北海道 札幌南高校（2）               |
| 2000   | 第20回 | 三重県立 川越高校（2）               |

| 放送年 | 回     | 優勝校                              |
| ------ | ------ | ----------------------------------- |
| 2001   | 第21回 | 山口県立 宇部高校（3）              |
| 2002   | 第22回 | 北海道 旭川東高校（3）              |
| 2003   | 第23回 | 神奈川県・私立 栄光学園高校（1）    |
| 2004   | 第24回 | 岐阜県立 岐阜高校（7）              |
| 2005   | 第25回 | 埼玉県立 浦和高校（2）              |
| 2006   | 第26回 | 埼玉県立 浦和高校（3）              |
| 2007   | 第27回 | 鹿児島県・私立 ラ・サール高校（10） |
| 2008   | 第28回 | 愛知県・私立 東海高校（5）          |
| 2009   | 第29回 | 奈良県・私立 東大寺学園高校（17）   |
| 2010   | 第30回 | 東京都・私立 開成高校（8）          |

| 放送年 | 回     | 優勝校                                 |
| ------ | ------ | -------------------------------------- |
| 2011   | 第31回 | 東京都・私立 開成高校（9）             |
| 2012   | 第32回 | 東京都・私立 開成高校（10）            |
| 2013   | 第33回 | 神奈川県・私立 慶應義塾高校（9）       |
| 2014   | 第34回 | 京都府立 洛北高校（1）                 |
| 2015   | 第35回 | 埼玉県立 浦和高校（11）                |
| 2016   | 第36回 | 兵庫県・私立 灘高校（8）               |
| 2017   | 第37回 | 三重県・私立 桜丘高校（3）             |
| 2018   | 第38回 | 三重県・私立 桜丘高校（4）             |
| 2019   | 第39回 | 京都府立 洛北高校（5）                 |
| 2020   | 第40回 | 千葉県・私立渋谷 教育学園幕張高校（4） |

| 放送年 | 回     | 優勝校                            |
| ------ | ------ | --------------------------------- |
| 2021   | 第41回 | 奈良県・私立 西大和学園高校（4）  |
| 2022   | 第42回 | 東京都・私立 開成高校（13）       |
| 2023   | 第43回 | 奈良県・私立 東大寺学園高校（26） |
| 2024   | 第44回 | 兵庫県・私立 灘高校（13）         |

## 予選の変遷
「地区大会」をメインとしていた時期
予選は第1回から長らく、全国をいくつかの地区に分け、地区ごとの会場に参加者が実際に集まって行う「地区大会」がメインだった。地区大会の区割りは都道府県単位で、参加者の住所ではなく学校の所在都道府県を基準とした。
会場は球場や公園など大人数が集まれる広い場所だった。参加のための交通費・宿泊費は原則参加者の自己負担で、おおむね午前中 - 昼ごろの指定時間までに会場で受付をした。1回戦では1問不正解・即敗退の「YES-NOクイズ（○×クイズ）」を行い、チーム数を数分の1から数百分の1程度まで絞ったのち、その日のうちに2～3ラウンドかけて全国大会出場権を争う形式が定着していた。
地区大会で争う代表枠や、地区大会と別の予選が設定される年もあった。その予選は「特別大会」などと呼ばれることが多く、本稿では地区大会以外の予選や出場枠を総称して便宜的に「特別大会」または「特別枠」と表記する。回ごとの詳細は過去の全国大会出場枠の変遷を参照。
特別枠のうち、会場に集まる形式以外で全国大会出場チームを決めた最初の例は、第21回（2001年）に全地区大会の敗者からくじ引きで1チームを復活させたケースである。通信手段を用いた遠隔でのクイズ予選は、第23回（2003年）のインターネット予選・新聞クイズ予選が最初である。それ以降も予選のメインは「地区大会」で、インターネットやFAXを使って遠隔で参加する予選は「特別枠」や「敗者復活」などとして行われたり、全く行われない年があったりした。
「全国一斉予選」への移行
第36回（2016年）から従来の形式の地区大会が廃止され、参加者がそれぞれのスマートフォンで解答を行う全国一斉クイズが予選のメインとなった。ただし第36回から第38回（2018年）までは、参加者を全国各地区ごとの会場に集合させ、出題者がいる東京のスタジオと全国各会場を同時中継で結びつつ、スマホでクイズに解答する形だった。第39回（2019年）には会場もなくなり、各参加者が任意の場所で、出題側のライブ動画配信を見ながら参加する形になった。第36回以降の予選は原則、全参加者が予選の全問題に解答して合計得点を競う方式だが、回によっては全国一斉予選を「一次予選」とし、その勝ち抜けチームで「代表決定戦」や「二次予選」を行う場合もある。
代表選出方法
- 都道府県代表制（第6回 - 第22回・第25回 - 第41回）
  - 都道府県ごとに出場枠が設定される、夏の高校野球と同様の選出方法。「地区大会」が行われていた当時は、予選は複数の都府県をまとめた地区ごとに参加者を集めて行い、複数の都府県代表決定戦を同じ会場で同時に進行していた（基本的に別の都府県のチームと対戦することはなかった）。全国一斉予選となって以降は、おおむね各都道府県の1位、または各都道府県の上位で行う代表決定戦の勝者が代表となった。
  - すべての県から代表が選出されるが、人口や開催地との近さによって県ごとの参加チーム数の差が数倍から数十倍にまでなることがよくあり、単純な倍率で見ると著しい不均衡が生じる形式である。
- 地域代表制（第1回 - 第5回・第23回・第24回・第44回・第45回）
  - ブロックごとに対して出場枠が設定され、春の高校野球と同様の選出方法。地区大会では都府県関係なく出場枠を争った。
  - 参加者を都道府県ごとに分けないため、競争率は地区内の都道府県で一律になるが、1県から複数のチームが出場したり、1チームも出場しない県が発生する。よって都道府県代表制と比べると強いチームが集中する県に有利で、人口の少ない県には不利な形式となる。
  - 第44・45回は全国一斉予選で、地区とは無関係の全国成績上位枠、チームアピール動画を作成して応募したチームを対象とした総合選抜枠もある。
- 全国区制（第42回・第43回）
  - 完全に地域に関係なく出場校を選出する方法。インターネットによる全国一斉予選が導入されてから可能になった方式。
  - 第42・43回では特に実力重視の予選形式がとられたこともあって、出場校が関東・近畿に集中し、2年間計28の出場枠のうち24枠が南関東4都県と京都・奈良・兵庫のチームだけで占められた。

地区大会の区割りの変遷
詳細は下記の表を参照。
- 第5回までは8～9地区で推移したが、第6回にて10ブロック制が定着。第23・24回では地区大会数が6に減らされ、主に会場がなくなった北陸地方や中国地方で参加人数が激減したとされる。第25回には従前の10ブロック制に戻された。
- 第26回に「東北」と「九州」がそれぞれ南北に分割、第27回に「富士山大会」を新設。第30回からは単県ごとに開催される地区が増え、第32回には32地区となり、ほぼ『高校生クイズ』を放送する各局の放送エリア単位に近い区割りとなった。
- 第33回からは再び削減。第35回にはかつてと同じ10に戻ったが、前年あった会場が廃止された7地区については出張予選を実施した（優勝チームは交通費番組負担で地区大会の2回戦から参加。負けても地区大会には参加できる）。第36回には沖縄大会が復活して11地区となり、各地区ごとに参加者が集まる形式自体が最後となる第38回までその区割りが続いた。

第23、24回の「■■ ／ ▲▲」という表記については、「■■大会と▲▲大会のどちらか一方を選択して参加」をあらわす。
| 予選の区割りの変遷 |                                  |                                  |                                  |                                  |                                  |                                  |                                  |                                  |                                  |                                  |                                  |                                  |                                  |                    |                    |                    |                    |                    |                    |                    |                    |                    |                    |                    |                    |                    |
| \| 代表 \| 地区代表 \| 地区代表 \| 地区代表 \| 都道府 県代表 \| 地区 代表 \| 都道府県代表 \| 都道府県代表 \| 都道府県代表 \| 都道府県代表 \| 都道府県代表 \| 都道府県代表 \| 都道府県代表 \| 都道府県代表 \| 都道府県代表 \| 都道府県代表 \| 都道府県代表 \| 全国 \| 全国/ 地区 \| \| \| \| \| \| \| \| \| \| 予選 \| 地区大会（会場ごとに異なる形式） \| 地区大会（会場ごとに異なる形式） \| 地区大会（会場ごとに異なる形式） \| 地区大会（会場ごとに異なる形式） \| 地区大会（会場ごとに異なる形式） \| 地区大会（会場ごとに異なる形式） \| 地区大会（会場ごとに異なる形式） \| 地区大会（会場ごとに異なる形式） \| 地区大会（会場ごとに異なる形式） \| 地区大会（会場ごとに異なる形式） \| 地区大会（会場ごとに異なる形式） \| 地区大会（会場ごとに異なる形式） \| 地区大会（会場ごとに異なる形式） \| 全国一斉ネット予選 \| 全国一斉ネット予選 \| 全国一斉ネット予選 \| 全国一斉ネット予選 \| 全国一斉ネット予選 \| 全国一斉ネット予選 \| 全国一斉ネット予選 \| 全国一斉ネット予選 \| 全国一斉ネット予選 \| 全国一斉ネット予選 \| 全国一斉ネット予選 \| 全国一斉ネット予選 \| 全国一斉ネット予選 \| \| 地区 数 \| 8 地区 \| 8 地区 \| 9 地区 \| 10 地区 \| 6 都市 \| 12 地区 \| 13 地区 \| 18 地区 \| 28 地区 \| 32 地区 \| 22 地区 \| 17 地区 \| 10 地区 \| 11 地区 \| 11 会場 \| － \| － \| 6 地区 \| \| \| \| \| \| \| \| \| \| 北海道 \| 北海道 \| 北海道 \| 北海道 \| 北海道 \| 札幌 \| 北海道 \| 北海道 \| 北海道 \| 北海道 \| 北海道 \| 北海道 \| 北海道 \| 北海道 \| 北海道 \| 北海道 \| － \| － \| 北海道 ・東北 \| \| \| \| \| \| \| \| \| \| 青森 \| 東北 \| 東北 \| 東北 \| 東北 \| 仙台 \| 北・東北 \| 北・東北 \| 北・東北 \| 青森 \| 青森 \| 北・東北 \| 北・東北 \| 東北 \| 東北 \| 東北 \| － \| － \| 北海道 ・東北 \| \| \| \| \| \| \| \| \| \| 岩手 \| 東北 \| 東北 \| 東北 \| 東北 \| 仙台 \| 北・東北 \| 北・東北 \| 北・東北 \| 岩手 \| 岩手 \| 北・東北 \| 北・東北 \| 東北 \| 東北 \| 東北 \| － \| － \| 北海道 ・東北 \| \| \| \| \| \| \| \| \| \| 秋田 \| 東北 \| 東北 \| 東北 \| 東北 \| 仙台 \| 北・東北 \| 北・東北 \| 北・東北 \| 秋田 \| 秋田 \| 北・東北 \| 北・東北 \| 東北 \| 東北 \| 東北 \| － \| － \| 北海道 ・東北 \| \| \| \| \| \| \| \| \| \| 宮城 \| 東北 \| 東北 \| 東北 \| 東北 \| 仙台 \| 南・東北 \| 南・東北 \| 南・東北 \| 宮城 \| 宮城 \| 宮城・ 山形 \| 南・ 東北 \| 東北 \| 東北 \| 東北 \| － \| － \| 北海道 ・東北 \| \| \| \| \| \| \| \| \| \| 山形 \| 東北 \| 東北 \| 東北 \| 東北 \| 仙台 \| 南・東北 \| 南・東北 \| 南・東北 \| 山形 \| 山形 \| 宮城・ 山形 \| 南・ 東北 \| 東北 \| 東北 \| 東北 \| － \| － \| 北海道 ・東北 \| \| \| \| \| \| \| \| \| \| 福島 \| 東北 \| 東北 \| 東北 \| 東北 \| 仙台 \| 南・東北 \| 南・東北 \| 南・東北 \| 福島 \| 福島 \| 福島 \| 南・ 東北 \| 東北 \| 東北 \| 東北 \| － \| － \| 北海道 ・東北 \| \| \| \| \| \| \| \| \| \| 回 \| 1 \| 2 \| 3 - 5 \| 6 - 22 ・25 \| 23 - 24 \| 26 \| 27 - 29 \| 30 \| 31 \| 32 \| 33 \| 34 \| 35 \| 36 \| 37 - 38 \| 39 - 41 \| 42 - 43 \| 44 - 45 \| \| \| \| \| \| \| \| \| \| 福井 \| 北陸 \| 近畿・ 北陸 \| 北陸 \| 北陸 \| 名古屋 ／大阪 \| 北陸 \| 北陸 \| 福井 \| 福井 \| 福井 \| 石川・ 福井 \| 北陸 \| 中部[注 12] \| 中部[注 12] \| 中部[注 12] \| － \| － \| 中部 \| \| \| \| \| \| \| \| \| \| 石川 \| 北陸 \| 近畿・ 北陸 \| 北陸 \| 北陸 \| 名古屋 ／大阪 \| 北陸 \| 北陸 \| 石川 \| 石川 \| 石川 \| 石川・ 福井 \| 北陸 \| 北陸・新潟 \| 北陸・新潟 \| 北陸・新潟 \| － \| － \| 中部 \| \| \| \| \| \| \| \| \| \| 富山 \| 北陸 \| 近畿・ 北陸 \| 北陸 \| 北陸 \| 名古屋 ／大阪 \| 北陸 \| 北陸 \| 富山 \| 富山 \| 富山 \| 富山 \| 北陸 \| 北陸・新潟 \| 北陸・新潟 \| 北陸・新潟 \| － \| － \| 中部 \| \| \| \| \| \| \| \| \| \| 新潟 \| 北陸 \| 関東 \| 北陸 \| 北陸 \| 東京 \| 北陸 \| 北陸 \| 新潟 \| 新潟 \| 新潟 \| 新潟 \| 新潟 \| 北陸・新潟 \| 北陸・新潟 \| 北陸・新潟 \| － \| － \| 中部 \| \| \| \| \| \| \| \| \| \| 関東1都 6県[注 13] \| 関東 \| 関東 \| 関東 \| 関東 \| 東京 \| 関東 \| 関東 \| 関東 \| 関東 \| 関東 \| 関東 \| 関東 \| 関東 \| 関東 \| 関東 \| － \| － \| 関東 \| \| \| \| \| \| \| \| \| \| 山梨 \| 関東 \| 関東 \| 関東 \| 関東 \| 東京 \| 関東 \| 富士山 \| 山梨 \| 山梨 \| 山梨 \| 静岡・ 山梨 \| 関東 \| 関東 \| 関東 \| 関東 \| － \| － \| 中部 \| \| \| \| \| \| \| \| \| \| 静岡 \| 中部 \| 中部 \| 中部 \| 中部 \| 名古屋 \| 中部 \| 富士山 \| 静岡 \| 静岡 \| 静岡 \| 静岡・ 山梨 \| 静岡 \| 中部 \| 中部 \| 中部 \| － \| － \| 中部 \| \| \| \| \| \| \| \| \| \| 長野 \| 中部 \| 中部 \| 中部 \| 中部 \| 名古屋 \| 中部 \| 中部 \| 長野 \| 長野 \| 長野 \| 長野 \| 長野 \| 中部 \| 中部 \| 中部 \| － \| － \| 中部 \| \| \| \| \| \| \| \| \| \| 岐阜 愛知 \| 中部 \| 中部 \| 中部 \| 中部 \| 名古屋 \| 中部 \| 中部 \| 中部 \| 中部 \| 中部 \| 中部 \| 中部 \| 中部 \| 中部 \| 中部 \| － \| － \| 中部 \| \| \| \| \| \| \| \| \| \| 三重 \| 中部 \| 中部 \| 中部 \| 中部 \| 名古屋 \| 中部 \| 中部 \| 中部 \| 中部 \| 中部 \| 中部 \| 中部 \| 中部 \| 中部 \| 中部 \| － \| － \| 近畿 \| \| \| \| \| \| \| \| \| \| 近畿2府 4県[注 14] \| 近畿・ 山陰 \| 近畿・ 北陸 \| 近畿[注 15] \| 近畿[注 15] \| 大阪 \| 近畿 \| 近畿 \| 近畿 \| 近畿 \| 近畿 \| 近畿 \| 近畿 \| 近畿 \| 近畿 \| 近畿 \| － \| － \| 近畿 \| \| \| \| \| \| \| \| \| \| 鳥取 \| 近畿・ 山陰 \| 中国 \| 中国 \| 中国 \| 大阪 \| 中国 \| 中国 \| 中国 \| 鳥取 \| 鳥取・島根 \| 鳥取・島根 \| 鳥取・島根 \| 中国 \| 中国 \| 中国 \| － \| － \| 中国・ 四国 \| \| \| \| \| \| \| \| \| \| 島根 \| 近畿・ 山陰 \| 中国 \| 中国 \| 中国 \| 大阪 ／福岡 \| 中国 \| 中国 \| 中国 \| 島根 \| 鳥取・島根 \| 鳥取・島根 \| 鳥取・島根 \| 中国 \| 中国 \| 中国 \| － \| － \| 中国・ 四国 \| \| \| \| \| \| \| \| \| \| 広島 \| 山陽・ 四国 \| 中国 \| 中国 \| 中国 \| 大阪 ／福岡 \| 中国 \| 中国 \| 中国 \| 広島・ 山口 \| 広島 \| 広島・山口 \| 広島・山口 \| 中国 \| 中国 \| 中国 \| － \| － \| 中国・ 四国 \| \| \| \| \| \| \| \| \| \| 山口 \| 九州 \| 中国 \| 中国 \| 中国 \| 福岡 \| 中国 \| 中国 \| 中国 \| 広島・ 山口 \| 山口 \| 広島・山口 \| 広島・山口 \| 中国 \| 中国 \| 中国 \| － \| － \| 中国・ 四国 \| \| \| \| \| \| \| \| \| \| 岡山 \| 山陽・ 四国 \| 四国・岡山 \| 四国・岡山 \| 四国・岡山 \| 大阪 \| 四国・岡山 \| 四国・岡山 \| 四国・岡山 \| 岡山 \| 岡山 \| 岡山・ 香川 \| 岡山・ 四国 \| 四国・岡山 \| 四国・岡山 \| 四国・岡山 \| － \| － \| 中国・ 四国 \| \| \| \| \| \| \| \| \| \| 香川 \| 山陽・ 四国 \| 四国・岡山 \| 四国・岡山 \| 四国・岡山 \| 大阪 \| 四国・岡山 \| 四国・岡山 \| 四国・岡山 \| 香川 \| 香川 \| 岡山・ 香川 \| 岡山・ 四国 \| 四国・岡山 \| 四国・岡山 \| 四国・岡山 \| － \| － \| 中国・ 四国 \| \| \| \| \| \| \| \| \| \| 徳島 \| 山陽・ 四国 \| 四国・岡山 \| 四国・岡山 \| 四国・岡山 \| 大阪 \| 四国・岡山 \| 四国・岡山 \| 四国・岡山 \| 徳島 \| 徳島 \| 徳島 \| 岡山・ 四国 \| 四国・岡山 \| 四国・岡山 \| 四国・岡山 \| － \| － \| 中国・ 四国 \| \| \| \| \| \| \| \| \| \| 愛媛 \| 山陽・ 四国 \| 四国・岡山 \| 四国・岡山 \| 四国・岡山 \| 大阪 ／福岡 \| 四国・岡山 \| 四国・岡山 \| 四国・岡山 \| 愛媛 \| 愛媛 \| 愛媛 \| 岡山・ 四国 \| 四国・岡山 \| 四国・岡山 \| 四国・岡山 \| － \| － \| 中国・ 四国 \| \| \| \| \| \| \| \| \| \| 高知 \| 山陽・ 四国 \| 四国・岡山 \| 四国・岡山 \| 四国・岡山 \| 大阪 ／福岡 \| 四国・岡山 \| 四国・岡山 \| 四国・岡山 \| 高知 \| 高知 \| 高知 \| 岡山・ 四国 \| 四国・岡山 \| 四国・岡山 \| 四国・岡山 \| － \| － \| 中国・ 四国 \| \| \| \| \| \| \| \| \| \| 回 \| 1 \| 2 \| 3 - 5 \| 6 - 22 ・25 \| 23 - 24 \| 26 \| 27 - 29 \| 30 \| 31 \| 32 \| 33 \| 34 \| 35 \| 36 \| 37 - 38 \| 39 - 41 \| 42 - 43 \| 44 - 45 \| \| \| \| \| \| \| \| \| \| 福岡 佐賀 \| 九州 \| 九州 \| 九州 \| 九州 \| 福岡 \| 北・九州 [注 16] \| 北・九州 [注 16] \| 北・九州 [注 16] \| 北・九州 [注 16] \| 福岡・ 佐賀 \| 北・九州 \| 北・九州 \| 北九州 ・沖縄 \| 北九州 \| 九州 北部 \| － \| － \| 九州・ 沖縄 \| \| \| \| \| \| \| \| \| \| 大分 \| 九州 \| 九州 \| 九州 \| 九州 \| 福岡 \| 北・九州 [注 16] \| 北・九州 [注 16] \| 北・九州 [注 16] \| 北・九州 [注 16] \| 大分 \| 北・九州 \| 北・九州 \| 北九州 ・沖縄 \| 北九州 \| 九州 北部 \| － \| － \| 九州・ 沖縄 \| \| \| \| \| \| \| \| \| \| 長崎 \| 九州 \| 九州 \| 九州 \| 九州 \| 福岡 \| 北・九州 [注 16] \| 北・九州 [注 16] \| 北・九州 [注 16] \| 北・九州 [注 16] \| 長崎 \| 長崎 \| 長崎 \| 北九州 ・沖縄 \| 北九州 \| 九州 北部 \| － \| － \| 九州・ 沖縄 \| \| \| \| \| \| \| \| \| \| 熊本 \| 九州 \| 九州 \| 九州 \| 九州 \| 福岡 \| 南・九州 \| 南・九州 \| 南・九州 \| 南・九州 \| 熊本 \| 南・九州 \| 南・九州 \| 南九州 \| 南九州 \| 九州 南部 \| － \| － \| 九州・ 沖縄 \| \| \| \| \| \| \| \| \| \| 宮崎 \| 九州 \| 九州 \| 九州 \| 九州 \| 福岡 \| 南・九州 \| 南・九州 \| 南・九州 \| 南・九州 \| 宮崎 \| 南・九州 \| 南・九州 \| 南九州 \| 南九州 \| 九州 南部 \| － \| － \| 九州・ 沖縄 \| \| \| \| \| \| \| \| \| \| 鹿児島 \| 九州 \| 九州 \| 九州 \| 九州 \| 福岡 \| 南・九州 \| 南・九州 \| 南・九州 \| 南・九州 \| 鹿児島 \| 南・九州 \| 南・九州 \| 南九州 \| 南九州 \| 九州 南部 \| － \| － \| 九州・ 沖縄 \| \| \| \| \| \| \| \| \| \| 沖縄 \| 九州 \| 九州 \| 九州 \| 沖縄 \| 福岡 \| 沖縄 \| 沖縄 \| 沖縄 \| 沖縄 \| 沖縄 \| 沖縄 \| 沖縄 \| 北九州 ・沖縄 \| 沖縄 \| 沖縄 \| － \| － \| 九州・ 沖縄 \| \| \| \| \| \| \| \| \| \| 回 \| 1 \| 2 \| 3 - 5 \| 6 - 22 ・25 \| 23 - 24 \| 26 \| 27 - 29 \| 30 \| 31 \| 32 \| 33 \| 34 \| 35 \| 36 \| 37 - 38 \| 39 - 41 \| 42 - 43 \| 44 - 45 \| \| \| \| \| \| \| \| \| |                                  |                                  |                                  |                                  |                                  |                                  |                                  |                                  |                                  |                                  |                                  |                                  |                                  |                    |                    |                    |                    |                    |                    |                    |                    |                    |                    |                    |                    |                    |
| 回 | 1                                | 2                                | 3 - 5                            | 6 - 22 ・25                      | 23 - 24                          | 26                               | 27 - 29                          | 30                               | 31                               | 32                               | 33                               | 34                               | 35                               | 36                 | 37 - 38            | 39 - 41            | 42 - 43            | 44 - 45            |                    |                    |                    |                    |                    |                    |                    |                    |
| 代表 | 地区代表                         | 地区代表                         | 地区代表                         | 都道府 県代表                    | 地区 代表                        | 都道府県代表                     | 都道府県代表                     | 都道府県代表                     | 都道府県代表                     | 都道府県代表                     | 都道府県代表                     | 都道府県代表                     | 都道府県代表                     | 都道府県代表       | 都道府県代表       | 都道府県代表       | 全国               | 全国/ 地区         |                    |                    |                    |                    |                    |                    |                    |                    |
| 予選 | 地区大会（会場ごとに異なる形式） | 地区大会（会場ごとに異なる形式） | 地区大会（会場ごとに異なる形式） | 地区大会（会場ごとに異なる形式） | 地区大会（会場ごとに異なる形式） | 地区大会（会場ごとに異なる形式） | 地区大会（会場ごとに異なる形式） | 地区大会（会場ごとに異なる形式） | 地区大会（会場ごとに異なる形式） | 地区大会（会場ごとに異なる形式） | 地区大会（会場ごとに異なる形式） | 地区大会（会場ごとに異なる形式） | 地区大会（会場ごとに異なる形式） | 全国一斉ネット予選 | 全国一斉ネット予選 | 全国一斉ネット予選 | 全国一斉ネット予選 | 全国一斉ネット予選 | 全国一斉ネット予選 | 全国一斉ネット予選 | 全国一斉ネット予選 | 全国一斉ネット予選 | 全国一斉ネット予選 | 全国一斉ネット予選 | 全国一斉ネット予選 | 全国一斉ネット予選 |
| 地区 数 | 8 地区                           | 8 地区                           | 9 地区                           | 10 地区                          | 6 都市                           | 12 地区                          | 13 地区                          | 18 地区                          | 28 地区                          | 32 地区                          | 22 地区                          | 17 地区                          | 10 地区                          | 11 地区            | 11 会場            | －                 | －                 | 6 地区             |                    |                    |                    |                    |                    |                    |                    |                    |
| 北海道 | 北海道                           | 北海道                           | 北海道                           | 北海道                           | 札幌                             | 北海道                           | 北海道                           | 北海道                           | 北海道                           | 北海道                           | 北海道                           | 北海道                           | 北海道                           | 北海道             | 北海道             | －                 | －                 | 北海道 ・東北      |                    |                    |                    |                    |                    |                    |                    |                    |
| 青森 | 東北                             | 東北                             | 東北                             | 東北                             | 仙台                             | 北・東北                         | 北・東北                         | 北・東北                         | 青森                             | 青森                             | 北・東北                         | 北・東北                         | 東北                             | 東北               | 東北               | －                 | －                 | 北海道 ・東北      |                    |                    |                    |                    |                    |                    |                    |                    |
| 岩手 | 東北                             | 東北                             | 東北                             | 東北                             | 仙台                             | 北・東北                         | 北・東北                         | 北・東北                         | 岩手                             | 岩手                             | 北・東北                         | 北・東北                         | 東北                             | 東北               | 東北               | －                 | －                 | 北海道 ・東北      |                    |                    |                    |                    |                    |                    |                    |                    |
| 秋田 | 東北                             | 東北                             | 東北                             | 東北                             | 仙台                             | 北・東北                         | 北・東北                         | 北・東北                         | 秋田                             | 秋田                             | 北・東北                         | 北・東北                         | 東北                             | 東北               | 東北               | －                 | －                 | 北海道 ・東北      |                    |                    |                    |                    |                    |                    |                    |                    |
| 宮城 | 東北                             | 東北                             | 東北                             | 東北                             | 仙台                             | 南・東北                         | 南・東北                         | 南・東北                         | 宮城                             | 宮城                             | 宮城・ 山形                      | 南・ 東北                        | 東北                             | 東北               | 東北               | －                 | －                 | 北海道 ・東北      |                    |                    |                    |                    |                    |                    |                    |                    |
| 山形 | 東北                             | 東北                             | 東北                             | 東北                             | 仙台                             | 南・東北                         | 南・東北                         | 南・東北                         | 山形                             | 山形                             | 宮城・ 山形                      | 南・ 東北                        | 東北                             | 東北               | 東北               | －                 | －                 | 北海道 ・東北      |                    |                    |                    |                    |                    |                    |                    |                    |
| 福島 | 東北                             | 東北                             | 東北                             | 東北                             | 仙台                             | 南・東北                         | 南・東北                         | 南・東北                         | 福島                             | 福島                             | 福島                             | 南・ 東北                        | 東北                             | 東北               | 東北               | －                 | －                 | 北海道 ・東北      |                    |                    |                    |                    |                    |                    |                    |                    |
| 回 | 1                                | 2                                | 3 - 5                            | 6 - 22 ・25                      | 23 - 24                          | 26                               | 27 - 29                          | 30                               | 31                               | 32                               | 33                               | 34                               | 35                               | 36                 | 37 - 38            | 39 - 41            | 42 - 43            | 44 - 45            |                    |                    |                    |                    |                    |                    |                    |                    |
| 福井 | 北陸                             | 近畿・ 北陸                      | 北陸                             | 北陸                             | 名古屋 ／大阪                    | 北陸                             | 北陸                             | 福井                             | 福井                             | 福井                             | 石川・ 福井                      | 北陸                             | 中部                             | 中部               | 中部               | －                 | －                 | 中部               |                    |                    |                    |                    |                    |                    |                    |                    |
| 石川 | 北陸                             | 近畿・ 北陸                      | 北陸                             | 北陸                             | 名古屋 ／大阪                    | 北陸                             | 北陸                             | 石川                             | 石川                             | 石川                             | 石川・ 福井                      | 北陸                             | 北陸・新潟                       | 北陸・新潟         | 北陸・新潟         | －                 | －                 | 中部               |                    |                    |                    |                    |                    |                    |                    |                    |
| 富山 | 北陸                             | 近畿・ 北陸                      | 北陸                             | 北陸                             | 名古屋 ／大阪                    | 北陸                             | 北陸                             | 富山                             | 富山                             | 富山                             | 富山                             | 北陸                             | 北陸・新潟                       | 北陸・新潟         | 北陸・新潟         | －                 | －                 | 中部               |                    |                    |                    |                    |                    |                    |                    |                    |
| 新潟 | 北陸                             | 関東                             | 北陸                             | 北陸                             | 東京                             | 北陸                             | 北陸                             | 新潟                             | 新潟                             | 新潟                             | 新潟                             | 新潟                             | 北陸・新潟                       | 北陸・新潟         | 北陸・新潟         | －                 | －                 | 中部               |                    |                    |                    |                    |                    |                    |                    |                    |
| 関東1都 6県 | 関東                             | 関東                             | 関東                             | 関東                             | 東京                             | 関東                             | 関東                             | 関東                             | 関東                             | 関東                             | 関東                             | 関東                             | 関東                             | 関東               | 関東               | －                 | －                 | 関東               |                    |                    |                    |                    |                    |                    |                    |                    |
| 山梨 | 関東                             | 関東                             | 関東                             | 関東                             | 東京                             | 関東                             | 富士山                           | 山梨                             | 山梨                             | 山梨                             | 静岡・ 山梨                      | 関東                             | 関東                             | 関東               | 関東               | －                 | －                 | 中部               |                    |                    |                    |                    |                    |                    |                    |                    |
| 静岡 | 中部                             | 中部                             | 中部                             | 中部                             | 名古屋                           | 中部                             | 富士山                           | 静岡                             | 静岡                             | 静岡                             | 静岡・ 山梨                      | 静岡                             | 中部                             | 中部               | 中部               | －                 | －                 | 中部               |                    |                    |                    |                    |                    |                    |                    |                    |
| 長野 | 中部                             | 中部                             | 中部                             | 中部                             | 名古屋                           | 中部                             | 中部                             | 長野                             | 長野                             | 長野                             | 長野                             | 長野                             | 中部                             | 中部               | 中部               | －                 | －                 | 中部               |                    |                    |                    |                    |                    |                    |                    |                    |
| 岐阜 愛知 | 中部                             | 中部                             | 中部                             | 中部                             | 名古屋                           | 中部                             | 中部                             | 中部                             | 中部                             | 中部                             | 中部                             | 中部                             | 中部                             | 中部               | 中部               | －                 | －                 | 中部               |                    |                    |                    |                    |                    |                    |                    |                    |
| 三重 | 中部                             | 中部                             | 中部                             | 中部                             | 名古屋                           | 中部                             | 中部                             | 中部                             | 中部                             | 中部                             | 中部                             | 中部                             | 中部                             | 中部               | 中部               | －                 | －                 | 近畿               |                    |                    |                    |                    |                    |                    |                    |                    |
| 近畿2府 4県 | 近畿・ 山陰                      | 近畿・ 北陸                      | 近畿                             | 近畿                             | 大阪                             | 近畿                             | 近畿                             | 近畿                             | 近畿                             | 近畿                             | 近畿                             | 近畿                             | 近畿                             | 近畿               | 近畿               | －                 | －                 | 近畿               |                    |                    |                    |                    |                    |                    |                    |                    |
| 鳥取 | 近畿・ 山陰                      | 中国                             | 中国                             | 中国                             | 大阪                             | 中国                             | 中国                             | 中国                             | 鳥取                             | 鳥取・島根                       | 鳥取・島根                       | 鳥取・島根                       | 中国                             | 中国               | 中国               | －                 | －                 | 中国・ 四国        |                    |                    |                    |                    |                    |                    |                    |                    |
| 島根 | 近畿・ 山陰                      | 中国                             | 中国                             | 中国                             | 大阪 ／福岡                      | 中国                             | 中国                             | 中国                             | 島根                             | 鳥取・島根                       | 鳥取・島根                       | 鳥取・島根                       | 中国                             | 中国               | 中国               | －                 | －                 | 中国・ 四国        |                    |                    |                    |                    |                    |                    |                    |                    |
| 広島 | 山陽・ 四国                      | 中国                             | 中国                             | 中国                             | 大阪 ／福岡                      | 中国                             | 中国                             | 中国                             | 広島・ 山口                      | 広島                             | 広島・山口                       | 広島・山口                       | 中国                             | 中国               | 中国               | －                 | －                 | 中国・ 四国        |                    |                    |                    |                    |                    |                    |                    |                    |
| 山口 | 九州                             | 中国                             | 中国                             | 中国                             | 福岡                             | 中国                             | 中国                             | 中国                             | 広島・ 山口                      | 山口                             | 広島・山口                       | 広島・山口                       | 中国                             | 中国               | 中国               | －                 | －                 | 中国・ 四国        |                    |                    |                    |                    |                    |                    |                    |                    |
| 岡山 | 山陽・ 四国                      | 四国・岡山                       | 四国・岡山                       | 四国・岡山                       | 大阪                             | 四国・岡山                       | 四国・岡山                       | 四国・岡山                       | 岡山                             | 岡山                             | 岡山・ 香川                      | 岡山・ 四国                      | 四国・岡山                       | 四国・岡山         | 四国・岡山         | －                 | －                 | 中国・ 四国        |                    |                    |                    |                    |                    |                    |                    |                    |
| 香川 | 山陽・ 四国                      | 四国・岡山                       | 四国・岡山                       | 四国・岡山                       | 大阪                             | 四国・岡山                       | 四国・岡山                       | 四国・岡山                       | 香川                             | 香川                             | 岡山・ 香川                      | 岡山・ 四国                      | 四国・岡山                       | 四国・岡山         | 四国・岡山         | －                 | －                 | 中国・ 四国        |                    |                    |                    |                    |                    |                    |                    |                    |
| 徳島 | 山陽・ 四国                      | 四国・岡山                       | 四国・岡山                       | 四国・岡山                       | 大阪                             | 四国・岡山                       | 四国・岡山                       | 四国・岡山                       | 徳島                             | 徳島                             | 徳島                             | 岡山・ 四国                      | 四国・岡山                       | 四国・岡山         | 四国・岡山         | －                 | －                 | 中国・ 四国        |                    |                    |                    |                    |                    |                    |                    |                    |
| 愛媛 | 山陽・ 四国                      | 四国・岡山                       | 四国・岡山                       | 四国・岡山                       | 大阪 ／福岡                      | 四国・岡山                       | 四国・岡山                       | 四国・岡山                       | 愛媛                             | 愛媛                             | 愛媛                             | 岡山・ 四国                      | 四国・岡山                       | 四国・岡山         | 四国・岡山         | －                 | －                 | 中国・ 四国        |                    |                    |                    |                    |                    |                    |                    |                    |
| 高知 | 山陽・ 四国                      | 四国・岡山                       | 四国・岡山                       | 四国・岡山                       | 大阪 ／福岡                      | 四国・岡山                       | 四国・岡山                       | 四国・岡山                       | 高知                             | 高知                             | 高知                             | 岡山・ 四国                      | 四国・岡山                       | 四国・岡山         | 四国・岡山         | －                 | －                 | 中国・ 四国        |                    |                    |                    |                    |                    |                    |                    |                    |
| 回 | 1                                | 2                                | 3 - 5                            | 6 - 22 ・25                      | 23 - 24                          | 26                               | 27 - 29                          | 30                               | 31                               | 32                               | 33                               | 34                               | 35                               | 36                 | 37 - 38            | 39 - 41            | 42 - 43            | 44 - 45            |                    |                    |                    |                    |                    |                    |                    |                    |
| 福岡 佐賀 | 九州                             | 九州                             | 九州                             | 九州                             | 福岡                             | 北・九州                         | 北・九州                         | 北・九州                         | 北・九州                         | 福岡・ 佐賀                      | 北・九州                         | 北・九州                         | 北九州 ・沖縄                    | 北九州             | 九州 北部          | －                 | －                 | 九州・ 沖縄        |                    |                    |                    |                    |                    |                    |                    |                    |
| 大分 | 九州                             | 九州                             | 九州                             | 九州                             | 福岡                             | 北・九州                         | 北・九州                         | 北・九州                         | 北・九州                         | 大分                             | 北・九州                         | 北・九州                         | 北九州 ・沖縄                    | 北九州             | 九州 北部          | －                 | －                 | 九州・ 沖縄        |                    |                    |                    |                    |                    |                    |                    |                    |
| 長崎 | 九州                             | 九州                             | 九州                             | 九州                             | 福岡                             | 北・九州                         | 北・九州                         | 北・九州                         | 北・九州                         | 長崎                             | 長崎                             | 長崎                             | 北九州 ・沖縄                    | 北九州             | 九州 北部          | －                 | －                 | 九州・ 沖縄        |                    |                    |                    |                    |                    |                    |                    |                    |
| 熊本 | 九州                             | 九州                             | 九州                             | 九州                             | 福岡                             | 南・九州                         | 南・九州                         | 南・九州                         | 南・九州                         | 熊本                             | 南・九州                         | 南・九州                         | 南九州                           | 南九州             | 九州 南部          | －                 | －                 | 九州・ 沖縄        |                    |                    |                    |                    |                    |                    |                    |                    |
| 宮崎 | 九州                             | 九州                             | 九州                             | 九州                             | 福岡                             | 南・九州                         | 南・九州                         | 南・九州                         | 南・九州                         | 宮崎                             | 南・九州                         | 南・九州                         | 南九州                           | 南九州             | 九州 南部          | －                 | －                 | 九州・ 沖縄        |                    |                    |                    |                    |                    |                    |                    |                    |
| 鹿児島 | 九州                             | 九州                             | 九州                             | 九州                             | 福岡                             | 南・九州                         | 南・九州                         | 南・九州                         | 南・九州                         | 鹿児島                           | 南・九州                         | 南・九州                         | 南九州                           | 南九州             | 九州 南部          | －                 | －                 | 九州・ 沖縄        |                    |                    |                    |                    |                    |                    |                    |                    |
| 沖縄 | 九州                             | 九州                             | 九州                             | 沖縄                             | 福岡                             | 沖縄                             | 沖縄                             | 沖縄                             | 沖縄                             | 沖縄                             | 沖縄                             | 沖縄                             | 北九州 ・沖縄                    | 沖縄               | 沖縄               | －                 | －                 | 九州・ 沖縄        |                    |                    |                    |                    |                    |                    |                    |                    |
| 回 | 1                                | 2                                | 3 - 5                            | 6 - 22 ・25                      | 23 - 24                          | 26                               | 27 - 29                          | 30                               | 31                               | 32                               | 33                               | 34                               | 35                               | 36                 | 37 - 38            | 39 - 41            | 42 - 43            | 44 - 45            |                    |                    |                    |                    |                    |                    |                    |                    |

のぼり旗と横断幕の色
- 都道府県代表制で地区大会が行われていた時期、同じ会場で別々の都府県代表を争うチームが一斉にクイズをすることがあったため、各都府県に識別のための色が割り振られていた。1回戦に行われていた○×（YES・NO）クイズで、大人数の参加者を都府県ごとに整理するための目印として使われたのぼり旗や横断幕、そして1回戦を勝ち抜いたチームに配布されるゼッケンなどにその色が用いられていた。
- 色は初めて都道府県代表制が行われた第6回において、単独道県の北海道・沖縄を除く8の地区大会ごとに、参加者の少ない都府県から順に緑→赤→黄→青→橙→桃→白→紫と決められた。第17回からゼッケンはビブスに置き換えられ、このとき東京都のチームのビブスの色は「水色」となり、のぼり旗も元々の赤みがかった濃い紫から青みがかった薄紫に変わった。

| 大会名（第6回当時） | 緑     | 赤   | 黄   | 青     | 橙   | 桃     | 白   | 紫   |
| ------------------- | ------ | ---- | ---- | ------ | ---- | ------ | ---- | ---- |
| 東北大会            | 青森   | 秋田 | 福島 | 山形   | 岩手 | 宮城   |      |      |
| 北陸大会            | 石川   | 福井 | 新潟 | 富山   |      |        |      |      |
| 関東大会            | 山梨   | 栃木 | 群馬 | 茨城   | 千葉 | 神奈川 | 埼玉 | 東京 |
| 中部大会            | 長野   | 静岡 | 三重 | 岐阜   | 愛知 |        |      |      |
| 近畿大会            | 和歌山 | 滋賀 | 奈良 | 京都   | 兵庫 | 大阪   |      |      |
| 中国大会            | 鳥取   | 島根 | 山口 | 広島   |      |        |      |      |
| 四国・岡山大会      | 愛媛   | 高知 | 徳島 | 香川   | 岡山 |        |      |      |
| 九州大会            | 宮崎   | 佐賀 | 長崎 | 鹿児島 | 大分 | 熊本   | 福岡 |      |

- 北海道大会・沖縄大会では当初より色を統一せず、各チームが異なる色のゼッケン・ビブスを身につけていた。ただし全国大会の演出として全都道府県ののぼり旗が用いられた際などに、北海道は緑、沖縄は橙ののぼり旗が用意されたことがある。
- 第8回の北海道大会では、以前から札幌のチームばかり勝ちすぎるという声があったのを受け、1回戦のYES-NOクイズの勝ち抜け枠が札幌市内の学校から10チーム、札幌市以外の学校（番組では「全道（連合）」と称した）から10チームという趣向で行われた。この時は「札幌」は青、「全道」は黄ののぼりと横断幕を使った。
- 第29回以降になると北海道・沖縄以外の地区でもビブスの色で都府県を識別することが行われなくなり、のぼりの使用もごく限られた場面となっていった。

過去の全国大会出場枠の変遷
- 第1回・第2回・第32回は出場辞退があり、実際の出場チーム数が少ない。ただし出場辞退があっても補欠による繰り上げ出場がある場合もある。番組でその事実が放送されたのは第1回の近畿・山陰大会、第3回の北陸大会の計2チーム。他にも辞退による繰り上げ出場はあり、第15回の島根、第22回の京都、第32回の長崎、第36回の東京・岐阜、第37回の北海道・茨城・大阪などに該当例がある。第14回の山梨では辞退チームと同じ高校の別チームが代表になっている。他に第4回の四国・岡山大会では、代表チームが応募手続きの不備で失格になり補欠が出場した。

| 過去の全国大会出場枠の変遷 |
| - 第1回 - 38枠 ※関東の1チームが出場を辞退したため、実際の出場数は37チーム。 - 地域代表 36枠：北海道（3）・東北（4）・北陸（2）・関東（12）・中部（5）・近畿・山陰（4）・山陽・四国（3）・九州（3） - 特別大会 2枠：「九州大会敗者復活戦」（2） - 九州大会1回戦のYES-NOクイズ第1問に出題ミスがあったことが判明し、全地区大会終了後、九州地区を対象とした敗者復活戦が開催された。 - 第2回 - 40枠 ※関東の2チーム、四国・岡山の1チームが出場を辞退したため、実際の出場数は37チーム。 - 地域代表 40枠：北海道（3）・東北（4）・関東（13）・中部（5）・近畿・北陸（5）・中国（3）・四国・岡山（3）・九州（4） - 第3回 - 40枠 - 地域代表 38枠：北海道（3）・東北（4）・北陸（2）・関東（10）・中部（4）・近畿（5）・中国（3）・四国・岡山（3）・九州（4） - 特別大会 2枠：北海道天売高等学校枠（1）・鹿児島県立沖永良部高等学校枠（1） - 主催者が指定した離島の2校にて特別大会を実施。学校全体でクイズを行い、その中から代表3名が全国大会へ出場。 - 第4回 - 40枠 - 地域代表 40枠：北海道（3）・東北（4）・北陸（2）・関東（12）・中部（4）・近畿（5）・中国（3）・四国・岡山（3）・九州（4） - 第5回 - 40枠 - 地域代表 38枠：北海道（3）・東北（4）・北陸（2）・関東（10）・中部（4）・近畿（5）・中国（3）・四国・岡山（3）・九州（4） - 特別大会 2枠： 北海道利尻高等学校枠（1）・沖縄県立久米島高等学校枠（1） - 第3回と同様。 - 第6回・第7回・第9回 - 第16回・第25回 - 49枠 - 都道府県代表 49枠：各府県1枠・東京都と北海道が2枠 - 第8回 - 50枠 - 都道府県代表 50枠：各府県1枠、北海道2枠、東京都3枠 - この回は全国大会1回戦（1対1の対戦形式）を考慮してか東京都の出場枠が通常の「2」から「3」になり、合計が偶数になっている。またこの回の関東大会の決勝では従来の早押しクイズではなく、決勝に進出した各都県10チームによるノックアウト方式の三択クイズで代表を決めている。 - 第17回 - 56枠 - 都道府県代表 49枠：各府県1枠、東京都と北海道が2枠 - 特別枠 7枠：「運大王」（7） 関東2枠、他の9地区は「0.5枠」=北陸・中部・近畿・九州・沖縄から出場 - 「運大王」は地区大会のクイズ終了後に、クジ引きや名前ビンゴなど完全に運だけの勝負で行われた敗者復活戦で選出されたチーム。勝ち残るチーム数の期待値が各ブロックで0.5になるようなゲームが行われ、各ブロックから0ないし1チームが選ばれた（関東のみ無条件で2枠確保）。 なお、「運大王」の全国大会の扱いは他の代表校と大きく異なる（詳しくは、後述の全国大会を参照）。 - 第18回 - 59枠 - 都道府県代表 49枠：各府県1枠、東京都と北海道が2枠 - 特別枠 10枠：「運大王」（10） 10地区から1チームずつ - この年の「運大王」は各ブロックから1チームずつ選出。選出方法は第17回と同じ。 - 第19回 - 51枠 - 都道府県代表 49枠：各府県1枠、東京都と北海道が2枠 - 特別大会 2枠：埼玉県私立淑徳与野高等学校（1）・佐賀県立鹿島高等学校（1） - 第3回・第5回と同様。 - 第20回 - 50枠 - 都道府県代表 48枠：和歌山県以外の44府県1枠、東京都と北海道が2枠 - 特別大会 2枠：和歌山大会（2） - 和歌山大会が近畿大会とは別に開催され、和歌山県代表が2チーム全国大会に進出した。その代わり、和歌山県のチームには近畿大会の参加資格が無かった。 - 第21回 - 50枠 - 都道府県代表 49枠：各府県1枠、東京都と北海道が2枠 - 特別枠 1枠：21世紀枠（1） - 「史上最大の敗者復活戦」と称し、全国の地区予選敗退チームを対象にくじ引きでの大抽選会を実施。当選した1チームは「21世紀枠」として、全国大会へ進出した。 - 第22回 - 50枠 - 都道府県代表 49枠：各府県1枠、東京都と北海道が2枠 - 特別大会 1枠：アメリカ大会（1） - アメリカ・ニューヨークで現地在住の高校生を対象に予選を開催。個人戦で戦い、そこで選ばれた代表3名が「アメリカ代表チーム」として全国大会へ進出した。 - 第23回 - 30枠 - 地域代表 21枠：札幌（2）・仙台（3）・東京（5）・名古屋（4）・大阪（4）・福岡（3） - 特別大会 9枠：新聞クイズ予選（1）・インターネット予選（6）・一芸予選（2） - 「新聞クイズ」は、新聞に掲載された爆笑問題の時事漫才の穴埋めを完成させ（使用する数百の文字が示されていて、漫才として矛盾のない様に当てはめていく）インターネットから答えを送信。最も早く正解したチームが全国大会出場。 - 他にクイズの実力は未知数ながら一発芸に秀た高校生を募集する「一芸予選」、携帯電話を用い5日間連続で出題されるクイズに挑戦する「インターネット予選」が導入された。 - 第24回 - 30枠 - 地域代表 25枠：札幌（3）・仙台（3）・東京（6）・名古屋（4）・大阪（5）・福岡（4） - 特別大会 5枠：ケータイ予選（3）・一芸予選（2） - 第23回と同様の「一芸予選」と、第23回のインターネット予選に該当する「ケータイ予選」が開催された。 - 第26回 - 50枠 - 都道府県代表 49枠：各府県1枠・東京都と北海道が2枠 - 特別大会 1枠：「島」特別大会（1） - 全国の離島の高校のみを対象にファクシミリを通じてペーパークイズ100問を行った。（第27回も開催） - 第27回 - 51枠 - 都道府県代表 49枠：各府県1枠・東京都と北海道が2枠 - 特別大会 2枠：「島」特別大会（1）・スーパーオリラジチャンス（1） - 「スーパーオリラジチャンス」は、各地区大会の決勝で負けたチームで敗者復活のクイズ（形式は地区によって異なる）を行い、1チームずつ「準優勝」チームを選出。計13チームが8月13日の『ズームイン!!SUPER』生放送中に早押しタイムレースを行い、1チームがその日に収録が開始される全国大会に合流した。 - 第28回 - 50枠 - 都道府県代表 49枠：各府県1枠・東京都と北海道が2枠 - 特別大会 1枠：インターネット特別大会（1） - 地区大会にエントリーしたチームのうち、すでに全国大会への出場を決めたチーム以外を対象にインターネットでクイズを行った（29回以降も同様）。 - 第29回 - 52枠 - 都道府県代表 49枠：各府県1枠・東京都と北海道が2枠 - 特別大会 3枠：インターネット特別大会（3） - 「総合1位」の他に「文系1位」「理系1位」の計3チームが全国大会に進出。 - 第30回 - 55枠 - 都道府県代表 47枠：各都道府県1枠。東京都と北海道も1枠ずつとなった。 - 特別大会 8枠：インターネット特別大会 文系1位（1）・理系1位（1）・全国大会リベンジ枠（2）・学力オリンピック枠（2）・全国模試1位枠（2） - 「文系1位」「理系1位」の他に、「過去の高校生クイズ全国大会でベスト8に残ったメンバーがいる（全国大会リベンジ枠）」、「国際数学オリンピックなどの学力オリンピックで規定以上の成績を修めたメンバーがいる（学力オリンピック枠）」、「指定された全国模試で1位になったことのあるメンバーがいる（全国模試1位枠）」の条件を満たすチームはそれぞれの枠内での総合成績上位2チーム（計6チーム）が全国大会に進出。 - 第31回 - 52枠 - 都道府県代表 47枠：各都道府県1枠。 - 特別大会 5枠：インターネット特別大会 男子校1位（1）・女子校1位（1）・共学校1位（1）・全国大会リベンジ枠（1）・全国模試1位枠（1） - 前年から若干変更され、再び総合成績のみを争う形式となった。また一部枠も変更され、「男子校1位」「女子校1位」「共学校1位」となった。「全国大会リベンジ枠」「全国模試1位枠」は前年と条件は同じで、それぞれの1位（計5チーム）が全国大会に進出。 - 第32回 - 55枠 ※インターネット特別大会（ファン投票枠）の1チームが辞退し、実際の出場数は54チーム。 - 都道府県代表 47枠：各都道府県1枠。 - 特別大会 8枠：インターネット特別大会 男子校1位（1）・女子校1位（1）・共学校1位（1）・ファン投票枠（5） - 「ファン投票枠」は第23回以降で全国大会に出場していない高校から視聴者がネット投票で出場してほしい学校を選び、票数上位5校それぞれの校内最高成績1チームが全国大会に進出。「男子校1位」「女子校1位」「共学校1位」そのままで計8チームが全国大会に進出。 - 第33回 - 48枠 - 都道府県代表 47枠：各都道府県1枠。 - 特別大会 1枠：宮城インターネット特別大会（1） - 宮城県のみを対象としたインターネット特別大会が開催され、宮城県は1枠追加された。理由は宮城・山形大会の宮城県2回戦で正解判定ミスがあったためである。 - 第34回 - 60枠 - 都道府県代表 47枠：各都道府県1枠 - 特別枠 13枠：21世紀枠（13） - 各地区大会の決勝で負けたチームの中から、決勝での内容とアンケートを参考にして、スタッフが13チームを選定。 - 第35回 - 60枠 - 都道府県代表 47枠：各都道府県1枠 - 特別枠 13枠：超難問ナゾトキ予選（1）、スマホ予選（1）、21世紀枠（11） - 超難問ナゾトキ予選は、ネット上で発表された超難問の暗号問題の答えを最も速く送信したチームが全国大会進出。スマホ予選は50問のクイズに学校毎に挑戦し、校内上位10人の総得点が一番高かった高校が全国大会進出。21世紀枠は前年同様。 - 第36回・第37回 - 60枠 - 都道府県代表 47枠：各都道府県1枠 - 特別枠 13枠：21世紀枠（13） - この年から全国一斉（各会場中継）スマホクイズとなった予選において、各都道府県の上位30チームの中から「敢闘賞」が選ばれ（36回は各都道府県3チームずつ、37回は5チームずつ）、全国の敢闘賞チームから「21世紀枠」が選ばれた。 - 第38回 - 50枠 - 都道府県代表 47枠：各都道府県1枠 - 特別枠 3枠：特別選出枠（3） - 各地区大会の決勝で負けたチームの中から、スタッフが3チームを選定。 - 第39回 - 51枠 - 都道府県代表 47枠：各都道府県1枠 - 特別枠 4枠：特別選出枠（3）、シード校枠（1） - 特別選出枠は各都道府県の3～5位のチームと代表決定戦で敗北したチームの中から、スタッフが3チームを選定。シード校枠は前回の全国大会優勝校（桜丘高校）の優勝チーム。 - 第40回 - 50枠 - 都道府県代表 47枠：各都道府県1枠 - 特別枠 3枠：特別選出枠（2）、大敗者復活枠（1） - 大敗者復活戦はインターネットを用いた謎解きクイズ。 - 第41回 - 50枠 - 都道府県代表 47枠：各都道府県1枠 - 特別枠 3枠：特別選出枠（3） - 第42回 - 12枠 - 全国予選上位12チーム - 第43回 - 16枠 - 全国予選上位16チーム - 第44回 - 40枠 - 全国上位 10枠：全国一斉予選の上位。ただし同一校は上位1チーム、同一都道府県は上位2チームまでとし、下のチームが繰り上がる。 - 地域代表 27枠：北海道・東北（3）・関東（6）・中部（6）・近畿（6）・中国・四国（3）・九州・沖縄（3） - 全国一斉予選の成績から、各地方ブロックごとに「男子3名チーム・女子3名チーム・男女混合チーム」の各1位が全国大会進出。さらに関東・中部・近畿は各2位も進出。 - 特別枠 3枠：「特別選出」にエントリーしたチームの中から、スタッフが選出。 - 第45回 - 42枠 - 全国上位 10枠：全国一斉予選の上位。ただし同一校は上位1チーム、同一都道府県は上位2チームまでとし、下のチームが繰り上がる。 - 地域代表 27枠：北海道・東北（3）・関東（6）・中部（6）・近畿（6）・中国・四国（3）・九州・沖縄（3） - 全国一斉予選の成績から、各地方ブロックごとに「男子3名チーム・女子3名チーム・男女混合チーム」の各1位が全国大会進出。さらに関東・中部・近畿は各2位も進出。 - 特別枠 5枠：「特別選出」にエントリーしたチームの中から、スタッフが選出。 |

## 全国大会の形式の一覧
各回で行われた全国大会の形式、実施場所、勝ち残りチーム数の一覧。クイズ形式の詳細と各回の詳細については全国高等学校クイズ選手権のクイズ形式も参照。
なお、第1回の全国大会1回戦（第2次予選）までと第20回は、放送ライブラリーに所蔵されており、無料で視聴することができる。
| 第1回 - 第10回 | | |            |
| \| 開催回 \| 開催場所 \| クイズ形式・内容 \| 通過チーム \| \| ------ \| ----------------------------------------------------------------------------------------------------------------------------------------------- \| ----------------------------------------------------------------------------------------------------------------------------------------------------------------------------------------------------------------------------------------------------------------------------------------------------------------------------------------------------------------------------------- \| ---------- \| \| 第1回 \| 京王プラザホテル \| 第二次予選・100問ペーパークイズ \| 37→12 \| \| 第1回 \| 東京タワー →八重洲ブックセンター本店（夜の東京コース） 柴又帝釈天（東京下町コース） スーパーシティ号 →全日空東京第2号格納庫（東京新名所コース） \| 準決勝・コース別クイズ - 夜の東京コース-東京タワー最下位脱落クイズ（早押しクイズ7問。4→3） →走れ!立ち読みクイズ（3問の答えから共通するキーワードを当てる。3→1） - 東京下町コース-男の子はつらいよ 柴又・早押し篇（早押しクイズ。4→1、罰ゲーム付） - 東京新名所コース-ピコトン早押しクイズ（早押しクイズ。4→3） →スーパージャンボ激写クイズ（キーワードに合う写真を撮ってくる。3→1） \| 12→3 \| \| 第1回 \| 日本テレビ \| 決勝戦（早押し。1問正解で10ポイント獲得、100ポイント先取） \| 3→優勝 \| \| 第2回 \| 東京駅構内ほか \| 夢の上京クイズ（ペーパー100問、東京ディズニーランドで結果発表） \| 37→20 \| \| 第2回 \| サンシャインシティプリンスホテル \| 準々決勝・史上初 20チーム早押しクイズ \| 20→10 \| \| 第2回 \| 日比谷野外音楽堂 \| 準決勝・学校指名チャンスクイズ \| 10→3 \| \| 第2回 \| 日比谷野外音楽堂 \| 決勝戦（早押し。1問正解で10ポイント獲得、100ポイント先取） \| 3→優勝 \| \| 第3回 \| 西武ライオンズ球場 \| 120人早押しクイズ \| 40→20 \| \| 第3回 \| 西武ライオンズ球場 \| ジャンル別早押しクイズ \| 20→9 \| \| 第3回 \| 東京都→埼玉県桶川市・ホンダエアポート \| 大東京空中散歩クイズ（ヘリコプターに乗ってペーパークイズ） \| 9→5 \| \| 第3回 \| 埼玉県桶川市・ホンダエアポート \| 学校指名クイズ \| 5→3 \| \| 第3回 \| 日本テレビ \| 決勝戦（早押し。7分間クイズを行い、トップが優勝） \| 3→優勝 \| \| 第4回 \| - \| 上京ペーパークイズ（300問）→準々決勝・七転び八起き20対1早押しクイズ （ペーパークイズの上位20チームが通過側、下位20チームが阻止側の通過クイズ。 下位20チームは阻止した回数が最も多かった1チームが敗者復活） \| 40→5+1 \| \| 第4回 \| 筑波研究学園都市（科学万博会場） →東京ヘリポート \| 準決勝・宇宙⇔夢の国オンライン電話クイズ（6→4） →大東京空中散歩クイズ（オリエンテーリング。4→3） \| 6→3 \| \| 第4回 \| 東京ディズニーランド \| 決勝戦（早押し。10ポイント先取） \| 3→優勝 \| \| 第5回 \| ホテルセンチュリーハイアット \| 猫の手も借りたい宅Q便ペーパークイズ&東京お泊まり300問ペーパークイズ \| 40→10 \| \| 第5回 \| ホテルセンチュリーハイアット \| オーケストラ・イントロ&学校指名クイズ \| 10→4 \| \| 第5回 \| 東京都立夢の島公園 \| 日本列島グーニーズ宝探しクイズ（バラマキ） \| 4→3 \| \| 第5回 \| 東京ディズニーランド \| 決勝戦（早押し。10ポイント先取） \| 3→優勝 \| \| 第6回 \| 国立競技場 \| 究極のジャンル早押し通過クイズ ［敗者復活・カラオケのど自慢（41→2）→決戦アミダクジ（2→1）］ \| 49→8+1 \| \| 第6回 \| 富士山新五合目 \| 富士山おじゃま無視!新バラマキクイズ \| 9→4 \| \| 第6回 \| 富士山新九合目 \| 近似値クイズ+一問必答YES・NOクイズ \| 4→3 \| \| 第6回 \| 富士山頂 \| 決勝戦（早押し。10ポイント先取） ※途中、ポイント2位と3位の差が5ポイントとなった場合、3位のチームは失格となる \| 3→優勝 \| \| 第7回 \| 池袋リボン館（体力コース） 新幹線「こだま号」車内（知力コース） 浅草寺（運コース） \| 3人バラバラ東京迷子クイズ（ペーパー・500グラム減量・当たり付き自動販売機による抽選） \| 49→15 \| \| 第7回 \| ホテルセンチュリーハイアット \| 1問勝ち抜け早押しクイズ（1チーム勝ち抜ける、 あるいはお手つき・誤答で失格する毎に抽選で敗者復活のチームが参加） \| 15+α→9 \| \| 第7回 \| 山中湖畔 \| つぶし合いクイズ（早押し封鎖クイズ） \| 9→3 \| \| 第7回 \| 富士山頂 \| 決勝戦（早押し。10ポイント先取） \| 3→優勝 \| \| 第8回 \| ホテルセンチュリーハイアット \| 上京戦 東西対決1vs1（ペーパー&早押し）［敗者復活（ペーパーの得点上位チームが復活）］ \| 50→10+5 \| \| 第8回 \| MZA有明 \| ホップ・ステップ・ジャンプクイズ（早押し） \| 15→4 \| \| 第8回 \| 富士山九合目 \| 富士山9合7勺 YES-NOクイズ （YES-NOクイズの前に回答順を決めるリレークイズを実施しているが、本放送では触れず） \| 4→3 \| \| 第8回 \| 富士山頂 \| 決勝戦（早押し。10ポイント先取） \| 3→優勝 \| \| 第9回 \| 浅草寺 伊豆大島（敗者復活戦） \| アメリカン激写ペーパークイズ （アメリカに関する問題50問+一般問題150問+仲見世通り写真撮影クイズ） ［敗者復活・伊豆大島魚釣り+観光3択クイズ（間違えると、釣り上げた魚が没収される）］ \| 49→24+3 \| \| 第9回 \| 東京都中央区・朝潮運河畔 \| ウォーターフロント・アドバンテージクイズ（早押し通過クイズ） \| 27→8 \| \| 第9回 \| 埼玉県川口市・キャメルグランプリ \| アメリカングランプリクイズ（連想クイズ） \| 8→4 \| \| 第9回 \| 富士山新九合目 \| YES-NOクイズ \| 4→3 \| \| 第9回 \| 富士山頂 \| 決勝戦（早押し。10ポイント先取） \| 3→優勝 \| \| 第10回 \| 千葉工業大学体育館（体力コース） 上海楼（知力コース） 浄土寺（運コース） \| 3人バラバラお宿ペーパークイズ （知力・体力・運に分かれてペーパークイズ。知力200問、体力・運各50問の計300問） \| 49→30 \| \| 第10回 \| 幕張海岸（体力コース） 報知新聞社（知力コース） 横浜ベイブリッジ（運コース） \| 知力・体力・運トライアングルクイズ（新聞校正・700グラム減量・ジュークボックスによる抽選） \| 30→10 \| \| 第10回 \| 千葉マリンスタジアム \| 目指せ富士山早押し七連想クイズ （勝ち抜けによってできた空席に、敗者復活チームが入ることができる。） \| 10+α→5 \| \| 第10回 \| 山中湖畔 \| ドロンコクイズ \| 5→3 \| \| 第10回 \| 富士山頂 \| 決勝戦（早押し。10ポイント先取） \| 3→優勝 \| | | |            |
| 開催回 | 開催場所 | クイズ形式・内容 | 通過チーム |
| 第1回 | 京王プラザホテル | 第二次予選・100問ペーパークイズ | 37→12      |
| 第1回 | 東京タワー →八重洲ブックセンター本店（夜の東京コース） 柴又帝釈天（東京下町コース） スーパーシティ号 →全日空東京第2号格納庫（東京新名所コース） | 準決勝・コース別クイズ - 夜の東京コース-東京タワー最下位脱落クイズ（早押しクイズ7問。4→3） →走れ!立ち読みクイズ（3問の答えから共通するキーワードを当てる。3→1） - 東京下町コース-男の子はつらいよ 柴又・早押し篇（早押しクイズ。4→1、罰ゲーム付） - 東京新名所コース-ピコトン早押しクイズ（早押しクイズ。4→3） →スーパージャンボ激写クイズ（キーワードに合う写真を撮ってくる。3→1） | 12→3       |
| 第1回 | 日本テレビ | 決勝戦（早押し。1問正解で10ポイント獲得、100ポイント先取） | 3→優勝     |
| 第2回 | 東京駅構内ほか | 夢の上京クイズ（ペーパー100問、東京ディズニーランドで結果発表） | 37→20      |
| 第2回 | サンシャインシティプリンスホテル | 準々決勝・史上初 20チーム早押しクイズ | 20→10      |
| 第2回 | 日比谷野外音楽堂 | 準決勝・学校指名チャンスクイズ | 10→3       |
| 第2回 | 日比谷野外音楽堂 | 決勝戦（早押し。1問正解で10ポイント獲得、100ポイント先取） | 3→優勝     |
| 第3回 | 西武ライオンズ球場 | 120人早押しクイズ | 40→20      |
| 第3回 | 西武ライオンズ球場 | ジャンル別早押しクイズ | 20→9       |
| 第3回 | 東京都→埼玉県桶川市・ホンダエアポート | 大東京空中散歩クイズ（ヘリコプターに乗ってペーパークイズ） | 9→5        |
| 第3回 | 埼玉県桶川市・ホンダエアポート | 学校指名クイズ | 5→3        |
| 第3回 | 日本テレビ | 決勝戦（早押し。7分間クイズを行い、トップが優勝） | 3→優勝     |
| 第4回 | - | 上京ペーパークイズ（300問）→準々決勝・七転び八起き20対1早押しクイズ （ペーパークイズの上位20チームが通過側、下位20チームが阻止側の通過クイズ。 下位20チームは阻止した回数が最も多かった1チームが敗者復活） | 40→5+1     |
| 第4回 | 筑波研究学園都市（科学万博会場） →東京ヘリポート                                                                                                | 準決勝・宇宙⇔夢の国オンライン電話クイズ（6→4） →大東京空中散歩クイズ（オリエンテーリング。4→3） | 6→3        |
| 第4回 | 東京ディズニーランド | 決勝戦（早押し。10ポイント先取） | 3→優勝     |
| 第5回 | ホテルセンチュリーハイアット | 猫の手も借りたい宅Q便ペーパークイズ&東京お泊まり300問ペーパークイズ | 40→10      |
| 第5回 | ホテルセンチュリーハイアット | オーケストラ・イントロ&学校指名クイズ | 10→4       |
| 第5回 | 東京都立夢の島公園 | 日本列島グーニーズ宝探しクイズ（バラマキ） | 4→3        |
| 第5回 | 東京ディズニーランド | 決勝戦（早押し。10ポイント先取） | 3→優勝     |
| 第6回 | 国立競技場 | 究極のジャンル早押し通過クイズ ［敗者復活・カラオケのど自慢（41→2）→決戦アミダクジ（2→1）］ | 49→8+1     |
| 第6回 | 富士山新五合目 | 富士山おじゃま無視!新バラマキクイズ | 9→4        |
| 第6回 | 富士山新九合目 | 近似値クイズ+一問必答YES・NOクイズ | 4→3        |
| 第6回 | 富士山頂 | 決勝戦（早押し。10ポイント先取） ※途中、ポイント2位と3位の差が5ポイントとなった場合、3位のチームは失格となる | 3→優勝     |
| 第7回 | 池袋リボン館（体力コース） 新幹線「こだま号」車内（知力コース） 浅草寺（運コース）                                                              | 3人バラバラ東京迷子クイズ（ペーパー・500グラム減量・当たり付き自動販売機による抽選） | 49→15      |
| 第7回 | ホテルセンチュリーハイアット | 1問勝ち抜け早押しクイズ（1チーム勝ち抜ける、 あるいはお手つき・誤答で失格する毎に抽選で敗者復活のチームが参加） | 15+α→9     |
| 第7回 | 山中湖畔 | つぶし合いクイズ（早押し封鎖クイズ） | 9→3        |
| 第7回 | 富士山頂 | 決勝戦（早押し。10ポイント先取） | 3→優勝     |
| 第8回 | ホテルセンチュリーハイアット | 上京戦 東西対決1vs1（ペーパー&早押し）［敗者復活（ペーパーの得点上位チームが復活）］ | 50→10+5    |
| 第8回 | MZA有明 | ホップ・ステップ・ジャンプクイズ（早押し） | 15→4       |
| 第8回 | 富士山九合目 | 富士山9合7勺 YES-NOクイズ （YES-NOクイズの前に回答順を決めるリレークイズを実施しているが、本放送では触れず） | 4→3        |
| 第8回 | 富士山頂 | 決勝戦（早押し。10ポイント先取） | 3→優勝     |
| 第9回 | 浅草寺 伊豆大島（敗者復活戦） | アメリカン激写ペーパークイズ （アメリカに関する問題50問+一般問題150問+仲見世通り写真撮影クイズ） ［敗者復活・伊豆大島魚釣り+観光3択クイズ（間違えると、釣り上げた魚が没収される）］ | 49→24+3    |
| 第9回 | 東京都中央区・朝潮運河畔 | ウォーターフロント・アドバンテージクイズ（早押し通過クイズ） | 27→8       |
| 第9回 | 埼玉県川口市・キャメルグランプリ | アメリカングランプリクイズ（連想クイズ） | 8→4        |
| 第9回 | 富士山新九合目 | YES-NOクイズ | 4→3        |
| 第9回 | 富士山頂 | 決勝戦（早押し。10ポイント先取） | 3→優勝     |
| 第10回 | 千葉工業大学体育館（体力コース） 上海楼（知力コース） 浄土寺（運コース）                                                                        | 3人バラバラお宿ペーパークイズ （知力・体力・運に分かれてペーパークイズ。知力200問、体力・運各50問の計300問） | 49→30      |
| 第10回 | 幕張海岸（体力コース） 報知新聞社（知力コース） 横浜ベイブリッジ（運コース）                                                                    | 知力・体力・運トライアングルクイズ（新聞校正・700グラム減量・ジュークボックスによる抽選） | 30→10      |
| 第10回 | 千葉マリンスタジアム | 目指せ富士山早押し七連想クイズ （勝ち抜けによってできた空席に、敗者復活チームが入ることができる。） | 10+α→5     |
| 第10回 | 山中湖畔 | ドロンコクイズ | 5→3        |
| 第10回 | 富士山頂 | 決勝戦（早押し。10ポイント先取） | 3→優勝     |

| 第11回 - 第20回 | | | |
| \| 開催回 \| 開催場所 \| クイズ形式・内容 \| 通過チーム \| \| ------ \| ----------------------------------------------------------------------------------------------------------------------------------------------------------------------------------------------------------------------------------------------------------------------------------------------------------------------------------------------------- \| -------------------------------------------------------------------------------------------------------------------------------------------------------------------------------------------------------------------------------------------------------------------------------------------------------------------------------------------------------------------------------------------------------------------------------------------------------------------------------------------------------------------------------------------------------------------------------------------------------------------------------------------------------------------------------------------- \| ----------------------------------------------------------------------------------------------------------------------------------------------------------------------------------------------------------------------------------------------------------------------------------------------------------------------------------------------------- \| \| 第11回 \| 日本テレビ→東京都立代々木公園 \| 7チーム分割・早押し通過クイズ［敗者復活・名前ビンゴ］ \| 49→10+1 \| \| 第11回 \| GEOボート店 \| 10,000本!ビデオショック 観まくり連想クイズ \| 11→4 \| \| 第11回 \| 富士山九合九勺 \| 準決勝・個人別YES-NOクイズ \| 4→3 \| \| 第11回 \| 富士山頂 \| 決勝戦（早押し。10ポイント先取） \| 3→優勝 \| \| 第12回 \| 有明コロシアム \| 上京YES-NOクイズ ［敗者復活・タイムアップ3択クイズ］ \| 49→22+18 \| \| 第12回 \| 有明コロシアム \| 対決2チームクイズ \| 40→10 \| \| 第12回 \| 葛西臨海公園 \| 大東京見物ビデオクイズ \| 10→8 \| \| 第12回 \| 晴海客船ターミナル \| ジャンル多答・逆転マシンガンクイズ（早押し+多答） \| 8→4 \| \| 第12回 \| 有明コロシアム \| 準決勝・勝負の1分間クイズ（タイムショック&早押し） \| 4→3 \| \| 第12回 \| 有明コロシアム \| 決勝戦（早押し。10ポイント先取） \| 3→優勝 \| \| 第13回 \| 京王プラザホテル スポルト池袋（敗者復活戦） \| 1回戦・ウェルカムQッキングクイズ（料理）&デザートYES-NOクイズ ［敗者復活戦・ボウリング大会］ \| 49→10+30+1 \| \| 第13回 \| 東京都立明治公園 \| 2回戦・満場一致YES-NOクイズ（早押しクイズ&YES-NOクイズ） \| 41→16 \| \| 第13回 \| 神奈川県・アイワールド相模原店 \| 準々決勝・クイズ スーパーへ行こう!!（しりとり買い物クイズ&通過クイズ） \| 16→4 \| \| 第13回 \| 晴海客船ターミナル \| 準決勝・勝負の1分間クイズ&ラストチャンス!!12問争奪早押しクイズ[サドンデス早押しクイズ] \| 4→3 \| \| 第13回 \| ヴァンテアン号船上 \| 決勝戦（早押し。10ポイント先取） \| 3→優勝 \| \| 第14回 \| 京王プラザホテル \| 1回戦・QUIZ!スター誕生!（替え歌製作）&旋律のYES-NOクイズ \| 49→23+17 \| \| 第14回 \| 東京都立代々木公園 \| 2回戦・YES NO 早押し合体 運命のルーレットクイズ［敗者復活戦・生き残り逆ババぬき大会］ \| 40→10+1 \| \| 第14回 \| 東京郊外・久井津邸 \| 3回戦・高校生クイズサスペンス・久井津家の一族 遺産相続殺人事件（推理クイズ） \| 11→4 \| \| 第14回 \| 竹芝客船ターミナル \| 準決勝・勝負の1分間クイズ&12問限定早押しクイズ \| 4→3 \| \| 第14回 \| ヴァンテアン号船上 \| 決勝戦（早押し。10ポイント先取） \| 3→優勝 \| \| 第15回 \| 日本テレビ \| 限定48問オープニングバトル \| 49→48 \| \| 第15回 \| 日本テレビ \| 1回戦（天国席でのVisualクイズでボーダーラインを切ると地獄行きとなり、 地獄でのクイズで天国席復帰or敗退を懸ける） - VISUAL 2択クイズ［地獄・共食い地獄（早押し&指名された2校が3択に挑戦。48→39+5）］ - 天国からのクモの糸遅押しクイズ （カール・ルイスの9秒86に近いタイムでボタンを押した1校が勝ち抜け。44→1） - VISUAL 3択クイズ［地獄・フライング地獄 （問題文に「…ですが、」が多用される超長文早押しクイズ。43→33+2）］ - VISUAL 4択クイズ［地獄・電話ラッシュ地獄 （問題に電話で解答。電話をかけるためには、暗号を解いて電話番号をつきとめなければ ならない。このクイズに限り、家族等への電話が可能。35→16+12）］ - 以上の合計得点によるボーダーライン判定［地獄・YES-NO地獄（28→18+6）］ \| 48→1+24 \| \| 第15回 \| 日本テレビ \| 2回戦・王様クイズ （知力担当の「王様（王様選出クイズ正解（多答クイズ全解答正解）で獲得）」と体力担当の 「国民（国民選出クイズ正解の3チーム）」のグループを作って早押しクイズ。 王様が連想クイズ正解でグループ内全チームが勝ち抜け） ［敗者復活］（放送されず、また全国大会放送では敗者復活がなかったことにされている） \| 25→12+1 \| \| 第15回 \| 日本テレビ \| 準々決勝・1vs1バトル - 時限バトル（タイムショック形式） - 泥バトル（泥のウォータースライダーを滑って解答ボタンを押す） - ワニバトル（ワニワニパニックで30匹ワニを退治すると解答権が得られる） - 絶叫バトル（大声クイズ） - 300問ペーパーバトル（制限時間30分のペーパークイズ） - 垂直落下バトル（正解すると相手を粉の海の中に1人落とせる） \| 13→6 \| \| 第15回 \| 日本テレビ \| 準決勝・SUPER6 筆記クイズ \| 6→3 \| \| 第15回 \| ヴァンテアン号船上 \| FINAL決勝（早押し。10ポイント先取） \| 3→優勝 \| \| 第16回 \| 日本テレビ \| BATTLE LAND（限定48問） \| 49→43 \| \| 第16回 \| 日本テレビ \| TIME LAND（5チーム制限多答早押しクイズ→ウイニングステージ） - タワーリング575（文字のブロックを積み上げて俳句を完成させる。5→0） - FUCHIの字スポット 漢字て〜クイズ （上下左右の漢字に共通して真ん中に入る漢字一文字を当てるクイズ。1→1） - 知っTELつもりテレフォンウォーズ （家族に電話をし、用意されたお題を答えさせる連想クイズ。2→2） - 2×××ウォーターワールド （5つのオブジェから金魚の妨害を退けて間違いを探すクイズ。5→5） - 回転文字盤クイズ（散らばり回転している文字の一片を推理し当てるクイズ。5→4） - 世界に挑戦 ジャストタイムクイズ （アトランタ五輪200mのマイケル・ジョンソンのタイムを、早押しの時間で当てる。31→3） \| 43→15 \| \| 第16回 \| オートバックス小平店 \| SUSPENSE LAND（推理クイズ） \| 15→6 \| \| 第16回 \| 新宿住友ビル東口広場 \| SUPER SHOCK LAND（単独最下位脱落リレークイズ） \| 6→3 \| \| 第16回 \| ヴァンテアン号船上 \| CHAMPION LAND・決勝戦（早押し。10ポイント先取） \| 3→優勝 \| \| 第17回 \| 「運大王」は、BATTLE LAND終了後に49チームの中からスロットマシーンでランダムに1チームを指名（BATTLE LAND敗退チームを引き当てたらその時点で脱落）。SHOCK LAND以降は指名したチームが勝ち残ると一緒に勝ち残れるルールで、SUSPENSE LANDは指名チームが最も早く抜けた1チームのみが勝ち抜け。 残った運大王1チームは、SEMI-FINALから正式に全国大会代表と合流。 \| 「運大王」は、BATTLE LAND終了後に49チームの中からスロットマシーンでランダムに1チームを指名（BATTLE LAND敗退チームを引き当てたらその時点で脱落）。SHOCK LAND以降は指名したチームが勝ち残ると一緒に勝ち残れるルールで、SUSPENSE LANDは指名チームが最も早く抜けた1チームのみが勝ち抜け。 残った運大王1チームは、SEMI-FINALから正式に全国大会代表と合流。 \| 「運大王」は、BATTLE LAND終了後に49チームの中からスロットマシーンでランダムに1チームを指名（BATTLE LAND敗退チームを引き当てたらその時点で脱落）。SHOCK LAND以降は指名したチームが勝ち残ると一緒に勝ち残れるルールで、SUSPENSE LANDは指名チームが最も早く抜けた1チームのみが勝ち抜け。 残った運大王1チームは、SEMI-FINALから正式に全国大会代表と合流。 \| \| 第17回 \| 東京臨海副都心・青海地区 \| BATTLE LAND・40問限定早押しクイズ［運大王限定戦・香港上陸計画」 \| 49→36 （運）7→6 \| \| 第17回 \| パシフィコ横浜 \| SHOCK LAND・恐怖の地雷クイズ!! \| 36→10 （運）6→4 \| \| 第17回 \| - \| SUSPENSE LAND・推理クイズ「密室完全殺人事件」 \| 10→6 （運）4→1 \| \| 第17回 \| 成田ウインズホテル \| SEMI-FINAL・単独最下位脱落リレークイズ→ULTRA SHOCK QUIZ（YES-NO） \| 7→4→3 \| \| 第17回 \| 香港・尖沙咀（チム・サー・チョイ） →九龍天星碼頭（九龍スターフェリーピア） →太平山頂（ヴィクトリア・ピーク） →九龍シーサイド・プロムナード \| FINAL・Round1 香港返還記念ツアークイズ+Round2 10ポイント早押しクイズ。10ポイント先取 \| 3→優勝 \| \| 第18回 \| 第18回も「運大王」の制度があったが全国大会前で1チームに絞られ、その後は各都道府県代表49チームに合流、都道府県代表と同等の扱いで参加した。 \| 第18回も「運大王」の制度があったが全国大会前で1チームに絞られ、その後は各都道府県代表49チームに合流、都道府県代表と同等の扱いで参加した。 \| 第18回も「運大王」の制度があったが全国大会前で1チームに絞られ、その後は各都道府県代表49チームに合流、都道府県代表と同等の扱いで参加した。 \| \| 第18回 \| 西武ドーム \| 運大王実力試し（サドンデスボード） \| （運）10→1 \| \| 第18回 \| 西武ドーム \| 関東・全国大会共通第1問→YES-NOクイズ \| \| \| 第18回 \| リーガロイヤルホテル早稲田 （クイズ結婚式） 台東区千手院（クイズお葬式） \| 2元中継クイズ結婚式・お葬式（YES-NOクイズ正解→クイズ結婚式、不正解→クイズお葬式） - クイズ結婚式（結婚式でのマナーテスト。 重大なマナー違反は一発退場（即失格）。40→8） ［ご祝儀早押しクイズ（一発退場チームを含む）（32→4）］ - クイズお葬式（推理クイズ。10→3） \| 50→15 \| \| 第18回 \| 海ほたるパーキングエリア \| 準々決勝・誤答脱落生き残りサバイバルクイズ（サドンデス形式の書き問題） \| 15→4 \| \| 第18回 \| 東京都立潮風公園 \| 準決勝・15ポイント先制シャッタークイズ \| 4→2 \| \| 第18回 \| 筑波大学附属駒場高校（前半戦） 札幌開成高校（後半戦） \| 決勝（HOME&AWAY早押し。合計20ポイント先取） \| 2→優勝 \| \| 第19回 \| ホテルセンチュリーハイアット \| 面接クイズ石原都知事（当時）と語る会 （知事への企画提案。51→1）&3人バラバラ面接クイズ （自己PR・即興ダジャレ・小豆つかみに分かれて面接。50→14）［敗者復活・ペーパークイズ］ \| 51→15+10 \| \| 第19回 \| 東京都立潮風公園 \| 15人斬りクイズ（多答地雷&対決クイズ） \| 25→4 \| \| 第19回 \| 東京ベイサイドスクエア \| 準決勝・5ポイント先取UP DOWNオールリセットクイズ （一人でも間違えると、獲得ポイントはすべてリセット） \| 4→2 \| \| 第19回 \| 山口県立山口高等学校（前半戦） さっぽろ羊ヶ丘展望台（後半戦） \| 決勝（ホーム&アウェー早押し。合計20ポイント先取） \| 2→優勝 \| \| 第20回 \| 品川駅→中央本線 日野春駅 \| 品川駅→昼食弁当 記憶力クイズ（50→48。放送されず） →特Qファイヤー号どっち!どっち?クイズ（2択クイズ。48→46） →日野春駅・3人バラバラ勝ち抜け出会い!発車まで1時間ちょっとよクイズ!（早押し。46→24） ［敗者復活・絵画展］ \| 50→24+6 \| \| 第20回 \| 信越本線 新井駅 →鯨波駅・鯨波海岸 \| 新井駅〜おはようございます どっち!どっち?クイズ（2択クイズ。30→26） →鯨波駅・サバイバル綱引きクイズ（綱引きクイズ+1問3答。26→9）［敗者復活・魚釣り］ \| 30→9+1 \| \| 第20回 \| 上越線 浦佐駅→堀之内町 \| 浦佐駅（宿舎探し→お宝捜し→中島誠之助による鑑定会） →ザ・越後・魚沼産 おむすび当てクイズ（10→5）［敗者復活・家族を早く笑わせた方が勝ち］ \| 10→5+1 \| \| 第20回 \| 上越線 土合駅 \| 土合駅・ドキドキドッキン心拍数クイズ \| 6→4 \| \| 第20回 \| 特Qファイヤー号 [注 18] 車内 \| 準決勝・爆走700km思い出パノラマクイズ&1分間タイムショック \| 4→3 \| \| 第20回 \| 日本テレビ \| 決勝（早押し。10ポイント先取） \| 3→優勝 \| | | | |
| 開催回 | 開催場所 | クイズ形式・内容 | 通過チーム |
| 第11回 | 日本テレビ→東京都立代々木公園 | 7チーム分割・早押し通過クイズ［敗者復活・名前ビンゴ］ | 49→10+1 |
| 第11回 | GEOボート店 | 10,000本!ビデオショック 観まくり連想クイズ | 11→4 |
| 第11回 | 富士山九合九勺 | 準決勝・個人別YES-NOクイズ | 4→3 |
| 第11回 | 富士山頂 | 決勝戦（早押し。10ポイント先取） | 3→優勝 |
| 第12回 | 有明コロシアム | 上京YES-NOクイズ ［敗者復活・タイムアップ3択クイズ］ | 49→22+18 |
| 第12回 | 有明コロシアム | 対決2チームクイズ | 40→10 |
| 第12回 | 葛西臨海公園 | 大東京見物ビデオクイズ | 10→8 |
| 第12回 | 晴海客船ターミナル | ジャンル多答・逆転マシンガンクイズ（早押し+多答） | 8→4 |
| 第12回 | 有明コロシアム | 準決勝・勝負の1分間クイズ（タイムショック&早押し） | 4→3 |
| 第12回 | 有明コロシアム | 決勝戦（早押し。10ポイント先取） | 3→優勝 |
| 第13回 | 京王プラザホテル スポルト池袋（敗者復活戦） | 1回戦・ウェルカムQッキングクイズ（料理）&デザートYES-NOクイズ ［敗者復活戦・ボウリング大会］ | 49→10+30+1 |
| 第13回 | 東京都立明治公園 | 2回戦・満場一致YES-NOクイズ（早押しクイズ&YES-NOクイズ） | 41→16 |
| 第13回 | 神奈川県・アイワールド相模原店 | 準々決勝・クイズ スーパーへ行こう!!（しりとり買い物クイズ&通過クイズ） | 16→4 |
| 第13回 | 晴海客船ターミナル | 準決勝・勝負の1分間クイズ&ラストチャンス!!12問争奪早押しクイズ[サドンデス早押しクイズ] | 4→3 |
| 第13回 | ヴァンテアン号船上 | 決勝戦（早押し。10ポイント先取） | 3→優勝 |
| 第14回 | 京王プラザホテル | 1回戦・QUIZ!スター誕生!（替え歌製作）&旋律のYES-NOクイズ | 49→23+17 |
| 第14回 | 東京都立代々木公園 | 2回戦・YES NO 早押し合体 運命のルーレットクイズ［敗者復活戦・生き残り逆ババぬき大会］ | 40→10+1 |
| 第14回 | 東京郊外・久井津邸 | 3回戦・高校生クイズサスペンス・久井津家の一族 遺産相続殺人事件（推理クイズ） | 11→4 |
| 第14回 | 竹芝客船ターミナル | 準決勝・勝負の1分間クイズ&12問限定早押しクイズ | 4→3 |
| 第14回 | ヴァンテアン号船上 | 決勝戦（早押し。10ポイント先取） | 3→優勝 |
| 第15回 | 日本テレビ | 限定48問オープニングバトル | 49→48 |
| 第15回 | 日本テレビ | 1回戦（天国席でのVisualクイズでボーダーラインを切ると地獄行きとなり、 地獄でのクイズで天国席復帰or敗退を懸ける） - VISUAL 2択クイズ［地獄・共食い地獄（早押し&指名された2校が3択に挑戦。48→39+5）］ - 天国からのクモの糸遅押しクイズ （カール・ルイスの9秒86に近いタイムでボタンを押した1校が勝ち抜け。44→1） - VISUAL 3択クイズ［地獄・フライング地獄 （問題文に「…ですが、」が多用される超長文早押しクイズ。43→33+2）］ - VISUAL 4択クイズ［地獄・電話ラッシュ地獄 （問題に電話で解答。電話をかけるためには、暗号を解いて電話番号をつきとめなければ ならない。このクイズに限り、家族等への電話が可能。35→16+12）］ - 以上の合計得点によるボーダーライン判定［地獄・YES-NO地獄（28→18+6）］ | 48→1+24 |
| 第15回 | 日本テレビ | 2回戦・王様クイズ （知力担当の「王様（王様選出クイズ正解（多答クイズ全解答正解）で獲得）」と体力担当の 「国民（国民選出クイズ正解の3チーム）」のグループを作って早押しクイズ。 王様が連想クイズ正解でグループ内全チームが勝ち抜け） ［敗者復活］（放送されず、また全国大会放送では敗者復活がなかったことにされている） | 25→12+1 |
| 第15回 | 日本テレビ | 準々決勝・1vs1バトル - 時限バトル（タイムショック形式） - 泥バトル（泥のウォータースライダーを滑って解答ボタンを押す） - ワニバトル（ワニワニパニックで30匹ワニを退治すると解答権が得られる） - 絶叫バトル（大声クイズ） - 300問ペーパーバトル（制限時間30分のペーパークイズ） - 垂直落下バトル（正解すると相手を粉の海の中に1人落とせる） | 13→6 |
| 第15回 | 日本テレビ | 準決勝・SUPER6 筆記クイズ | 6→3 |
| 第15回 | ヴァンテアン号船上 | FINAL決勝（早押し。10ポイント先取） | 3→優勝 |
| 第16回 | 日本テレビ | BATTLE LAND（限定48問） | 49→43 |
| 第16回 | 日本テレビ | TIME LAND（5チーム制限多答早押しクイズ→ウイニングステージ） - タワーリング575（文字のブロックを積み上げて俳句を完成させる。5→0） - FUCHIの字スポット 漢字て〜クイズ （上下左右の漢字に共通して真ん中に入る漢字一文字を当てるクイズ。1→1） - 知っTELつもりテレフォンウォーズ （家族に電話をし、用意されたお題を答えさせる連想クイズ。2→2） - 2×××ウォーターワールド （5つのオブジェから金魚の妨害を退けて間違いを探すクイズ。5→5） - 回転文字盤クイズ（散らばり回転している文字の一片を推理し当てるクイズ。5→4） - 世界に挑戦 ジャストタイムクイズ （アトランタ五輪200mのマイケル・ジョンソンのタイムを、早押しの時間で当てる。31→3）                                                         | 43→15 |
| 第16回 | オートバックス小平店 | SUSPENSE LAND（推理クイズ） | 15→6 |
| 第16回 | 新宿住友ビル東口広場 | SUPER SHOCK LAND（単独最下位脱落リレークイズ） | 6→3 |
| 第16回 | ヴァンテアン号船上 | CHAMPION LAND・決勝戦（早押し。10ポイント先取） | 3→優勝 |
| 第17回 | 「運大王」は、BATTLE LAND終了後に49チームの中からスロットマシーンでランダムに1チームを指名（BATTLE LAND敗退チームを引き当てたらその時点で脱落）。SHOCK LAND以降は指名したチームが勝ち残ると一緒に勝ち残れるルールで、SUSPENSE LANDは指名チームが最も早く抜けた1チームのみが勝ち抜け。 残った運大王1チームは、SEMI-FINALから正式に全国大会代表と合流。 | 「運大王」は、BATTLE LAND終了後に49チームの中からスロットマシーンでランダムに1チームを指名（BATTLE LAND敗退チームを引き当てたらその時点で脱落）。SHOCK LAND以降は指名したチームが勝ち残ると一緒に勝ち残れるルールで、SUSPENSE LANDは指名チームが最も早く抜けた1チームのみが勝ち抜け。 残った運大王1チームは、SEMI-FINALから正式に全国大会代表と合流。 | 「運大王」は、BATTLE LAND終了後に49チームの中からスロットマシーンでランダムに1チームを指名（BATTLE LAND敗退チームを引き当てたらその時点で脱落）。SHOCK LAND以降は指名したチームが勝ち残ると一緒に勝ち残れるルールで、SUSPENSE LANDは指名チームが最も早く抜けた1チームのみが勝ち抜け。 残った運大王1チームは、SEMI-FINALから正式に全国大会代表と合流。 |
| 第17回 | 東京臨海副都心・青海地区 | BATTLE LAND・40問限定早押しクイズ［運大王限定戦・香港上陸計画」 | 49→36 （運）7→6 |
| 第17回 | パシフィコ横浜 | SHOCK LAND・恐怖の地雷クイズ!! | 36→10 （運）6→4 |
| 第17回 | - | SUSPENSE LAND・推理クイズ「密室完全殺人事件」 | 10→6 （運）4→1 |
| 第17回 | 成田ウインズホテル | SEMI-FINAL・単独最下位脱落リレークイズ→ULTRA SHOCK QUIZ（YES-NO） | 7→4→3 |
| 第17回 | 香港・尖沙咀（チム・サー・チョイ） →九龍天星碼頭（九龍スターフェリーピア） →太平山頂（ヴィクトリア・ピーク） →九龍シーサイド・プロムナード | FINAL・Round1 香港返還記念ツアークイズ+Round2 10ポイント早押しクイズ。10ポイント先取 | 3→優勝 |
| 第18回 | 第18回も「運大王」の制度があったが全国大会前で1チームに絞られ、その後は各都道府県代表49チームに合流、都道府県代表と同等の扱いで参加した。 | 第18回も「運大王」の制度があったが全国大会前で1チームに絞られ、その後は各都道府県代表49チームに合流、都道府県代表と同等の扱いで参加した。 | 第18回も「運大王」の制度があったが全国大会前で1チームに絞られ、その後は各都道府県代表49チームに合流、都道府県代表と同等の扱いで参加した。 |
| 第18回 | 西武ドーム | 運大王実力試し（サドンデスボード） | （運）10→1 |
| 第18回 | 西武ドーム | 関東・全国大会共通第1問→YES-NOクイズ | |
| 第18回 | リーガロイヤルホテル早稲田 （クイズ結婚式） 台東区千手院（クイズお葬式） | 2元中継クイズ結婚式・お葬式（YES-NOクイズ正解→クイズ結婚式、不正解→クイズお葬式） - クイズ結婚式（結婚式でのマナーテスト。 重大なマナー違反は一発退場（即失格）。40→8） ［ご祝儀早押しクイズ（一発退場チームを含む）（32→4）］ - クイズお葬式（推理クイズ。10→3） | 50→15 |
| 第18回 | 海ほたるパーキングエリア | 準々決勝・誤答脱落生き残りサバイバルクイズ（サドンデス形式の書き問題） | 15→4 |
| 第18回 | 東京都立潮風公園 | 準決勝・15ポイント先制シャッタークイズ | 4→2 |
| 第18回 | 筑波大学附属駒場高校（前半戦） 札幌開成高校（後半戦） | 決勝（HOME&AWAY早押し。合計20ポイント先取） | 2→優勝 |
| 第19回 | ホテルセンチュリーハイアット | 面接クイズ石原都知事（当時）と語る会 （知事への企画提案。51→1）&3人バラバラ面接クイズ （自己PR・即興ダジャレ・小豆つかみに分かれて面接。50→14）［敗者復活・ペーパークイズ］ | 51→15+10 |
| 第19回 | 東京都立潮風公園 | 15人斬りクイズ（多答地雷&対決クイズ） | 25→4 |
| 第19回 | 東京ベイサイドスクエア | 準決勝・5ポイント先取UP DOWNオールリセットクイズ （一人でも間違えると、獲得ポイントはすべてリセット） | 4→2 |
| 第19回 | 山口県立山口高等学校（前半戦） さっぽろ羊ヶ丘展望台（後半戦） | 決勝（ホーム&アウェー早押し。合計20ポイント先取） | 2→優勝 |
| 第20回 | 品川駅→中央本線 日野春駅 | 品川駅→昼食弁当 記憶力クイズ（50→48。放送されず） →特Qファイヤー号どっち!どっち?クイズ（2択クイズ。48→46） →日野春駅・3人バラバラ勝ち抜け出会い!発車まで1時間ちょっとよクイズ!（早押し。46→24） ［敗者復活・絵画展］ | 50→24+6 |
| 第20回 | 信越本線 新井駅 →鯨波駅・鯨波海岸 | 新井駅〜おはようございます どっち!どっち?クイズ（2択クイズ。30→26） →鯨波駅・サバイバル綱引きクイズ（綱引きクイズ+1問3答。26→9）［敗者復活・魚釣り］ | 30→9+1 |
| 第20回 | 上越線 浦佐駅→堀之内町 | 浦佐駅（宿舎探し→お宝捜し→中島誠之助による鑑定会） →ザ・越後・魚沼産 おむすび当てクイズ（10→5）［敗者復活・家族を早く笑わせた方が勝ち］ | 10→5+1 |
| 第20回 | 上越線 土合駅 | 土合駅・ドキドキドッキン心拍数クイズ | 6→4 |
| 第20回 | 特Qファイヤー号 車内 | 準決勝・爆走700km思い出パノラマクイズ&1分間タイムショック | 4→3 |
| 第20回 | 日本テレビ | 決勝（早押し。10ポイント先取） | 3→優勝 |

| 第21回 - 第30回 |                                                                                           | |            |
| \| 開催回 \| 開催場所 \| クイズ形式・内容 \| 通過チーム \| \| ------ \| ----------------------------------------------------------------------------------------- \| ----------------------------------------------------------------------------------------------------------------------------------------------------------------------------------------------------------------------------------------------------------------------------------------------------------------------------------------------------------------------------------------------------------------------------------------------------------------------------------------------------------------------------------------------------------------------------------- \| ---------- \| \| 第21回 \| 富山県南砺市 五箇山・相倉集落（東軍） 鳥取県鳥取市・鳥取砂丘（西軍） \| 東軍・西軍（各25）に分かれて東京を目指す。 - 東軍・未来遺産フォトバトル （富山の世界遺産を写真と五七五で表現。25→5） ［敗者復活・全チーム対抗書きクイズ（20→10）］ - 西軍・灼熱!大砂丘宝さがしクイズ（砂丘内で宝箱探し&クイズ。25→2） →鳥取砂丘バラマキクイズ（23→13） \| 50→30 \| \| 第21回 \| 日本テレビ \| 東軍・西軍（各15）キーワードクイズ （○×・早押しクイズ+キーワード当ての東西対抗戦）→［敗者復活・15チーム対抗早押しクイズ］ \| 30→15+3 \| \| 第21回 \| 日本テレビ \| 準々決勝・QUIZどっちの料理!（空席待ち早押しクイズ&料理2択問題） \| 18→6 \| \| 第21回 \| 日本テレビ \| 準決勝・1対1大筆記クイズ（対決ボード） \| 6→3 \| \| 第21回 \| 東京都立潮風公園 \| 決勝（早押し。10+1ポイント先取…10ポイント到達の次の問題も正解で優勝。） \| 3→優勝 \| \| 第22回 \| 日本テレビ \| 天国地獄カットライン変動サバイバルクイズ（早押し&○×クイズ。2セット行い、 各セットの同点最下位すべてが失格。50→42→17）［敗者復活］ \| 50→17+3 \| \| 第22回 \| 成田山新勝寺 \| 成田山新勝寺・盛り沢山隠れ文字厄をおとしてオーストラリアへ行こうクイズ （早押し+キーワード当て）［敗者復活・1,000枚大神経衰弱］ \| 20→7+1 \| \| 第22回 \| 成田国際空港→ オーストラリアビクトリア州 マウント・ブラー \| 成田空港・組分けジャンケン →準々決勝・団体戦ゲレンデばらまきクイズ［敗者復活・羊の数数え］ \| 8→4+1 \| \| 第22回 \| オーストラリアビクトリア州フィリップ島 \| 準決勝・ワイルドLIFEゲストクイズ（ペンギンの生態に関する3択+早押しクイズ） \| 5→3 \| \| 第22回 \| オーストラリアメルボルン・ビクトリア州 議事堂前 \| 決勝（英語早押し5問+早押し。10ポイント先取） \| 3→優勝 \| \| 第23回 \| パシフィコ横浜 \| 歴史クイズ（2つのラウンドの合計得点で争う） - 歴史グルメクイズ（歴史にまつわる早押し） - 歴史ペーパークイズ（「大学レベルペーパー」or「中学レベルペーパー+知恵の輪」） ［敗者復活・料理対決］ \| 30→20+1 \| \| 第23回 \| ワープステーション江戸 \| 2回戦・江戸幕府400周年 斬り捨て御免クイズ（江戸時代に関する通過クイズ） \| 21→12 \| \| 第23回 \| ワープステーション江戸 \| 3回戦・ドンジャラ神輿クイズ（チーム対抗の一問多答クイズ）［敗者復活・鯉のつかみ取り合戦］ \| 12→8+1 \| \| 第23回 \| 日本科学未来館 \| 準々決勝・アトム誕生記念ロボットクイズ（ロボットに関する○×&ボード→早押しクイズ） \| 9→5 \| \| 第23回 \| 日本テレビ \| 準決勝・アナウンサーなりきり!!臨時ニュースクイズ（原稿を穴埋めして45秒以内で読み切る） \| 5→3 \| \| 第23回 \| 日テレタワー \| 決勝戦（早押し。10ポイント先取） \| 3→優勝 \| \| 第24回 \| 東京ベイNKホール[注 19] \| バカの壁3択クイズ（三択前進クイズ）［敗者復活・バカとハサミは使いようクイズ（パズル問題）］ \| 30→20+1 \| \| 第24回 \| 東京ベイNKホール[注 19] \| 準々決勝クイズコロシアム・1stステージ（3つのラウンドの合計得点で争う。21→10） - 第1ラウンド・知の壁を打ち破れクイズ（映像3択クイズ&「知の壁」との対決早押し） - 第2ラウンド・落ちたらイヤ〜ン崖っぷちクイズ（2択クイズ&台に飛び乗り落下ギリギリを狙う） - 第3ラウンド・資格を身につけ大逆転!風船ばらまきクイズ!!（資格に関するバラマキクイズ） 2ndステージ（2つのラウンドの合計得点で争う。10→5） - 第1ラウンド・ジャイアントバー根性3択クイズ （パイプスライダーで前進し、3択クイズに答える） - 第2ラウンド・こんな入社試験があるんだクイズ（入社試験に挑むペーパー+紙飛行機制作） \| 21→5 \| \| 第24回 \| 日本テレビ \| 準決勝・超大物ゲストインタビュークイズ（原稿を穴埋めしてインタビューを行う） \| 5→3 \| \| 第24回 \| 日テレタワー \| 決勝戦（早押し。10ポイント先取） \| 3→優勝 \| \| 第25回 \| 日本テレビ 田町ハイレーン（敗者復活戦） \| スリーアンサークイズ（早押し、1問3答クイズ）［敗者復活・敗者復活!大ボウリング大会］ \| 49→15+1 \| \| 第25回 \| 知床国立公園（知床コース） 歌舞伎座・浅草（東京コース） 京都駅→牛尾山法厳寺（京都コース） \| 3人バラバラクイズ（知床・東京・京都に分かれ自然・文化を体験、 その問題にも答える）&100問ペーパークイズ（15チームが東京に戻る事が出来るが、 有楽町ビルの前で再度勝ち残りの8チームの結果発表） \| 16→8 \| \| 第25回 \| 日本外国特派員協会 →晴海客船ターミナル \| 外国人記者クラブでのプレゼンテーション →準決勝・8文字を解読せよひらめきパズルクイズ（早押し＋通過連想クイズ） \| 8→3 \| \| 第25回 \| 日テレタワー \| 決勝戦（早押し。10ポイント先取） \| 3→優勝 \| \| 第26回 \| 日本テレビ ヨシモト∞ホール（敗者復活戦） \| 50音バトルクイズ（早押し・通過阻止クイズ）［敗者復活・3人一致相性ビンゴ］ \| 50→15+3 \| \| 第26回 \| 群馬県利根郡みなかみ町・利根川 ホテル機山館（敗者復活戦） \| 激流!ラフティングクイズ（ゴムボートに乗り、激流の途中にある問題に答えながら、ゴール地点で連想クイズに答える） ［敗者復活・親子愛ホットライン復活キーワードクイズ］ \| 18→5+1 \| \| 第26回 \| 日本テレビ \| 準決勝・生き残りデッドラインクイズ（パズル問題中心の書き問題） \| 6→3 \| \| 第26回 \| ヴァンテアン号船上 \| 決勝戦（早押し・10ポイント先取） \| 3→優勝 \| \| 第26回 \| 日本テレビ \| 世界決戦（韓国『奨学クイズ』で優勝した高校との対決。早押し+書き問題・15ポイント先取） \| \| \| 第27回 \| 日本テレビ \| 開け○×クイズシアター（○× + 映像早押し）［敗者復活・お絵かき伝言クイズ］ \| 51→15+3 \| \| 第27回 \| 栃木県・那珂川 \| 真夏の!!カヌークイズ（カヌーに乗り、途中にある問題に答える） \| 18→10 \| \| 第27回 \| 真岡鐵道真岡線 下館駅→真岡駅 →市塙駅→茂木駅 \| SLサバイバルクイズ （「SLもおか」車内で2グループ対抗の団体戦クイズ + 敗北グループは途中駅で早押しクイズ） \| 10→7 \| \| 第27回 \| ツインリンクもてぎ \| 近似値クイズ→スリーアンサークイズ（1問3答問題） \| 7→6 \| \| 第27回 \| 東京都立潮風公園 \| 準決勝・生き残りデッドラインクイズ（パズル問題中心の書き問題） \| 6→3 \| \| 第27回 \| ヴァンテアン号船上 \| 決勝戦（早押し。10ポイント先取） \| 3→優勝 \| \| 第28回 \| 日本テレビ \| 50校対抗ジャンル別難問バトル50（書き問題） \| 50→8 \| \| 第28回 \| 日本テレビ \| 準々決勝（2つのラウンドの合計得点で争う） - 第1ラウンド・1対1超難問ラリークイズ（多答問題） - 第2ラウンド・超難問早押しクイズ（合計5ポイント先取） \| 8→4 \| \| 第28回 \| 日本テレビ \| 準決勝・世界からの挑戦状!!超難問ペーパークイズ（書き問題2問＋延長戦1問） \| 4→2 \| \| 第28回 \| 日本テレビ \| 決勝戦・史上最強!超難問早押しクイズ（早押し。5ポイント先取で1セット獲得、2セット先取。但し放送時は最後の第3セットしか放送されてない。） \| 2→優勝 \| \| 第29回 \| 日本テレビ \| 52校対抗ジャンル別難問バトル50（書き問題） \| 52→8 \| \| 第29回 \| 日本テレビ \| 準々決勝・史上最速!1対1の超難問早押しバトル（抽選で決められた組み合わせによる1vs1の対戦、5ポイント先取） \| 8→4 \| \| 第29回 \| 日本テレビ \| 準決勝・世界からの挑戦状!超難関ペーパークイズ（書き問題3問＋延長戦1問） \| 4→2 \| \| 第29回 \| 日本テレビ \| 決勝戦・史上最強!超難問記述クイズ（書き問題。10ポイント先取、同点の場合はサドンデス） \| 2→優勝 \| \| 第30回 \| 日本テレビ \| 55校対抗ジャンル別難問バトル30（書き問題） \| 55→8 \| \| 第30回 \| 日本テレビ \| 準々決勝・史上最速!1校対1校の超難問早押しバトル（抽選で決められた組み合わせによる1vs1の対戦、7ポイント先取） \| 8→4 \| \| 第30回 \| 日本テレビ \| 準決勝・世界からの挑戦状!!超難問ペーパークイズ（書き問題3問＋延長戦1問） \| 4→2 \| \| 第30回 \| 日本テレビ \| 決勝戦・史上最強!超難問記述クイズ（書き問題。10ポイント先取） \| 2→優勝 \| |                                                                                           | |            |
| 開催回 | 開催場所                                                                                  | クイズ形式・内容 | 通過チーム |
| 第21回 | 富山県南砺市 五箇山・相倉集落（東軍） 鳥取県鳥取市・鳥取砂丘（西軍）                      | 東軍・西軍（各25）に分かれて東京を目指す。 - 東軍・未来遺産フォトバトル （富山の世界遺産を写真と五七五で表現。25→5） ［敗者復活・全チーム対抗書きクイズ（20→10）］ - 西軍・灼熱!大砂丘宝さがしクイズ（砂丘内で宝箱探し&クイズ。25→2） →鳥取砂丘バラマキクイズ（23→13） | 50→30      |
| 第21回 | 日本テレビ                                                                                | 東軍・西軍（各15）キーワードクイズ （○×・早押しクイズ+キーワード当ての東西対抗戦）→［敗者復活・15チーム対抗早押しクイズ］ | 30→15+3    |
| 第21回 | 日本テレビ                                                                                | 準々決勝・QUIZどっちの料理!（空席待ち早押しクイズ&料理2択問題） | 18→6       |
| 第21回 | 日本テレビ                                                                                | 準決勝・1対1大筆記クイズ（対決ボード） | 6→3        |
| 第21回 | 東京都立潮風公園                                                                          | 決勝（早押し。10+1ポイント先取…10ポイント到達の次の問題も正解で優勝。） | 3→優勝     |
| 第22回 | 日本テレビ                                                                                | 天国地獄カットライン変動サバイバルクイズ（早押し&○×クイズ。2セット行い、 各セットの同点最下位すべてが失格。50→42→17）［敗者復活］ | 50→17+3    |
| 第22回 | 成田山新勝寺                                                                              | 成田山新勝寺・盛り沢山隠れ文字厄をおとしてオーストラリアへ行こうクイズ （早押し+キーワード当て）［敗者復活・1,000枚大神経衰弱］ | 20→7+1     |
| 第22回 | 成田国際空港→ オーストラリアビクトリア州 マウント・ブラー                                 | 成田空港・組分けジャンケン →準々決勝・団体戦ゲレンデばらまきクイズ［敗者復活・羊の数数え］ | 8→4+1      |
| 第22回 | オーストラリアビクトリア州フィリップ島                                                    | 準決勝・ワイルドLIFEゲストクイズ（ペンギンの生態に関する3択+早押しクイズ） | 5→3        |
| 第22回 | オーストラリアメルボルン・ビクトリア州 議事堂前                                           | 決勝（英語早押し5問+早押し。10ポイント先取） | 3→優勝     |
| 第23回 | パシフィコ横浜                                                                            | 歴史クイズ（2つのラウンドの合計得点で争う） - 歴史グルメクイズ（歴史にまつわる早押し） - 歴史ペーパークイズ（「大学レベルペーパー」or「中学レベルペーパー+知恵の輪」） ［敗者復活・料理対決］ | 30→20+1    |
| 第23回 | ワープステーション江戸                                                                    | 2回戦・江戸幕府400周年 斬り捨て御免クイズ（江戸時代に関する通過クイズ） | 21→12      |
| 第23回 | ワープステーション江戸                                                                    | 3回戦・ドンジャラ神輿クイズ（チーム対抗の一問多答クイズ）［敗者復活・鯉のつかみ取り合戦］ | 12→8+1     |
| 第23回 | 日本科学未来館                                                                            | 準々決勝・アトム誕生記念ロボットクイズ（ロボットに関する○×&ボード→早押しクイズ） | 9→5        |
| 第23回 | 日本テレビ                                                                                | 準決勝・アナウンサーなりきり!!臨時ニュースクイズ（原稿を穴埋めして45秒以内で読み切る） | 5→3        |
| 第23回 | 日テレタワー                                                                              | 決勝戦（早押し。10ポイント先取） | 3→優勝     |
| 第24回 | 東京ベイNKホール                                                                          | バカの壁3択クイズ（三択前進クイズ）［敗者復活・バカとハサミは使いようクイズ（パズル問題）］ | 30→20+1    |
| 第24回 | 東京ベイNKホール                                                                          | 準々決勝クイズコロシアム・1stステージ（3つのラウンドの合計得点で争う。21→10） - 第1ラウンド・知の壁を打ち破れクイズ（映像3択クイズ&「知の壁」との対決早押し） - 第2ラウンド・落ちたらイヤ〜ン崖っぷちクイズ（2択クイズ&台に飛び乗り落下ギリギリを狙う） - 第3ラウンド・資格を身につけ大逆転!風船ばらまきクイズ!!（資格に関するバラマキクイズ） 2ndステージ（2つのラウンドの合計得点で争う。10→5） - 第1ラウンド・ジャイアントバー根性3択クイズ （パイプスライダーで前進し、3択クイズに答える） - 第2ラウンド・こんな入社試験があるんだクイズ（入社試験に挑むペーパー+紙飛行機制作） | 21→5       |
| 第24回 | 日本テレビ                                                                                | 準決勝・超大物ゲストインタビュークイズ（原稿を穴埋めしてインタビューを行う） | 5→3        |
| 第24回 | 日テレタワー                                                                              | 決勝戦（早押し。10ポイント先取） | 3→優勝     |
| 第25回 | 日本テレビ 田町ハイレーン（敗者復活戦）                                                   | スリーアンサークイズ（早押し、1問3答クイズ）［敗者復活・敗者復活!大ボウリング大会］ | 49→15+1    |
| 第25回 | 知床国立公園（知床コース） 歌舞伎座・浅草（東京コース） 京都駅→牛尾山法厳寺（京都コース） | 3人バラバラクイズ（知床・東京・京都に分かれ自然・文化を体験、 その問題にも答える）&100問ペーパークイズ（15チームが東京に戻る事が出来るが、 有楽町ビルの前で再度勝ち残りの8チームの結果発表） | 16→8       |
| 第25回 | 日本外国特派員協会 →晴海客船ターミナル                                                    | 外国人記者クラブでのプレゼンテーション →準決勝・8文字を解読せよひらめきパズルクイズ（早押し＋通過連想クイズ） | 8→3        |
| 第25回 | 日テレタワー                                                                              | 決勝戦（早押し。10ポイント先取） | 3→優勝     |
| 第26回 | 日本テレビ ヨシモト∞ホール（敗者復活戦）                                                  | 50音バトルクイズ（早押し・通過阻止クイズ）［敗者復活・3人一致相性ビンゴ］ | 50→15+3    |
| 第26回 | 群馬県利根郡みなかみ町・利根川 ホテル機山館（敗者復活戦）                                 | 激流!ラフティングクイズ（ゴムボートに乗り、激流の途中にある問題に答えながら、ゴール地点で連想クイズに答える） ［敗者復活・親子愛ホットライン復活キーワードクイズ］ | 18→5+1     |
| 第26回 | 日本テレビ                                                                                | 準決勝・生き残りデッドラインクイズ（パズル問題中心の書き問題） | 6→3        |
| 第26回 | ヴァンテアン号船上                                                                        | 決勝戦（早押し・10ポイント先取） | 3→優勝     |
| 第26回 | 日本テレビ                                                                                | 世界決戦（韓国『奨学クイズ』で優勝した高校との対決。早押し+書き問題・15ポイント先取） |            |
| 第27回 | 日本テレビ                                                                                | 開け○×クイズシアター（○× + 映像早押し）［敗者復活・お絵かき伝言クイズ］ | 51→15+3    |
| 第27回 | 栃木県・那珂川                                                                            | 真夏の!!カヌークイズ（カヌーに乗り、途中にある問題に答える） | 18→10      |
| 第27回 | 真岡鐵道真岡線 下館駅→真岡駅 →市塙駅→茂木駅                                               | SLサバイバルクイズ （「SLもおか」車内で2グループ対抗の団体戦クイズ + 敗北グループは途中駅で早押しクイズ） | 10→7       |
| 第27回 | ツインリンクもてぎ                                                                        | 近似値クイズ→スリーアンサークイズ（1問3答問題） | 7→6        |
| 第27回 | 東京都立潮風公園                                                                          | 準決勝・生き残りデッドラインクイズ（パズル問題中心の書き問題） | 6→3        |
| 第27回 | ヴァンテアン号船上                                                                        | 決勝戦（早押し。10ポイント先取） | 3→優勝     |
| 第28回 | 日本テレビ                                                                                | 50校対抗ジャンル別難問バトル50（書き問題） | 50→8       |
| 第28回 | 日本テレビ                                                                                | 準々決勝（2つのラウンドの合計得点で争う） - 第1ラウンド・1対1超難問ラリークイズ（多答問題） - 第2ラウンド・超難問早押しクイズ（合計5ポイント先取） | 8→4        |
| 第28回 | 日本テレビ                                                                                | 準決勝・世界からの挑戦状!!超難問ペーパークイズ（書き問題2問＋延長戦1問） | 4→2        |
| 第28回 | 日本テレビ                                                                                | 決勝戦・史上最強!超難問早押しクイズ（早押し。5ポイント先取で1セット獲得、2セット先取。但し放送時は最後の第3セットしか放送されてない。） | 2→優勝     |
| 第29回 | 日本テレビ                                                                                | 52校対抗ジャンル別難問バトル50（書き問題） | 52→8       |
| 第29回 | 日本テレビ                                                                                | 準々決勝・史上最速!1対1の超難問早押しバトル（抽選で決められた組み合わせによる1vs1の対戦、5ポイント先取） | 8→4        |
| 第29回 | 日本テレビ                                                                                | 準決勝・世界からの挑戦状!超難関ペーパークイズ（書き問題3問＋延長戦1問） | 4→2        |
| 第29回 | 日本テレビ                                                                                | 決勝戦・史上最強!超難問記述クイズ（書き問題。10ポイント先取、同点の場合はサドンデス） | 2→優勝     |
| 第30回 | 日本テレビ                                                                                | 55校対抗ジャンル別難問バトル30（書き問題） | 55→8       |
| 第30回 | 日本テレビ                                                                                | 準々決勝・史上最速!1校対1校の超難問早押しバトル（抽選で決められた組み合わせによる1vs1の対戦、7ポイント先取） | 8→4        |
| 第30回 | 日本テレビ                                                                                | 準決勝・世界からの挑戦状!!超難問ペーパークイズ（書き問題3問＋延長戦1問） | 4→2        |
| 第30回 | 日本テレビ                                                                                | 決勝戦・史上最強!超難問記述クイズ（書き問題。10ポイント先取） | 2→優勝     |

| 第31回 - 第40回 |                                              | | |
| \| 開催回 \| 開催場所 \| クイズ形式・内容 \| 通過チーム \| \| ------ \| -------------------------------------------- \| --------------------------------------------------------------------------------------------------------------------------------------------------------------------------------------------------------------------------------------------------------------------------------------------------------------------------------------------------------------------------------------------------------------------------------------------------------------------------------------------------------------------------------------------------------------------------------------------------------------------------------------------------------------------------------------------------------------------------------------------------------------------------------------------------------------------------------------------------------------------------------------------------------------------------------------------------------------------------------------------------------------------------------------------------------------------------------------------------------------------------------------------------------------------------------------------------------------------------------------------------------------------------------------------------------------------------------------------------------------------------------------------------------------------------------------------------------------------------------------------------------------------------------------------------------------------------------------------------------------------------------------------------------------------------------------------------------------------------------------------------------------- \| ------------------------------------------------------------------------------------------------------------------------ \| \| 第31回 \| 日本テレビ \| 超!難問クイズ30（書き問題） \| 52→8 \| \| 第31回 \| 日本テレビ \| 準々決勝・史上最速!超難問早押しクイズ（抽選で決められた組み合わせによる1vs1の対戦、5ポイント先取） \| 8→4 \| \| 第31回 \| 日本テレビ \| 準決勝・世界からの挑戦状!!超難問筆記クイズ（書き問題3問） \| 4→2 \| \| 第31回 \| 日本テレビ \| 決勝戦・史上最強!超難問記述クイズ（書き問題。10ポイント先取） \| 2→優勝 \| \| 第32回 \| 日本テレビ \| 超!難問クイズ30（書き問題） \| 54→8 \| \| 第32回 \| 日本テレビ \| 準々決勝・史上最速!超難問早押しクイズ（抽選で決められた組み合わせによる1vs1の対戦、5ポイント先取） \| 8→4 \| \| 第32回 \| 日本テレビ \| 準決勝・世界からの挑戦状!!超難問筆記クイズ（書き問題5問） \| 4→2 \| \| 第32回 \| 日本テレビ \| 決勝戦・史上最強!超難問記述クイズ（書き問題。15ポイント先取） \| 2→優勝 \| \| 第33回 \| 日本テレビ \| 6つの地区ごとにクイズを行い、各形式で1チームの勝者を決める。各地区3チームが勝ち抜け。 - 早押しYES NO通過クイズ - 鉄棒ぶら下がりサバイバルクイズ（クイズ出題後鉄棒にぶら下がり、 最後まで残ったチームに解答権。不正解なら再度ぶら下がり） - 一玉入魂!福引クイズ （一問多答&正解数だけ福引に挑戦・当たる確率は100分の1） \| 48→18 \| \| 第33回 \| 羽田国際空港 \| 大声ダイビングクイズ（各地区ごとにクイズを行う。3チーム中1チームが勝ち抜け） \| 18→6 \| \| 第33回 \| タイ \| 準々決勝・全長1000km タイ10大名所完全制覇!アドベンチャークイズ （2日間、学校別に指示された場所に向かう）［敗者復活・○×どろんこクイズ］ \| 6→3+1 \| \| 第33回 \| フランス・パリ \| 準決勝・パリ爆走!謎解きクイズ!!（5つのチェックポイントを制覇する） \| 4→2 \| \| 第33回 \| フランス・モン・サン＝ミシェル \| 決勝戦（ばらまきクイズ+謎解きクイズ+3人4脚2000m走） \| 2→優勝 \| \| 第34回 \| 日本テレビ \| - 60校一斉早押し&通せんぼクイズ（60校一斉早押し1問正解+通過クイズ1問正解勝ち抜け。60→15） - 鉄棒ぶら下がりチャレンジ（代表者1人が鉄棒にぶら下がり、予選を勝ち上がり、決勝で最後まで耐えた1校が勝ち抜け。45→1） \| 60→16 \| \| 第34回 \| アメリカ合衆国・ハワイ \| 2人で飛べば怖くない!友情○×どろんこクイズ \| 16→9 \| \| 第34回 \| アメリカ合衆国・ハリウッド \| 準々決勝・映画の世界を駆け抜けろ!ハリウッドマラソンクイズ （空席待ちマラソンクイズ。2ポイント先取） ［敗者復活・コミュニケーションが決め手 クイズ!○○な人を探せ! （制限時間内に条件に当てはまるアメリカ人を1人を探し、連れてくる）］ \| 9→5+1 \| \| 第34回 \| アメリカ合衆国・テキサス \| 準決勝・3秒以内で答えろ!荒野の七人早撃ちクイズ （7問のクイズを3秒以内に解答。ポイント上位4校が勝ち抜け） \| 6→4 \| \| 第34回 \| アメリカ合衆国・ニューヨーク \| 決勝1stラウンド・1問2答バラマキクイズ（3ポイント先取。4→3） 決勝最終決戦・10ポイント先取早押しクイズ（3→優勝） \| 4→優勝 \| \| 第35回 \| 日本テレビ \| 60校一斉早押しクイズ （60校一斉早押し1問正解+出国チャレンジクイズ（一斉早押し正解チームのみに出題）1問正解勝ち抜け） \| 60→12 \| \| 第35回 \| アメリカ合衆国・グアム \| 2人で飛べば怖くない!友情○×どろんこクイズ \| 12→8 \| \| 第35回 \| アメリカ合衆国・ロサンゼルス \| 準々決勝・ディズニーランドで叫べ!大声クイズ!（2ポイント先取） \| 8→5+1 \| \| 第35回 \| アメリカ合衆国・ラスベガス \| ［敗者復活・スロットマシーン777クイズ（早押しクイズ1問正解+スロットマシーンで777を出す）］ \| 8→5+1 \| \| 第35回 \| アメリカ合衆国・グランドキャニオン \| 準決勝・グランドキャニオンの荒野を駆け抜けろ!爆走トラック!早押しレース \| 6→4 \| \| 第35回 \| アメリカ合衆国・ニューヨーク \| 決勝1stラウンド・1問2答バラマキクイズ（3ポイント先取。4→3） 決勝最終決戦・10ポイント先取早押しクイズ（3→優勝） \| 4→優勝 \| \| 第36回 \| 日本 \| マラソンクイズ （マラソンクイズ1問正解+出国チャレンジクイズ1問正解勝ち抜け） \| 60→14 \| \| 第36回 \| アメリカ合衆国・グアム \| 2人で飛べば怖くない!友情○×どろんこクイズ \| 14→8 \| \| 第36回 \| アメリカ合衆国・ロッキー山脈 \| 準々決勝・山岳鉄道脱落クイズ!（1ポイント先取×3ラウンド。8→5） ［敗者復活・戦車3択クイズ（3ポイント先取）］ \| 8→5+1 \| \| 第36回 \| アメリカ合衆国・フロリダ・ディズニーワールド \| 準決勝・ディズニー全面協力大声クイズ（3ポイント先取） \| 6→4 \| \| 第36回 \| アメリカ合衆国・ニューヨーク \| 決勝1stラウンド・忍者を探せ!英語ヒアリングクイズ（3ポイント先取。4→3） 決勝最終決戦・10ポイント先取早押しクイズ（3→優勝） \| 4→優勝 \| \| 第37回 \| 日本テレビ \| 60校一斉早押しクイズ （60校一斉早押し1問正解+出国チャレンジクイズ（一斉早押し正解チームのみに出題）1問正解勝ち抜け） \| 60→10 \| \| 第37回 \| アメリカ合衆国・ロサンゼルス \| ディスニーキャラクター サバイバル神経衰弱クイズ! \| 10→8 \| \| 第37回 \| アメリカ合衆国・ロサンゼルス \| 勝利に向かって駆け下りろ!巨大スライダー早抜けクイズ （1対1の対決。先に2人正解したチームが勝ち抜け。 敗れたチームは代表者1名による4チーム同時対決。1ポイント先取。） \| 8→7 \| \| 第37回 \| アメリカ合衆国・ネバダ \| 西部劇の荒野で叫べ!SL大声クイズ!（1ポイント先取×2ラウンド） \| 7→5 \| \| 第37回 \| アメリカ合衆国・ワシントンD.C. \| 準々決勝・抜き打ちマナークイズ（マナー違反なしで勝ち抜け） マナー違反を取りもどせ!早押しクイズ!!（マナークイズの正解数を加えて3ポイント先取） \| 5→4 \| \| 第37回 \| アメリカ合衆国・ナイアガラ \| 準決勝・1問2答バラマキクイズ（3ポイント先取） \| 4→3 \| \| 第37回 \| アメリカ合衆国・ニューヨーク \| 決勝戦（早押し。10ポイント先取） \| 3→優勝 \| \| 第38回 \| 東京ビッグサイト \| 1回戦・複数のクイズ（全23問）の合計点を競う。 - プロジェクションマッピングクイズ（○×クイズ。正解で10p） - フェイクピクチャークイズ（早押し。最速正解30p、以降10p。誤答-20p） - 世界の地頭クイズ（筆記クイズ。正解で20p） - ハイパードローンクイズ（早押し） - 暗号解読クイズ（筆記クイズ。正解で30p） \| 50→15 \| \| 第38回 \| 東京ビッグサイト \| 2回戦・アルティメットタイヤレース（合計340kgのタイヤを30m先のゴールまで運び切るまでのタイムを競う。タイム上位8校+アイデア賞1校が勝ち抜け） \| 15→9 \| \| 第38回 \| 東京ベイ有明ワシントンホテル \| 一晩置いておくとどうなる? ほっときクイズ（3択クイズ5問） \| 9→7 \| \| 第38回 \| 東京ビッグサイト \| 3回戦・コンプリートパネル（踏むと色が反転するパネルをすべて白にする） \| 7→5 \| \| 第38回 \| 東京ビッグサイト \| 4回戦・ファインド・ザ・ルール（法則クイズ。3人中1人でも生き残れば勝ち抜け） \| 5→最大5 \| \| 第38回 \| 日本テレビ \| 準決勝・バースト・ザ・バルーン（文房具店で買った道具で200個の風船を割る） \| 最大5→3 \| \| 第38回 \| 日本テレビ \| 決勝戦・ビヨンド・ザ・ウォール （道具を使って高さ5mの発泡スチロールの壁を1人でも超え、ゴールテープを切る） \| 3→優勝 \| \| 第39回 \| \| 1回戦・複数のクイズ（放送上での発表では全29問）の合計点を競う。各種問題における加点減点は、放送上紹介されたもののみ記載。 - プロジェクションマッピングクイズ（○×クイズ、正解で10p） - フェイクピクチャークイズ（早押し。最速正解30p、以降10p。誤答-20p） - ここなんて書いてある？（筆記クイズ。正解で20p） - 笑点謎かけクイズ（『笑点』で放送された出演者の答えを予想する筆記クイズ。正解すると、問題に応じたポイントを獲得。面白い誤答にも「千鳥ポイント」として得点を付与） - 世界の地頭クイズ（筆記クイズ。正解で30p） - 暗号解読TT兄弟クイズ（筆記クイズ。正解で30p） - 間違いニュース（「架空のニュース番組の映像」にある、複数のおかしい点を1つずつ指摘する早押し。正解すると箇所に応じた点数を獲得。） - その他、放送からはカットされた問題 \| 51→16 \| \| 第39回 \| \| 2回戦・ジャイアントリングトス（高さが5mある円柱に、上から輪（うち3つはロープ製）をいくつ入れられるかを競う。入れられた個数上位8校と、専門家がアイデアを認めた「ナイスアイデア賞」1校が勝抜。） \| 16→9 \| \| 第39回 \| \| 3回戦・ホテルに帰ってもクイズ（生活の知恵にまつわる問題（全1問）に、用意された選択肢を使い、一晩かけて解答。もっとも成績が悪かった1校が脱落。） \| 9→8 \| \| 第39回 \| \| 4回戦・漢字で導け！乃木坂BINGO（各校は、9名の乃木坂46のメンバーに、テーマとなる言葉を「漢字1文字」ずつ書いて伝える。9名の正解の仕方によって各校が獲得する得点は変動する。「4校中得点上位3校が勝ち抜け」が2ブロック行われた。） \| 8→6 \| \| 第39回 \| \| 5回戦・迫りくる二択ウォール（法則クイズ。「法則性に沿った絵を当てる二択」を1人でも全問正解した学校全てが勝ち抜け。） \| 6→最大6 \| \| 第39回 \| \| 準決勝・ドロップ・ザ・バルーン（370cmの高さに浮いている200個の風船を「割らずに落とし、規定の箇所に入れられた個数」を競う。） \| 最大6→3 \| \| 第39回 \| \| 決勝・ムーブ・ザ・モアイ（巨大モアイ像をいち早く10m前進させたチームが優勝。モアイ像の重さは各校ごとに「メンバーの合計体重」の2倍と調整されている。道具は用意されたものを使用する。） \| 3→優勝 \| \| 第40回 \| 全てリモート収録 \| 1回戦・最初に8ポイントの「ライフポイント」が与えられる。複数のクイズ形式で出題がなされ、条件を満たすたびにライフポイントが減っていく。0以下になった時点で敗退。 - シミュレーション・ザ・ワールド（実現不可能な夢の実験を映像化、設問に「○」「×」で解答する。1問誤答するごとにライフポイントから-1される） - バーチャル漢字クイズ、バーチャルロゴクイズ（ある漢字またはロゴが、巨大な3Dモデルとなって登場する。高校生はアバターをリモートで操作し（上から見る操作はできない）、3Dモデルを観察できる。3D化された漢字またはロゴが何であるかを推理して解答する。1問誤答するごとにライフポイントから-1される） - 行ったつもり！Goto修学旅行（写真が次々と表示されるので、1枚ごとに設問に解答する。1問誤答するとライフポイントから-1され、さらにこの形式の回答権も失う。これを2セット行った（2セット目は結果のみ放送）） - ナゾトキデリバリー（事前に高校生へ郵送されている「謎解き問題」を解き、設問に解答する。誤答するとライフポイントから-1される） - THEオンリーアンサー（多答クイズを出題、他の高校が書かなそうな正解を選択し1つ解答する。他の高校と答えがかぶったらライフポイントから-2される。タイミングをずらして2セット実施（2セット目は結果のみ放送、3セット目以降があったかは地上波では不明） - THEワーキングカー（特殊な機能を持った車両を見て、設問に解答する。解答するのは、現時点で最もライフポイントが高い高校のうち1校（詳細な決め方は放送されず）と、その高校に指名された数校（指名数はランダム）のみ。1問誤答するごとにライフポイントから-1される） - 世界の地頭クイズ（世界各国の実話を題材とした設問に解答する。解答するのは、現時点で最もライフポイントが高い高校のうち1校（詳細な決め方は放送されず）と、その高校に指名された数校（指名数はランダム）のみ。1問誤答するごとにライフポイントから-1される） - その他、放送からはカットされた問題 \| 50→15 \| \| 第40回 \| \| 2回戦・リモート古今東西（2回戦進出チームを5校ずつ3チームにわける。各チームには、さらに芸能人グループを1つ追加する。チームごとに多答クイズを出題、各校は正解から1つ選び解答。解答の文字数によって次に解答する高校（芸能人グループの場合もあり）が決まる。1回誤答した時点で即敗退、「3校」または「芸能人グループと2校」が敗退した時点で終了となり、最後まで誤答しなかった高校全てが勝ち抜け） \| 15→最少6 - 最大9（結果は9チーム勝ち抜け） \| \| 第40回 \| \| 3回戦・エスケープ・ザ・フロシキ（130kgの重りが乗せられている風呂敷が用意される。各校はリモートで芸能人グループに指示を出し、風呂敷から完全に重りを取り除くまでのタイムを競う（制限時間5分）。） \| 9→最少0 - 最大数不明（結果は5チーム勝ち抜け） \| \| 第40回 \| \| 4回戦・サバイブ・ザ・４ゾーン（ヒントから「共通する法則」を発見するクイズ。各校は、最初に与えられる2つのヒントと、ゾーンごとに示される選択肢及び選択肢を選んだ結果から、法則を推測する。各ゾーンで誤った選択を行うごとに、各校のメンバーのうち1人が以後発言が禁止となる。途中で3人のメンバー全員が発言禁止になると即敗退。ゾーン4で法則に合致した選択肢を解答できたチーム全てが勝ち抜け（前半のゾーンの成績により、途中でゾーン4での正解が確定したチームも勝ち抜け）。なお、共通する法則を発見すること自体は勝ち抜け条件ではないので、ルール上、最後まで法則がわからなくても勝ち抜けられる） \| 5→最少0 - 最大数不明（結果は4チーム勝ち抜け） \| \| 第40回 \| \| 準決勝・形式名不明（リモートで芸能人に指示をだし、発泡スチロールで出来た橋を渡らせることができれば勝ち抜け） \| 4→最少0 - 最大3（結果は全チーム失敗。専門家による判定で、最も単純な方法を使ってしまった1チームが脱落という判定となった） \| \| 第40回 \| \| 決勝・クライム・ザ・スリップ・マウンテン（各校はリモートでプロのスタントマン（スタントマンの体格・能力は極力同等となるよう調整されている）に指示を出す。必要であれば、あらかじめ用意されている道具を、どのように使わせてもよい。スタントマンを、「スーパーヌルヌルローション」によって最大限滑りやすい状態となっている傾斜25度の山の頂上（頂上までの道のりは最短で約5m）にたどり着かせ、頂上に設置されているゴールボタンを一番早く押させた高校が優勝。） \| 3→優勝 \| |                                              | | |
| 開催回 | 開催場所                                     | クイズ形式・内容 | 通過チーム |
| 第31回 | 日本テレビ                                   | 超!難問クイズ30（書き問題） | 52→8 |
| 第31回 | 日本テレビ                                   | 準々決勝・史上最速!超難問早押しクイズ（抽選で決められた組み合わせによる1vs1の対戦、5ポイント先取） | 8→4 |
| 第31回 | 日本テレビ                                   | 準決勝・世界からの挑戦状!!超難問筆記クイズ（書き問題3問） | 4→2 |
| 第31回 | 日本テレビ                                   | 決勝戦・史上最強!超難問記述クイズ（書き問題。10ポイント先取） | 2→優勝 |
| 第32回 | 日本テレビ                                   | 超!難問クイズ30（書き問題） | 54→8 |
| 第32回 | 日本テレビ                                   | 準々決勝・史上最速!超難問早押しクイズ（抽選で決められた組み合わせによる1vs1の対戦、5ポイント先取） | 8→4 |
| 第32回 | 日本テレビ                                   | 準決勝・世界からの挑戦状!!超難問筆記クイズ（書き問題5問） | 4→2 |
| 第32回 | 日本テレビ                                   | 決勝戦・史上最強!超難問記述クイズ（書き問題。15ポイント先取） | 2→優勝 |
| 第33回 | 日本テレビ                                   | 6つの地区ごとにクイズを行い、各形式で1チームの勝者を決める。各地区3チームが勝ち抜け。 - 早押しYES NO通過クイズ - 鉄棒ぶら下がりサバイバルクイズ（クイズ出題後鉄棒にぶら下がり、 最後まで残ったチームに解答権。不正解なら再度ぶら下がり） - 一玉入魂!福引クイズ （一問多答&正解数だけ福引に挑戦・当たる確率は100分の1） | 48→18 |
| 第33回 | 羽田国際空港                                 | 大声ダイビングクイズ（各地区ごとにクイズを行う。3チーム中1チームが勝ち抜け） | 18→6 |
| 第33回 | タイ                                         | 準々決勝・全長1000km タイ10大名所完全制覇!アドベンチャークイズ （2日間、学校別に指示された場所に向かう）［敗者復活・○×どろんこクイズ］ | 6→3+1 |
| 第33回 | フランス・パリ                               | 準決勝・パリ爆走!謎解きクイズ!!（5つのチェックポイントを制覇する） | 4→2 |
| 第33回 | フランス・モン・サン＝ミシェル               | 決勝戦（ばらまきクイズ+謎解きクイズ+3人4脚2000m走） | 2→優勝 |
| 第34回 | 日本テレビ                                   | - 60校一斉早押し&通せんぼクイズ（60校一斉早押し1問正解+通過クイズ1問正解勝ち抜け。60→15） - 鉄棒ぶら下がりチャレンジ（代表者1人が鉄棒にぶら下がり、予選を勝ち上がり、決勝で最後まで耐えた1校が勝ち抜け。45→1） | 60→16 |
| 第34回 | アメリカ合衆国・ハワイ                       | 2人で飛べば怖くない!友情○×どろんこクイズ | 16→9 |
| 第34回 | アメリカ合衆国・ハリウッド                   | 準々決勝・映画の世界を駆け抜けろ!ハリウッドマラソンクイズ （空席待ちマラソンクイズ。2ポイント先取） ［敗者復活・コミュニケーションが決め手 クイズ!○○な人を探せ! （制限時間内に条件に当てはまるアメリカ人を1人を探し、連れてくる）］ | 9→5+1 |
| 第34回 | アメリカ合衆国・テキサス                     | 準決勝・3秒以内で答えろ!荒野の七人早撃ちクイズ （7問のクイズを3秒以内に解答。ポイント上位4校が勝ち抜け） | 6→4 |
| 第34回 | アメリカ合衆国・ニューヨーク                 | 決勝1stラウンド・1問2答バラマキクイズ（3ポイント先取。4→3） 決勝最終決戦・10ポイント先取早押しクイズ（3→優勝） | 4→優勝 |
| 第35回 | 日本テレビ                                   | 60校一斉早押しクイズ （60校一斉早押し1問正解+出国チャレンジクイズ（一斉早押し正解チームのみに出題）1問正解勝ち抜け） | 60→12 |
| 第35回 | アメリカ合衆国・グアム                       | 2人で飛べば怖くない!友情○×どろんこクイズ | 12→8 |
| 第35回 | アメリカ合衆国・ロサンゼルス                 | 準々決勝・ディズニーランドで叫べ!大声クイズ!（2ポイント先取） | 8→5+1 |
| 第35回 | アメリカ合衆国・ラスベガス                   | ［敗者復活・スロットマシーン777クイズ（早押しクイズ1問正解+スロットマシーンで777を出す）］ | 8→5+1 |
| 第35回 | アメリカ合衆国・グランドキャニオン           | 準決勝・グランドキャニオンの荒野を駆け抜けろ!爆走トラック!早押しレース | 6→4 |
| 第35回 | アメリカ合衆国・ニューヨーク                 | 決勝1stラウンド・1問2答バラマキクイズ（3ポイント先取。4→3） 決勝最終決戦・10ポイント先取早押しクイズ（3→優勝） | 4→優勝 |
| 第36回 | 日本                                         | マラソンクイズ （マラソンクイズ1問正解+出国チャレンジクイズ1問正解勝ち抜け） | 60→14 |
| 第36回 | アメリカ合衆国・グアム                       | 2人で飛べば怖くない!友情○×どろんこクイズ | 14→8 |
| 第36回 | アメリカ合衆国・ロッキー山脈                 | 準々決勝・山岳鉄道脱落クイズ!（1ポイント先取×3ラウンド。8→5） ［敗者復活・戦車3択クイズ（3ポイント先取）］ | 8→5+1 |
| 第36回 | アメリカ合衆国・フロリダ・ディズニーワールド | 準決勝・ディズニー全面協力大声クイズ（3ポイント先取） | 6→4 |
| 第36回 | アメリカ合衆国・ニューヨーク                 | 決勝1stラウンド・忍者を探せ!英語ヒアリングクイズ（3ポイント先取。4→3） 決勝最終決戦・10ポイント先取早押しクイズ（3→優勝） | 4→優勝 |
| 第37回 | 日本テレビ                                   | 60校一斉早押しクイズ （60校一斉早押し1問正解+出国チャレンジクイズ（一斉早押し正解チームのみに出題）1問正解勝ち抜け） | 60→10 |
| 第37回 | アメリカ合衆国・ロサンゼルス                 | ディスニーキャラクター サバイバル神経衰弱クイズ! | 10→8 |
| 第37回 | アメリカ合衆国・ロサンゼルス                 | 勝利に向かって駆け下りろ!巨大スライダー早抜けクイズ （1対1の対決。先に2人正解したチームが勝ち抜け。 敗れたチームは代表者1名による4チーム同時対決。1ポイント先取。） | 8→7 |
| 第37回 | アメリカ合衆国・ネバダ                       | 西部劇の荒野で叫べ!SL大声クイズ!（1ポイント先取×2ラウンド） | 7→5 |
| 第37回 | アメリカ合衆国・ワシントンD.C.               | 準々決勝・抜き打ちマナークイズ（マナー違反なしで勝ち抜け） マナー違反を取りもどせ!早押しクイズ!!（マナークイズの正解数を加えて3ポイント先取） | 5→4 |
| 第37回 | アメリカ合衆国・ナイアガラ                   | 準決勝・1問2答バラマキクイズ（3ポイント先取） | 4→3 |
| 第37回 | アメリカ合衆国・ニューヨーク                 | 決勝戦（早押し。10ポイント先取） | 3→優勝 |
| 第38回 | 東京ビッグサイト                             | 1回戦・複数のクイズ（全23問）の合計点を競う。 - プロジェクションマッピングクイズ（○×クイズ。正解で10p） - フェイクピクチャークイズ（早押し。最速正解30p、以降10p。誤答-20p） - 世界の地頭クイズ（筆記クイズ。正解で20p） - ハイパードローンクイズ（早押し） - 暗号解読クイズ（筆記クイズ。正解で30p） | 50→15 |
| 第38回 | 東京ビッグサイト                             | 2回戦・アルティメットタイヤレース（合計340kgのタイヤを30m先のゴールまで運び切るまでのタイムを競う。タイム上位8校+アイデア賞1校が勝ち抜け） | 15→9 |
| 第38回 | 東京ベイ有明ワシントンホテル                 | 一晩置いておくとどうなる? ほっときクイズ（3択クイズ5問） | 9→7 |
| 第38回 | 東京ビッグサイト                             | 3回戦・コンプリートパネル（踏むと色が反転するパネルをすべて白にする） | 7→5 |
| 第38回 | 東京ビッグサイト                             | 4回戦・ファインド・ザ・ルール（法則クイズ。3人中1人でも生き残れば勝ち抜け） | 5→最大5 |
| 第38回 | 日本テレビ                                   | 準決勝・バースト・ザ・バルーン（文房具店で買った道具で200個の風船を割る） | 最大5→3 |
| 第38回 | 日本テレビ                                   | 決勝戦・ビヨンド・ザ・ウォール （道具を使って高さ5mの発泡スチロールの壁を1人でも超え、ゴールテープを切る） | 3→優勝 |
| 第39回 |                                              | 1回戦・複数のクイズ（放送上での発表では全29問）の合計点を競う。各種問題における加点減点は、放送上紹介されたもののみ記載。 - プロジェクションマッピングクイズ（○×クイズ、正解で10p） - フェイクピクチャークイズ（早押し。最速正解30p、以降10p。誤答-20p） - ここなんて書いてある？（筆記クイズ。正解で20p） - 笑点謎かけクイズ（『笑点』で放送された出演者の答えを予想する筆記クイズ。正解すると、問題に応じたポイントを獲得。面白い誤答にも「千鳥ポイント」として得点を付与） - 世界の地頭クイズ（筆記クイズ。正解で30p） - 暗号解読TT兄弟クイズ（筆記クイズ。正解で30p） - 間違いニュース（「架空のニュース番組の映像」にある、複数のおかしい点を1つずつ指摘する早押し。正解すると箇所に応じた点数を獲得。） - その他、放送からはカットされた問題 | 51→16 |
| 第39回 |                                              | 2回戦・ジャイアントリングトス（高さが5mある円柱に、上から輪（うち3つはロープ製）をいくつ入れられるかを競う。入れられた個数上位8校と、専門家がアイデアを認めた「ナイスアイデア賞」1校が勝抜。） | 16→9 |
| 第39回 |                                              | 3回戦・ホテルに帰ってもクイズ（生活の知恵にまつわる問題（全1問）に、用意された選択肢を使い、一晩かけて解答。もっとも成績が悪かった1校が脱落。） | 9→8 |
| 第39回 |                                              | 4回戦・漢字で導け！乃木坂BINGO（各校は、9名の乃木坂46のメンバーに、テーマとなる言葉を「漢字1文字」ずつ書いて伝える。9名の正解の仕方によって各校が獲得する得点は変動する。「4校中得点上位3校が勝ち抜け」が2ブロック行われた。） | 8→6 |
| 第39回 |                                              | 5回戦・迫りくる二択ウォール（法則クイズ。「法則性に沿った絵を当てる二択」を1人でも全問正解した学校全てが勝ち抜け。） | 6→最大6 |
| 第39回 |                                              | 準決勝・ドロップ・ザ・バルーン（370cmの高さに浮いている200個の風船を「割らずに落とし、規定の箇所に入れられた個数」を競う。） | 最大6→3 |
| 第39回 |                                              | 決勝・ムーブ・ザ・モアイ（巨大モアイ像をいち早く10m前進させたチームが優勝。モアイ像の重さは各校ごとに「メンバーの合計体重」の2倍と調整されている。道具は用意されたものを使用する。） | 3→優勝 |
| 第40回 | 全てリモート収録                             | 1回戦・最初に8ポイントの「ライフポイント」が与えられる。複数のクイズ形式で出題がなされ、条件を満たすたびにライフポイントが減っていく。0以下になった時点で敗退。 - シミュレーション・ザ・ワールド（実現不可能な夢の実験を映像化、設問に「○」「×」で解答する。1問誤答するごとにライフポイントから-1される） - バーチャル漢字クイズ、バーチャルロゴクイズ（ある漢字またはロゴが、巨大な3Dモデルとなって登場する。高校生はアバターをリモートで操作し（上から見る操作はできない）、3Dモデルを観察できる。3D化された漢字またはロゴが何であるかを推理して解答する。1問誤答するごとにライフポイントから-1される） - 行ったつもり！Goto修学旅行（写真が次々と表示されるので、1枚ごとに設問に解答する。1問誤答するとライフポイントから-1され、さらにこの形式の回答権も失う。これを2セット行った（2セット目は結果のみ放送）） - ナゾトキデリバリー（事前に高校生へ郵送されている「謎解き問題」を解き、設問に解答する。誤答するとライフポイントから-1される） - THEオンリーアンサー（多答クイズを出題、他の高校が書かなそうな正解を選択し1つ解答する。他の高校と答えがかぶったらライフポイントから-2される。タイミングをずらして2セット実施（2セット目は結果のみ放送、3セット目以降があったかは地上波では不明） - THEワーキングカー（特殊な機能を持った車両を見て、設問に解答する。解答するのは、現時点で最もライフポイントが高い高校のうち1校（詳細な決め方は放送されず）と、その高校に指名された数校（指名数はランダム）のみ。1問誤答するごとにライフポイントから-1される） - 世界の地頭クイズ（世界各国の実話を題材とした設問に解答する。解答するのは、現時点で最もライフポイントが高い高校のうち1校（詳細な決め方は放送されず）と、その高校に指名された数校（指名数はランダム）のみ。1問誤答するごとにライフポイントから-1される） - その他、放送からはカットされた問題 | 50→15 |
| 第40回 |                                              | 2回戦・リモート古今東西（2回戦進出チームを5校ずつ3チームにわける。各チームには、さらに芸能人グループを1つ追加する。チームごとに多答クイズを出題、各校は正解から1つ選び解答。解答の文字数によって次に解答する高校（芸能人グループの場合もあり）が決まる。1回誤答した時点で即敗退、「3校」または「芸能人グループと2校」が敗退した時点で終了となり、最後まで誤答しなかった高校全てが勝ち抜け） | 15→最少6 - 最大9（結果は9チーム勝ち抜け）                                                                                |
| 第40回 |                                              | 3回戦・エスケープ・ザ・フロシキ（130kgの重りが乗せられている風呂敷が用意される。各校はリモートで芸能人グループに指示を出し、風呂敷から完全に重りを取り除くまでのタイムを競う（制限時間5分）。） | 9→最少0 - 最大数不明（結果は5チーム勝ち抜け）                                                                            |
| 第40回 |                                              | 4回戦・サバイブ・ザ・４ゾーン（ヒントから「共通する法則」を発見するクイズ。各校は、最初に与えられる2つのヒントと、ゾーンごとに示される選択肢及び選択肢を選んだ結果から、法則を推測する。各ゾーンで誤った選択を行うごとに、各校のメンバーのうち1人が以後発言が禁止となる。途中で3人のメンバー全員が発言禁止になると即敗退。ゾーン4で法則に合致した選択肢を解答できたチーム全てが勝ち抜け（前半のゾーンの成績により、途中でゾーン4での正解が確定したチームも勝ち抜け）。なお、共通する法則を発見すること自体は勝ち抜け条件ではないので、ルール上、最後まで法則がわからなくても勝ち抜けられる） | 5→最少0 - 最大数不明（結果は4チーム勝ち抜け）                                                                            |
| 第40回 |                                              | 準決勝・形式名不明（リモートで芸能人に指示をだし、発泡スチロールで出来た橋を渡らせることができれば勝ち抜け） | 4→最少0 - 最大3（結果は全チーム失敗。専門家による判定で、最も単純な方法を使ってしまった1チームが脱落という判定となった） |
| 第40回 |                                              | 決勝・クライム・ザ・スリップ・マウンテン（各校はリモートでプロのスタントマン（スタントマンの体格・能力は極力同等となるよう調整されている）に指示を出す。必要であれば、あらかじめ用意されている道具を、どのように使わせてもよい。スタントマンを、「スーパーヌルヌルローション」によって最大限滑りやすい状態となっている傾斜25度の山の頂上（頂上までの道のりは最短で約5m）にたどり着かせ、頂上に設置されているゴールボタンを一番早く押させた高校が優勝。） | 3→優勝 |

| 第41回 - |                                    | |             |
| \| 開催回 \| 開催場所 \| クイズ形式・内容 \| 通過チーム \| \| ------ \| ---------------------------------- \| ----------------------------------------------------------------------------------------------------------------------------------------------------------------------------------------------------------------------------------------------------------------------------------------------------------------------------------------------------------------------------------------------------------------------------------------------------------------------------------------------------------------------------------------------------------------------------------------- \| ----------- \| \| 第41回 \| リモート収録 \| 1回戦・最大50チーム一斉のボードクイズ。1問誤答した時点で即敗退。 - 正解チーム数が、現時点での「2回戦に進出できるチーム数」よりも少なかった場合は、正解したチームは即2回戦進出。正解したチーム数分、「2回戦へ進出できる残りチーム数」は減っていく。 - 現時点で残されている「2回戦への進出枠」よりも多くの高校が誤答した場合は、誤答したチームは「敗者復活戦」に挑むことになり、即敗退とはならない。 - 逆に「2回戦への残り進出枠」より多くの高校が正解していた場合は、誤答したチームは本当に敗退となり、以後の敗者復活戦には参加できない。 以上を、15校の勝ち抜け校が決定するまで繰り返す。 \| 50→15 \| \| 第41回 \| 以降は「東京決戦」 \| 2回戦・Sort The Red Ball（用意された200個のボール（直径の差は2mm）を、制限時間内で、直径の大小により選別する。必要であれば、指定された区域内にあるものをどのように使ってもかまわないし、「作れるのであれば仕分け装置を作っても構わない（司会が明言）」。「選別が終わった」とチームが申告したタイムと、選別に失敗していたなどで加えられるペナルティ（失敗度合いの大きさによりペナルティが秒数で課される）との合計が早かった上位7校が勝ち抜け。敗者のうち、専門家の判定による「良いアイデアを使っていた2チーム」に「ナイスアイデア賞」が与えられ、敗者復活という形で勝ち抜ける。） \| 15→9（7+2） \| \| 第41回 \| \| 3回戦・謎のカウンターを100にしろ（3回戦に進出した9チームを、3校ずつ3チームずつに分けての団体戦。「ある条件を満たすとカウンターが1増える」という部屋に、各校1人（チームで3人）が実際に入る。別室でモニタリングしているチーム6名から指示を参考に、9名でカウンターが上昇する法則を発見し、部屋に実際に入っている3名がカウンターをすすめる。カウンターをいち早く100にするまでのタイムを競う。） \| 9→6（3×2） \| \| 第41回 \| \| 準決勝・超難問にたちむかえ！トトトトトラ〜イ！（書き問題、早押し問題（誤答は他のチームが押して解答するまで休み。5チームが正解するか、その問題あたりの制限時間経過で終了）など全10問からなる問題に対し、いかに早く・正確に解答したかによってポイントを競う。後半では「得点変動問題」が用意されており、書き問題の正解チーム数によって、ボーナスポイントが獲得できる。合計ポイント上位3校が勝ち抜け。同点のため上位3校が決まっていなかった場合は、サドンデス早押し問題が出題され、正解を出したチームが勝ち抜け。） \| 6→3 \| \| 第41回 \| \| 決勝・Take The Giant Trophy Out Of The Sand（高さ2m、重さ25kgのトロフィーが、砂によって80cm埋められている（砂の量は4トン。また、女性がメンバーにいるチームには特例として埋める深さを10cm軽減する）ので、それをいち早く掘り出したチームが優勝となる。必要であれば、用意された道具をどのように使用してもかまわない。） \| 3→優勝 \| \| 第42回 \| 日本テレビ \| 超難問タイムサバイバル（1チームごとに挑戦するタイムトライアル） \| 12→6 \| \| 第42回 \| 日本テレビ \| 準々決勝・超難問早押しバトル（抽選で決められた組み合わせによる1vs1の対戦、5ポイント先取） \| 6→3 \| \| 第42回 \| 日本テレビ \| 準決勝・超難問近似値クイズ（近似値問題3問） \| 3→2 \| \| 第42回 \| 日本テレビ \| 決勝（書き問題＆早押し 合計10ポイント先取） \| 2→優勝 \| \| 第43回 \| 日本テレビ \| 16校一斉難問筆記クイズ（書き問題20問） \| 16→4 \| \| 第43回 \| 日本テレビ \| 準決勝・100ポイント先取 筆記＆早押しクイズ（1問正解20ポイント、多答問題は正解数最多のチームのみポイント獲得） \| 4→2 \| \| 第43回 \| 日本テレビ \| 決勝・1000ポイント先取 筆記クイズ（1問正解100ポイント、多答問題は正解数がより多いチームのみポイント獲得） \| 2→優勝 \| \| 第44回 \| 国立競技場→日本テレビ 番町スタジオ \| 1回戦第1ラウンド・40校一斉！全力ダッシュ三択（40→5） 1回戦第2ラウンド・ブロックをかいくぐれ 全国ご当地通せんぼクイズ（全体早押しで正解するとそのチームの出身都道府県に関する通過問題が出題される。35→8） \| 40→5+8 \| \| 第44回 \| 小田原城 \| 2回戦・スーパーどろんこ◯×クイズ（近似値問題で順番を決めて1チームごとに挑戦、正解したチームから勝ち抜け。飛び込むのは代表者1人。） \| 13→8 \| \| 第44回 \| 三島スカイウォーク \| 準々決勝・吊り橋タイマン早押し対決（ヘッドホンで問題読み上げを聞き、分かったら橋の中央に設置されたボタンまで走って解答。抽選で決められた1vs1の組み合わせによる各チームの先鋒→中堅→大将→先鋒同士で戦い3ポイント先取で勝利。大将戦のみ正解で2ポイント。） \| 8→4+1 \| \| 第44回 \| 三河安城駅→JR東海名古屋車両所 \| ［敗者復活・新幹線サヨナラ途中下車クイズ（1問3答の早押しクイズ。4→2）→新幹線サヨナラ発車クイズ（近似値クイズの成績順に挑戦する新幹線車両を使ったくじ引き。2→1）］ \| 8→4+1 \| \| 第44回 \| 比叡山延暦寺 \| 準決勝・襷をつなげ！駅伝バラマキクイズ （問題バラマキポイントは2ヶ所。近距離は難易度難しめでハズレあり、遠距離は難易度普通でハズレなし。） \| 5→4 \| \| 第44回 \| 沖縄 \| 決勝戦第1ラウンド・早押し1問3答クイズ（3ポイント先取。4→3） 決勝戦最終決戦・10ポイント先取早押しクイズ（3→優勝） \| 4→優勝 \| |                                    | |             |
| 開催回 | 開催場所                           | クイズ形式・内容 | 通過チーム  |
| 第41回 | リモート収録                       | 1回戦・最大50チーム一斉のボードクイズ。1問誤答した時点で即敗退。 - 正解チーム数が、現時点での「2回戦に進出できるチーム数」よりも少なかった場合は、正解したチームは即2回戦進出。正解したチーム数分、「2回戦へ進出できる残りチーム数」は減っていく。 - 現時点で残されている「2回戦への進出枠」よりも多くの高校が誤答した場合は、誤答したチームは「敗者復活戦」に挑むことになり、即敗退とはならない。 - 逆に「2回戦への残り進出枠」より多くの高校が正解していた場合は、誤答したチームは本当に敗退となり、以後の敗者復活戦には参加できない。 以上を、15校の勝ち抜け校が決定するまで繰り返す。 | 50→15       |
| 第41回 | 以降は「東京決戦」                 | 2回戦・Sort The Red Ball（用意された200個のボール（直径の差は2mm）を、制限時間内で、直径の大小により選別する。必要であれば、指定された区域内にあるものをどのように使ってもかまわないし、「作れるのであれば仕分け装置を作っても構わない（司会が明言）」。「選別が終わった」とチームが申告したタイムと、選別に失敗していたなどで加えられるペナルティ（失敗度合いの大きさによりペナルティが秒数で課される）との合計が早かった上位7校が勝ち抜け。敗者のうち、専門家の判定による「良いアイデアを使っていた2チーム」に「ナイスアイデア賞」が与えられ、敗者復活という形で勝ち抜ける。）          | 15→9（7+2） |
| 第41回 |                                    | 3回戦・謎のカウンターを100にしろ（3回戦に進出した9チームを、3校ずつ3チームずつに分けての団体戦。「ある条件を満たすとカウンターが1増える」という部屋に、各校1人（チームで3人）が実際に入る。別室でモニタリングしているチーム6名から指示を参考に、9名でカウンターが上昇する法則を発見し、部屋に実際に入っている3名がカウンターをすすめる。カウンターをいち早く100にするまでのタイムを競う。） | 9→6（3×2）  |
| 第41回 |                                    | 準決勝・超難問にたちむかえ！トトトトトラ〜イ！（書き問題、早押し問題（誤答は他のチームが押して解答するまで休み。5チームが正解するか、その問題あたりの制限時間経過で終了）など全10問からなる問題に対し、いかに早く・正確に解答したかによってポイントを競う。後半では「得点変動問題」が用意されており、書き問題の正解チーム数によって、ボーナスポイントが獲得できる。合計ポイント上位3校が勝ち抜け。同点のため上位3校が決まっていなかった場合は、サドンデス早押し問題が出題され、正解を出したチームが勝ち抜け。）                                                                           | 6→3         |
| 第41回 |                                    | 決勝・Take The Giant Trophy Out Of The Sand（高さ2m、重さ25kgのトロフィーが、砂によって80cm埋められている（砂の量は4トン。また、女性がメンバーにいるチームには特例として埋める深さを10cm軽減する）ので、それをいち早く掘り出したチームが優勝となる。必要であれば、用意された道具をどのように使用してもかまわない。） | 3→優勝      |
| 第42回 | 日本テレビ                         | 超難問タイムサバイバル（1チームごとに挑戦するタイムトライアル） | 12→6        |
| 第42回 | 日本テレビ                         | 準々決勝・超難問早押しバトル（抽選で決められた組み合わせによる1vs1の対戦、5ポイント先取） | 6→3         |
| 第42回 | 日本テレビ                         | 準決勝・超難問近似値クイズ（近似値問題3問） | 3→2         |
| 第42回 | 日本テレビ                         | 決勝（書き問題＆早押し 合計10ポイント先取） | 2→優勝      |
| 第43回 | 日本テレビ                         | 16校一斉難問筆記クイズ（書き問題20問） | 16→4        |
| 第43回 | 日本テレビ                         | 準決勝・100ポイント先取 筆記＆早押しクイズ（1問正解20ポイント、多答問題は正解数最多のチームのみポイント獲得） | 4→2         |
| 第43回 | 日本テレビ                         | 決勝・1000ポイント先取 筆記クイズ（1問正解100ポイント、多答問題は正解数がより多いチームのみポイント獲得） | 2→優勝      |
| 第44回 | 国立競技場→日本テレビ 番町スタジオ | 1回戦第1ラウンド・40校一斉！全力ダッシュ三択（40→5） 1回戦第2ラウンド・ブロックをかいくぐれ 全国ご当地通せんぼクイズ（全体早押しで正解するとそのチームの出身都道府県に関する通過問題が出題される。35→8） | 40→5+8      |
| 第44回 | 小田原城                           | 2回戦・スーパーどろんこ◯×クイズ（近似値問題で順番を決めて1チームごとに挑戦、正解したチームから勝ち抜け。飛び込むのは代表者1人。） | 13→8        |
| 第44回 | 三島スカイウォーク                 | 準々決勝・吊り橋タイマン早押し対決（ヘッドホンで問題読み上げを聞き、分かったら橋の中央に設置されたボタンまで走って解答。抽選で決められた1vs1の組み合わせによる各チームの先鋒→中堅→大将→先鋒同士で戦い3ポイント先取で勝利。大将戦のみ正解で2ポイント。） | 8→4+1       |
| 第44回 | 三河安城駅→JR東海名古屋車両所      | ［敗者復活・新幹線サヨナラ途中下車クイズ（1問3答の早押しクイズ。4→2）→新幹線サヨナラ発車クイズ（近似値クイズの成績順に挑戦する新幹線車両を使ったくじ引き。2→1）］ | 8→4+1       |
| 第44回 | 比叡山延暦寺                       | 準決勝・襷をつなげ！駅伝バラマキクイズ （問題バラマキポイントは2ヶ所。近距離は難易度難しめでハズレあり、遠距離は難易度普通でハズレなし。） | 5→4         |
| 第44回 | 沖縄                               | 決勝戦第1ラウンド・早押し1問3答クイズ（3ポイント先取。4→3） 決勝戦最終決戦・10ポイント先取早押しクイズ（3→優勝） | 4→優勝      |

## 過去の放送のデータ

### 放送日
※日本テレビでの全国大会の放送日。
| 第1回  | 1983年12月31日 |        | 第11回        | 1991年8月23日 |               | 第21回 | 2001年9月7日   |        | 第31回        | 2011年9月9日 |  | 第41回 | 2021年9月10日 |
| 第2回  | 1984年8月28日  | 第12回 | 1992年8月28日 | 第22回        | 2002年8月30日 | 第32回 | 2012年8月31日  | 第42回 | 2022年9月9日  |              |  |        |               |
| 第3回  | 1984年12月31日 | 第13回 | 1993年8月27日 | 第23回        | 2003年9月12日 | 第33回 | 2013年9月13日  | 第43回 | 2023年9月8日  |              |  |        |               |
| 第4回  | 1985年8月28日  | 第14回 | 1994年8月26日 | 第24回        | 2004年9月3日  | 第34回 | 2014年9月12日  | 第44回 | 2024年9月10日 |              |  |        |               |
| 第5回  | 1985年12月31日 | 第15回 | 1995年8月25日 | 第25回        | 2005年9月2日  | 第35回 | 2015年9月11日  | 第45回 | 2025年9月9日  |              |  |        |               |
| 第6回  | 1986年8月27日  | 第16回 | 1996年8月30日 | 第26回        | 2006年9月1日  | 第36回 | 2016年9月9日   |        |               |              |  |        |               |
| 第7回  | 1987年8月28日  | 第17回 | 1997年9月12日 | 第27回        | 2007年9月7日  | 第37回 | 2017年9月1日   |        |               |              |  |        |               |
| 第8回  | 1988年8月26日  | 第18回 | 1998年9月4日  | 第28回        | 2008年9月5日  | 第38回 | 2018年9月14日  |        |               |              |  |        |               |
| 第9回  | 1989年8月18日  | 第19回 | 1999年9月3日  | 第29回        | 2009年9月4日  | 第39回 | 2019年9月13日  |        |               |              |  |        |               |
| 第10回 | 1990年8月31日  | 第20回 | 2000年9月1日  | 第30回        | 2010年9月3日  | 第40回 | 2020年12月11日 |        |               |              |  |        |               |

- 初期の冬の大会は、全て大晦日の特別番組として、第1回が18:30 - 21:54の3時間30分枠で、第3回と第5回が18:00 - 20:54の3時間枠で放送された。
- 夏の大会は、第2回から第16回までは8月下旬の放送だったが、第17回以降は9月上旬（ただし第22回・第32回は8月下旬）に放送されている。例外として、第40回は12月中旬に放送された（全国大会開催を11月に延期したため）。
- 初期の夏の大会は第2回は『火曜サスペンス劇場』の枠で、第4回は『水曜ロードショー』の枠で放送された。
- 第7回以降、『金曜ロードショー』枠（21:00開始）を休止して[注 20] 放送されてきた。第7回 - 第14回および第41回以降は2時間枠、第15回 - 第27回および第33回 - 第40回は、2時間30分枠で放送された。
  - 第28回は「日本テレビ開局55年記念番組」として放送。放送時間は19:00 - 21:24と開始時刻が2時間前倒しされ、『金曜ロードショー』以降の番組は30分繰り下げた。
  - 第29回は19:58 - 22:54、また第30回・第32回は19:56 - 22:54と、例年より放送時間が30分長い3時間枠で放送された。
  - 第31回は、放送時間が21:00 - 23:44と、2時間45分枠で放送された。（通常の金曜19:00 - 20:54が『金曜スーパープライム』枠となったため）。
  - 第40回は、コロナ禍の影響か、35年ぶりとなる12月の放送となり、かつ『日本一三昧（ざんまい）』の一つとして放送されている（前述）。
  - 第41回は、2年ぶりに9月に放送されるが、放送時間が21:00 - 22:54と、例年より放送時間が30分短い2時間枠（通常の『金曜ロードショー』の放送時間と同じ）で放送される。放送時間が2時間になるのは、第14回（1994年）以来27年ぶりとなる。
  - 第42回は、第28回大会以来に、放送時間が19:00 - 20:54と、例年より開始時刻が2時間前倒しされた[10]。
  - 第44回は、1986年以来7度目となる金曜日以外の放送（火曜日19:00 ‐ 22:00の3時間枠での放送[11]。従来毎週行われている「ヒューマングルメンタリー オモウマい店」、「踊る!さんま御殿!!」、「ザ！世界仰天ニュース」は休止となる。火曜日に放送されるのは1984年以来40年ぶり）[12]となり、番組初の副音声で、音声多重放送を実施、また、この回は、「超無敵クラス」をベース（スタジオと当番組のMC・レギュラー出演者が該当）にして、実施した。また、9月15日放送の「超無敵クラス」では高校生クイズの裏側を放送した。

## 出演者
先述の総合司会、ならびに参加高校生以外の出演者。

### パーソナリティ/サポーター
| 開催回 | メイン パーソナリティ                     | メイン パーソナリティ                     | メイン パーソナリティ                     | スペシャル パーソナリティー                        | メインサポーター                         | 備考 |
| ------ | ----------------------------------------- | ----------------------------------------- | ----------------------------------------- | -------------------------------------------------- | ---------------------------------------- | --- |
| 第23回 | 爆笑問題 （太田光・田中裕二）             | 爆笑問題 （太田光・田中裕二）             | 爆笑問題 （太田光・田中裕二）             | ―                                                  | ―                                        | 地区大会で高校生の味方や関門になったり、総合司会と一緒に番組を盛り上げる役割であった。 |
| 第24回 | 爆笑問題 （太田光・田中裕二）             | 爆笑問題 （太田光・田中裕二）             | 爆笑問題 （太田光・田中裕二）             | ―                                                  | ―                                        | 地区大会で高校生の味方や関門になったり、総合司会と一緒に番組を盛り上げる役割であった。 |
| 第26回 | オリエンタルラジオ （中田敦彦・藤森慎吾） | オリエンタルラジオ （中田敦彦・藤森慎吾） | オリエンタルラジオ （中田敦彦・藤森慎吾） | ―                                                  | ―                                        | 地区大会で高校生の味方や関門になったり、総合司会と一緒に番組を盛り上げる役割であった。 |
| 第27回 | オリエンタルラジオ （中田敦彦・藤森慎吾） | オリエンタルラジオ （中田敦彦・藤森慎吾） | オリエンタルラジオ （中田敦彦・藤森慎吾） | ―                                                  | ―                                        | 地区大会で高校生の味方や関門になったり、総合司会と一緒に番組を盛り上げる役割であった。 |
| 第28回 | オリエンタルラジオ （中田敦彦・藤森慎吾） | オリエンタルラジオ （中田敦彦・藤森慎吾） | オリエンタルラジオ （中田敦彦・藤森慎吾） | ―                                                  | ―                                        | 地区大会で高校生の味方や関門になったり、総合司会と一緒に番組を盛り上げる役割であった。 |
| 第29回 | 茂木健一郎                                | 菊川怜                                    | ―                                         | ―                                                  | ―                                        | 会場であるスタジオ内でのコメンテーターや決勝進出チームの紹介をしていた。 |
| 第30回 | 茂木健一郎                                | 菊川怜                                    | 宇治原史規（ロザン）                      | ―                                                  | ―                                        | 会場であるスタジオ内でのコメンテーターや決勝進出チームの紹介をしていた。 |
| 第31回 | 茂木健一郎                                | 榮倉奈々                                  | 榮倉奈々                                  | ―                                                  | ―                                        | 会場であるスタジオ内でのコメンテーターや決勝進出チームの紹介をしていた。 |
| 第32回 | 茂木健一郎                                | ―                                         | ―                                         | ―                                                  | ―                                        | 会場であるスタジオ内でのコメンテーターや決勝進出チームの紹介をしていた。 |
| 第33回 | 有吉弘行                                  | 榮倉奈々                                  | 榮倉奈々                                  | ―                                                  | ―                                        | クイズの模様をゲストと共にスタジオで視聴する、後述の「スタジオ司会」とほぼ同じ役割である。メインサポーターは地方予選のライブ出演や全国大会でのアシスタントなどを請け負う。                                    |
| 第34回 | 有吉弘行                                  | 鈴木杏樹                                  | 鈴木杏樹                                  | ―                                                  | ―                                        | クイズの模様をゲストと共にスタジオで視聴する、後述の「スタジオ司会」とほぼ同じ役割である。メインサポーターは地方予選のライブ出演や全国大会でのアシスタントなどを請け負う。                                    |
| 第35回 | 有吉弘行                                  | 山岸舞彩                                  | 山岸舞彩                                  | ―                                                  | ―                                        | クイズの模様をゲストと共にスタジオで視聴する、後述の「スタジオ司会」とほぼ同じ役割である。メインサポーターは地方予選のライブ出演や全国大会でのアシスタントなどを請け負う。                                    |
| 第36回 | DAIGO                                     | DAIGO                                     | DAIGO                                     | ―                                                  | 乃木坂46                                 | クイズの模様をゲストと共にスタジオで視聴する、後述の「スタジオ司会」とほぼ同じ役割である。メインサポーターは地方予選のライブ出演や全国大会でのアシスタントなどを請け負う。                                    |
| 第37回 | DAIGO                                     | DAIGO                                     | DAIGO                                     | ―                                                  | 乃木坂46                                 | クイズの模様をゲストと共にスタジオで視聴する、後述の「スタジオ司会」とほぼ同じ役割である。メインサポーターは地方予選のライブ出演や全国大会でのアシスタントなどを請け負う。                                    |
| 第38回 | 千鳥 （大悟・ノブ）                       | 千鳥 （大悟・ノブ）                       | 千鳥 （大悟・ノブ）                       | 千葉雄大                                           | 乃木坂46                                 | クイズの模様をゲストと共にスタジオで視聴する、後述の「スタジオ司会」とほぼ同じ役割である。メインサポーターは地方予選のライブ出演や全国大会でのアシスタントなどを請け負う。                                    |
| 第39回 | 千鳥 （大悟・ノブ）                       | 千鳥 （大悟・ノブ）                       | 千鳥 （大悟・ノブ）                       | 杉野遥亮                                           | 乃木坂46                                 | クイズの模様をゲストと共にスタジオで視聴する、後述の「スタジオ司会」とほぼ同じ役割である。メインサポーターは地方予選のライブ出演や全国大会でのアシスタントなどを請け負う。                                    |
| 第40回 | 千鳥 （大悟・ノブ）                       | 千鳥 （大悟・ノブ）                       | 千鳥 （大悟・ノブ）                       | ―                                                  | 乃木坂46                                 | クイズの模様をゲストと共にスタジオで視聴する、後述の「スタジオ司会」とほぼ同じ役割である。メインサポーターは地方予選のライブ出演や全国大会でのアシスタントなどを請け負う。                                    |
| 第41回 | かまいたち （山内健司・濱家隆一）         | かまいたち （山内健司・濱家隆一）         | かまいたち （山内健司・濱家隆一）         | 伊沢拓司                                           | 日向坂46                                 | 上述の役割に加えて、伊沢がCEOを務めるQuizKnockが一部問題で作成・監修に参加し、同社所属のメンバー数名がゲスト出演した。                                                                                        |
| 第42回 | オードリー （若林正恭・春日俊彰）         | オードリー （若林正恭・春日俊彰）         | オードリー （若林正恭・春日俊彰）         | QuizKnock                                          | ―                                        | |
| 第43回 | 木村昴                                    | 木村昴                                    | 木村昴                                    | QuizKnock                                          | ―                                        | |
| 第44回 | かまいたち （山内健司・濱家隆一）         | 指原莉乃                                  | SixTONES                                  |                                                    | 超無敵クラスに出演するインフルエンサー達 | ｢超無敵クラス｣メンバーは、各ブロック代表校の壮行会レポーターや全国大会のスタジオ見届け人・各ラウンド会場のアシスタントなどを請け負う。 またSixTONESメンバーも各ラウンドで見届け人・サポーター業務を請け負う。 |
| 第45回 | SixTONES                                  | SixTONES                                  | SixTONES                                  | チョコレートプラネット(長田庄平・松尾駿)、佐藤栞里 |                                          | |

### その他の出演者・進行役など
| 地区大会の代理司会の一覧（第1回 - 第25回） |                  |                                               |                                                                  |
| 総合司会が日程の都合などで地区大会などの収録に参加できない場合、他のアナウンサーや地元局のアナウンサーなどが代理で司会を務める。以下、放送局表記のないアナウンサーは日本テレビ。なお下記以外に、第18回・第19回・第20回の地区大会（関東、沖縄以外）では、2回戦の司会を地元局のアナウンサーが担当したほか、第34回の関東大会では決勝の司会を桝太一、藤田大介、新人アナウンサー4人で分担した。 \| 開催回 \| 担当大会 \| 司会 \| 備考 \| \| ------ \| ---------------- \| --------------------------------------------- \| ---------------------------------------------------------------- \| \| 第1回 \| 近畿大会 \| 羽川英樹（読売テレビ） \| 近畿大会レポーター（第2回・第4回 - 第8回）も担当 \| \| 第2回 \| 北海道大会 \| 和久井薫（札幌テレビ） \| \| \| 第2回 \| 中部大会 \| 伊藤ひでじ \| タレント。単行本では中京テレビアナウンサーと誤って紹介されている \| \| 第2回 \| 四国・岡山大会 \| 山崎達也（西日本放送） \| \| \| 第2回 \| 中国大会 \| 脇田義信（広島テレビ） \| 事前番組レポーター（第7回）、中国大会レポーター（第8回）も担当 \| \| 第3回 \| 北海道大会 \| 和久井薫（札幌テレビ） \| \| \| 第3回 \| 中部大会 \| 伊藤ひでじ \| \| \| 第3回 \| 近畿大会 \| 羽川英樹（読売テレビ） \| \| \| 第3回 \| 四国・岡山大会 \| 山崎達也（西日本放送） \| \| \| 第3回 \| 中国大会 \| 脇田義信（広島テレビ） \| \| \| 第17回 \| 中部大会 \| 板谷学（中京テレビ） \| 決勝戦を除く。 \| \| 第17回 \| 近畿大会 \| 三浦隆志（読売テレビ） 脇浜紀子（読売テレビ） \| YES-NOクイズ第1問、決勝戦を除く。 \| \| 第18回 \| 東北大会 \| 吾妻秀謙（ミヤギテレビ） \| 2回戦のみ。 \| \| 第22回 \| アメリカ特別大会 \| 小野寺麻衣 \| \| |                  |                                               |                                                                  |
| 開催回 | 担当大会         | 司会                                          | 備考                                                             |
| 第1回 | 近畿大会         | 羽川英樹（読売テレビ）                        | 近畿大会レポーター（第2回・第4回 - 第8回）も担当                 |
| 第2回 | 北海道大会       | 和久井薫（札幌テレビ）                        |                                                                  |
| 第2回 | 中部大会         | 伊藤ひでじ                                    | タレント。単行本では中京テレビアナウンサーと誤って紹介されている |
| 第2回 | 四国・岡山大会   | 山崎達也（西日本放送）                        |                                                                  |
| 第2回 | 中国大会         | 脇田義信（広島テレビ）                        | 事前番組レポーター（第7回）、中国大会レポーター（第8回）も担当   |
| 第3回 | 北海道大会       | 和久井薫（札幌テレビ）                        |                                                                  |
| 第3回 | 中部大会         | 伊藤ひでじ                                    |                                                                  |
| 第3回 | 近畿大会         | 羽川英樹（読売テレビ）                        |                                                                  |
| 第3回 | 四国・岡山大会   | 山崎達也（西日本放送）                        |                                                                  |
| 第3回 | 中国大会         | 脇田義信（広島テレビ）                        |                                                                  |
| 第17回 | 中部大会         | 板谷学（中京テレビ）                          | 決勝戦を除く。                                                   |
| 第17回 | 近畿大会         | 三浦隆志（読売テレビ） 脇浜紀子（読売テレビ） | YES-NOクイズ第1問、決勝戦を除く。                                |
| 第18回 | 東北大会         | 吾妻秀謙（ミヤギテレビ）                      | 2回戦のみ。                                                      |
| 第22回 | アメリカ特別大会 | 小野寺麻衣                                    |                                                                  |

| 地区大会の代理司会の一覧（第26回 - ） |                        |              |                                                              |
| \| 開催回 \| 司会 \| かけ声 \| 担当大会 \| \| ------ \| ---------------------- \| ------------ \| ------------------------------------------------------------ \| \| 第26回 \| 菅谷大介 \| 「根性!」 \| 沖縄 \| \| 第27回 \| 上重聡 \| 「VICTORY!」 \| 中国、南東北 \| \| 第28回 \| 右松健太 \| 「ANSWER!」 \| 中国、北海道 \| \| 第30回 \| 桝太一 \| 「BOMBER!」 \| 南九州、中国 \| \| 第30回 \| 藤田大介 \| 「FEVER!」 \| 四国・岡山、静岡、北海道 \| \| 第30回 \| 辻岡義堂 \| 「ギドー!」 \| 新潟 \| \| 第31回 \| 上重聡 \| \| 北海道、北九州 \| \| 第31回 \| 藤田大介 \| \| 秋田、山形、近畿、香川、愛媛、徳島、高知 \| \| 第31回 \| 辻岡義堂 \| \| 山梨、長野、静岡、広島・山口 \| \| 第31回 \| 青木源太 \| \| 新潟、富山、石川、福井 \| \| 第31回 \| 中野謙吾 \| \| 青森、鳥取、島根、岡山 \| \| 第32回 \| 上重聡 \| \| 中部、広島 \| \| 第32回 \| 右松健太 \| \| 鳥取・島根、岡山、香川、徳島 \| \| 第32回 \| 藤田大介 \| \| 青森、岩手、秋田、山形、福島、山口、長崎、大分、宮崎、鹿児島 \| \| 第32回 \| 辻岡義堂 \| \| 近畿、愛媛、高知 \| \| 第32回 \| 青木源太 \| \| 新潟、石川 \| \| 第32回 \| 中野謙吾 \| \| 富山、福井 \| \| 第32回 \| 山本紘之 \| \| 山梨、静岡 \| \| 第32回 \| 横田光幸（テレビ信州） \| \| 長野 \| \| 第33回 \| 藤田大介 \| \| 福島、静岡・山梨、鳥取・島根、広島・山口、長崎、南九州 \| \| 第33回 \| 辻岡義堂 \| \| 北海道、北東北 \| \| 第33回 \| 青木源太 \| \| 宮城・山形、岡山・香川 \| \| 第33回 \| 佐藤義朗 \| \| 石川・福井、富山 \| \| 第33回 \| 安藤翔 \| \| 新潟 \| \| 第33回 \| 安村直樹 \| \| 徳島、愛媛、高知 \| \| 第33回 \| 横田光幸（テレビ信州） \| \| 長野 \| \| 第34回 \| 上重聡 \| \| 近畿 \| \| 第34回 \| 藤田大介 \| \| 北海道、新潟、北陸、北九州、長崎、南九州、関東（一部） \| \| 第34回 \| 辻岡義堂 \| \| 北東北、南東北、静岡、中部 \| \| 第34回 \| 安藤翔 \| \| 広島・山口、岡山・四国 \| \| 第34回 \| 川畑一志 \| \| 鳥取・島根 \| \| 第34回 \| 横田光幸（テレビ信州） \| \| 長野 \| \| 第35回 \| 安藤翔 \| \| 東北 \| \| 第35回 \| 安村直樹 \| \| 四国・岡山 \| \| 第35回 \| 川畑一志 \| \| 北海道 \| \| 第35回 \| 山本健太 \| \| 北陸・新潟 \| \| 第35回 \| 山本紘之 \| \| 中国 \| \| 第35回 \| 山崎誠 \| \| 北九州・沖縄、南九州 \| \| 第35回 \| 平松修造 \| \| 関東（一部） \| |                        |              |                                                              |
| 開催回 | 司会                   | かけ声       | 担当大会                                                     |
| 第26回 | 菅谷大介               | 「根性!」    | 沖縄                                                         |
| 第27回 | 上重聡                 | 「VICTORY!」 | 中国、南東北                                                 |
| 第28回 | 右松健太               | 「ANSWER!」  | 中国、北海道                                                 |
| 第30回 | 桝太一                 | 「BOMBER!」  | 南九州、中国                                                 |
| 第30回 | 藤田大介               | 「FEVER!」   | 四国・岡山、静岡、北海道                                     |
| 第30回 | 辻岡義堂               | 「ギドー!」  | 新潟                                                         |
| 第31回 | 上重聡                 |              | 北海道、北九州                                               |
| 第31回 | 藤田大介               |              | 秋田、山形、近畿、香川、愛媛、徳島、高知                     |
| 第31回 | 辻岡義堂               |              | 山梨、長野、静岡、広島・山口                                 |
| 第31回 | 青木源太               |              | 新潟、富山、石川、福井                                       |
| 第31回 | 中野謙吾               |              | 青森、鳥取、島根、岡山                                       |
| 第32回 | 上重聡                 |              | 中部、広島                                                   |
| 第32回 | 右松健太               |              | 鳥取・島根、岡山、香川、徳島                                 |
| 第32回 | 藤田大介               |              | 青森、岩手、秋田、山形、福島、山口、長崎、大分、宮崎、鹿児島 |
| 第32回 | 辻岡義堂               |              | 近畿、愛媛、高知                                             |
| 第32回 | 青木源太               |              | 新潟、石川                                                   |
| 第32回 | 中野謙吾               |              | 富山、福井                                                   |
| 第32回 | 山本紘之               |              | 山梨、静岡                                                   |
| 第32回 | 横田光幸（テレビ信州） |              | 長野                                                         |
| 第33回 | 藤田大介               |              | 福島、静岡・山梨、鳥取・島根、広島・山口、長崎、南九州       |
| 第33回 | 辻岡義堂               |              | 北海道、北東北                                               |
| 第33回 | 青木源太               |              | 宮城・山形、岡山・香川                                       |
| 第33回 | 佐藤義朗               |              | 石川・福井、富山                                             |
| 第33回 | 安藤翔                 |              | 新潟                                                         |
| 第33回 | 安村直樹               |              | 徳島、愛媛、高知                                             |
| 第33回 | 横田光幸（テレビ信州） |              | 長野                                                         |
| 第34回 | 上重聡                 |              | 近畿                                                         |
| 第34回 | 藤田大介               |              | 北海道、新潟、北陸、北九州、長崎、南九州、関東（一部）       |
| 第34回 | 辻岡義堂               |              | 北東北、南東北、静岡、中部                                   |
| 第34回 | 安藤翔                 |              | 広島・山口、岡山・四国                                       |
| 第34回 | 川畑一志               |              | 鳥取・島根                                                   |
| 第34回 | 横田光幸（テレビ信州） |              | 長野                                                         |
| 第35回 | 安藤翔                 |              | 東北                                                         |
| 第35回 | 安村直樹               |              | 四国・岡山                                                   |
| 第35回 | 川畑一志               |              | 北海道                                                       |
| 第35回 | 山本健太               |              | 北陸・新潟                                                   |
| 第35回 | 山本紘之               |              | 中国                                                         |
| 第35回 | 山崎誠                 |              | 北九州・沖縄、南九州                                         |
| 第35回 | 平松修造               |              | 関東（一部）                                                 |

| 地区大会サポーター・応援パーソナリティ一覧 | |                                    |
| - 第24・25回は「地区大会サポーター」、第36回は「番組サポーター」、それ以外は「地区大会応援パーソナリティ」。 \| 開催回 \| 出演者 \| 大会名 \| \| ------ \| ------------------------------------------------------------------------------------------------------------ \| ---------------------------------- \| \| 第24回 \| 長井秀和 \| 札幌 \| \| 第24回 \| マギー審司 \| 仙台 \| \| 第24回 \| 青木さやか \| 名古屋 \| \| 第24回 \| キングコング \| 大阪 \| \| 第24回 \| はなわ \| 福岡 \| \| 第25回 \| 長澤まさみ・斉藤祥太・斉藤慶太[注 25] \| 関東 \| \| 第29回 \| 上杉周大 \| 北海道 \| \| 第29回 \| 鳥居みゆき \| 北東北 \| \| 第29回 \| サンドウィッチマン \| 南東北 \| \| 第29回 \| チーモンチョーチュウ・ものいい・犬の心・オコチャ \| 北陸 \| \| 第29回 \| 茂木健一郎・菊川怜・オードリー \| 関東 \| \| 第29回 \| ハマカーン・アントキの猪木 \| 富士山 \| \| 第29回 \| アンジャッシュ・北陽 \| 中部 \| \| 第29回 \| 中山功太・野性爆弾・ジャンクション・天津 木村 \| 近畿 \| \| 第29回 \| 有吉弘行 \| 中国 \| \| 第29回 \| デンジャラス・みかん \| 四国岡山 \| \| 第29回 \| 山本高広・山本華世 \| 北九州 \| \| 第29回 \| コンバット満・英太郎 \| 南九州 \| \| 第29回 \| しゃもじ \| 沖縄 \| \| 第30回 \| 上杉周大 \| 北海道 \| \| 第30回 \| いとうあさこ \| 北東北 \| \| 第30回 \| 狩野英孝 \| 南東北 \| \| 第30回 \| パンクブーブー・COWCOW \| 新潟 \| \| 第30回 \| ハライチ \| 富山 \| \| 第30回 \| ジョイマン \| 山梨・長野・石川 \| \| 第30回 \| 響 \| 福井 \| \| 第30回 \| オードリー・しずる・宮崎美穂・宮澤佐江 \| 関東 \| \| 第30回 \| 小島よしお・モンスターエンジン \| 静岡 \| \| 第30回 \| アンジャッシュ・オアシズ \| 中部 \| \| 第30回 \| ジャルジャル・ダイアン \| 近畿 \| \| 第30回 \| 松村邦洋 \| 中国 \| \| 第30回 \| 浅越ゴエ・シャカ \| 四国岡山 \| \| 第30回 \| 麒麟 \| 北九州 \| \| 第30回 \| フォーリンラブ \| 南九州 \| \| 第30回 \| すぱるたいんづ \| 沖縄 \| \| 第31回 \| ダイノジ \| 北海道 \| \| 第31回 \| あべこうじ・佐久間一行 \| 青森・岩手 \| \| 第31回 \| エハラマサヒロ \| 秋田・山形・福島・新潟 \| \| 第31回 \| サンドウィッチマン \| 宮城 \| \| 第31回 \| ムーディ勝山・永井佑一郎 \| 富山・石川・福井・長野・山梨 \| \| 第31回 \| 楽しんご・ハイキングウォーキング・島田晴香・山内鈴蘭・島崎遥香 \| 関東 \| \| 第31回 \| 舟山久美子 \| 関東・近畿 \| \| 第31回 \| はんにゃ \| 中部 \| \| 第31回 \| 野性爆弾・高野祐衣・谷川愛梨・村上文香・GAG少年楽団 \| 近畿 \| \| 第31回 \| レギュラー \| 鳥取・島根・岡山・香川・徳島・高知 \| \| 第31回 \| アンガールズ \| 広島山口 \| \| 第31回 \| レイザーラモン \| 香川 \| \| 第31回 \| バッドボーイズ \| 愛媛 \| \| 第31回 \| NON STYLE \| 北九州 \| \| 第31回 \| 髭男爵 \| 南九州 \| \| 第31回 \| スリムクラブ \| 沖縄 \| \| 第32回 \| 仲川遥香・小森美果・2700 \| 北海道 \| \| 第32回 \| ジャングルポケット \| 青森 \| \| 第32回 \| ロシアンモンキー \| 岩手 \| \| 第32回 \| とろサーモン \| 秋田 \| \| 第32回 \| 多田愛佳・岩佐美咲・しずる \| 宮城 \| \| 第32回 \| エド・はるみ \| 山形 \| \| 第32回 \| 囲碁将棋 \| 福島 \| \| 第32回 \| あべこうじ・佐久間一行 \| 新潟 \| \| 第32回 \| もう中学生 \| 富山・長野 \| \| 第32回 \| エハラマサヒロ \| 石川 \| \| 第32回 \| マキシマムパーパーサム \| 福井 \| \| 第32回 \| 渡辺麻友・浦野一美・菊地あやか・小森美果・山本美月・大後寿々花・橋本愛・平成ノブシコブシ・渡辺直美・鈴木奈々 \| 関東 \| \| 第32回 \| カナリア \| 山梨 \| \| 第32回 \| ジョイマン \| 静岡 \| \| 第32回 \| 菊地あやか・小森美果・大矢真那、木下有希子、須田亜香里・はんにゃ \| 中部 \| \| 第32回 \| 菊地あやか・小森美果・赤澤萌乃・加藤夕夏・室加奈子・銀シャリ・天竺鼠 \| 近畿 \| \| 第32回 \| 東京ダイナマイト \| 岡山 \| \| 第32回 \| COWCOW \| 広島 \| \| 第32回 \| ネゴシックス \| 鳥取島根 \| \| 第32回 \| ダイノジ \| 山口 \| \| 第32回 \| こりゃめでてーな \| 香川・徳島 \| \| 第32回 \| アームストロング \| 愛媛 \| \| 第32回 \| バッドボーイズ \| 高知 \| \| 第32回 \| 小森美果・浦野一美・菅本裕子・仲西彩佳・我が家 \| 福岡佐賀 \| \| 第32回 \| ものいい \| 長崎 \| \| 第32回 \| ガリットチュウ \| 大分・宮崎 \| \| 第32回 \| なだぎ武 \| 熊本 \| \| 第32回 \| トレンディエンジェル \| 鹿児島 \| \| 第32回 \| 菊地あやか、浦野一美・スリムクラブ・2700 \| 沖縄 \| \| 第33回 \| 我が家 \| 北海道 \| \| 第33回 \| ニッチェ \| 北東北 \| \| 第33回 \| どぶろっく \| 宮城・山形 \| \| 第33回 \| 2700・ロッチ \| 関東 \| \| 第33回 \| SUPER☆GiRLS \| 関東・中部・近畿 \| \| 第33回 \| ハライチ \| 静岡山梨 \| \| 第33回 \| スギちゃん \| 中部 \| \| 第33回 \| 藤崎マーケット \| 近畿 \| \| 第33回 \| フルーツポンチ \| 岡山・香川 \| \| 第33回 \| バイきんぐ \| 広島・山口 \| \| 第33回 \| U字工事 \| 北九州 \| \| 第33回 \| スリムクラブ \| 長崎 \| \| 第33回 \| キンタロー。 \| 南九州 \| \| 第33回 \| COWCOW \| 沖縄 \| \| 第34回 \| 狩野英孝 \| 北海道・広島山口 \| \| 第34回 \| あべこうじ \| 北東北 \| \| 第34回 \| バイきんぐ \| 南東北 \| \| 第34回 \| ももいろクローバーZ、スギちゃん、どぶろっく \| 関東 \| \| 第34回 \| Wエンジン \| 新潟・北陸 \| \| 第34回 \| ライセンス \| 長野 \| \| 第34回 \| やしろ優 \| 静岡 \| \| 第34回 \| 流れ星 \| 中部 \| \| 第34回 \| 藤崎マーケット \| 近畿 \| \| 第34回 \| ジャングルポケット \| 鳥取島根 \| \| 第34回 \| COWCOW \| 岡山四国 \| \| 第34回 \| スギちゃん \| 北九州 \| \| 第34回 \| あばれる君 \| 長崎 \| \| 第34回 \| キンタロー。 \| 南九州 \| \| 第34回 \| ハマカーン、ニッチェ \| 沖縄 \| \| 第35回 \| フルーツポンチ \| 北海道 \| \| 第35回 \| ザブングル \| 東北・北陸新潟 \| \| 第35回 \| どぶろっく、ピスタチオ、ゴールデンボンバー \| 関東 \| \| 第35回 \| 田村侑久・本田剛文・吉原雅斗・トータルテンボス \| 中部 \| \| 第35回 \| バンビーノ、クマムシ \| 近畿 \| \| 第35回 \| Wエンジン \| 中国 \| \| 第35回 \| 厚切りジェイソン \| 四国岡山 \| \| 第35回 \| 流れ星 \| 北九州沖縄 \| \| 第35回 \| フォーリンラブ \| 南九州 \| \| 第36回 \| どぶろっく \| 北海道 \| \| 第36回 \| 藤田ニコル \| 東北 \| \| 第36回 \| やしろ優 \| 北陸新潟 \| \| 第36回 \| 乃木坂46[14]、超特急[15]、永野 \| 関東 \| \| 第36回 \| 原駅ステージA \| 中部 \| \| 第36回 \| ぺこ&りゅうちぇる \| 近畿 \| \| 第36回 \| ハマカーン \| 中国 \| \| 第36回 \| 流れ星 \| 四国岡山 \| \| 第36回 \| 我が家 \| 北九州 \| \| 第36回 \| 原口あきまさ \| 南九州 \| \| 第36回 \| 小島よしお \| 沖縄 \| | |                                    |
| 開催回 | 出演者 | 大会名                             |
| 第24回 | 長井秀和 | 札幌                               |
| 第24回 | マギー審司                                                                                                   | 仙台                               |
| 第24回 | 青木さやか                                                                                                   | 名古屋                             |
| 第24回 | キングコング                                                                                                 | 大阪                               |
| 第24回 | はなわ | 福岡                               |
| 第25回 | 長澤まさみ・斉藤祥太・斉藤慶太                                                                               | 関東                               |
| 第29回 | 上杉周大 | 北海道                             |
| 第29回 | 鳥居みゆき                                                                                                   | 北東北                             |
| 第29回 | サンドウィッチマン                                                                                           | 南東北                             |
| 第29回 | チーモンチョーチュウ・ものいい・犬の心・オコチャ                                                             | 北陸                               |
| 第29回 | 茂木健一郎・菊川怜・オードリー                                                                               | 関東                               |
| 第29回 | ハマカーン・アントキの猪木                                                                                   | 富士山                             |
| 第29回 | アンジャッシュ・北陽                                                                                         | 中部                               |
| 第29回 | 中山功太・野性爆弾・ジャンクション・天津 木村                                                                | 近畿                               |
| 第29回 | 有吉弘行 | 中国                               |
| 第29回 | デンジャラス・みかん                                                                                         | 四国岡山                           |
| 第29回 | 山本高広・山本華世                                                                                           | 北九州                             |
| 第29回 | コンバット満・英太郎                                                                                         | 南九州                             |
| 第29回 | しゃもじ | 沖縄                               |
| 第30回 | 上杉周大 | 北海道                             |
| 第30回 | いとうあさこ                                                                                                 | 北東北                             |
| 第30回 | 狩野英孝 | 南東北                             |
| 第30回 | パンクブーブー・COWCOW                                                                                       | 新潟                               |
| 第30回 | ハライチ | 富山                               |
| 第30回 | ジョイマン                                                                                                   | 山梨・長野・石川                   |
| 第30回 | 響 | 福井                               |
| 第30回 | オードリー・しずる・宮崎美穂・宮澤佐江                                                                       | 関東                               |
| 第30回 | 小島よしお・モンスターエンジン                                                                               | 静岡                               |
| 第30回 | アンジャッシュ・オアシズ                                                                                     | 中部                               |
| 第30回 | ジャルジャル・ダイアン                                                                                       | 近畿                               |
| 第30回 | 松村邦洋 | 中国                               |
| 第30回 | 浅越ゴエ・シャカ                                                                                             | 四国岡山                           |
| 第30回 | 麒麟 | 北九州                             |
| 第30回 | フォーリンラブ                                                                                               | 南九州                             |
| 第30回 | すぱるたいんづ                                                                                               | 沖縄                               |
| 第31回 | ダイノジ | 北海道                             |
| 第31回 | あべこうじ・佐久間一行                                                                                       | 青森・岩手                         |
| 第31回 | エハラマサヒロ                                                                                               | 秋田・山形・福島・新潟             |
| 第31回 | サンドウィッチマン                                                                                           | 宮城                               |
| 第31回 | ムーディ勝山・永井佑一郎                                                                                     | 富山・石川・福井・長野・山梨       |
| 第31回 | 楽しんご・ハイキングウォーキング・島田晴香・山内鈴蘭・島崎遥香                                               | 関東                               |
| 第31回 | 舟山久美子                                                                                                   | 関東・近畿                         |
| 第31回 | はんにゃ | 中部                               |
| 第31回 | 野性爆弾・高野祐衣・谷川愛梨・村上文香・GAG少年楽団                                                          | 近畿                               |
| 第31回 | レギュラー                                                                                                   | 鳥取・島根・岡山・香川・徳島・高知 |
| 第31回 | アンガールズ                                                                                                 | 広島山口                           |
| 第31回 | レイザーラモン                                                                                               | 香川                               |
| 第31回 | バッドボーイズ                                                                                               | 愛媛                               |
| 第31回 | NON STYLE | 北九州                             |
| 第31回 | 髭男爵 | 南九州                             |
| 第31回 | スリムクラブ                                                                                                 | 沖縄                               |
| 第32回 | 仲川遥香・小森美果・2700                                                                                     | 北海道                             |
| 第32回 | ジャングルポケット                                                                                           | 青森                               |
| 第32回 | ロシアンモンキー                                                                                             | 岩手                               |
| 第32回 | とろサーモン                                                                                                 | 秋田                               |
| 第32回 | 多田愛佳・岩佐美咲・しずる                                                                                   | 宮城                               |
| 第32回 | エド・はるみ                                                                                                 | 山形                               |
| 第32回 | 囲碁将棋 | 福島                               |
| 第32回 | あべこうじ・佐久間一行                                                                                       | 新潟                               |
| 第32回 | もう中学生                                                                                                   | 富山・長野                         |
| 第32回 | エハラマサヒロ                                                                                               | 石川                               |
| 第32回 | マキシマムパーパーサム                                                                                       | 福井                               |
| 第32回 | 渡辺麻友・浦野一美・菊地あやか・小森美果・山本美月・大後寿々花・橋本愛・平成ノブシコブシ・渡辺直美・鈴木奈々 | 関東                               |
| 第32回 | カナリア | 山梨                               |
| 第32回 | ジョイマン                                                                                                   | 静岡                               |
| 第32回 | 菊地あやか・小森美果・大矢真那、木下有希子、須田亜香里・はんにゃ                                             | 中部                               |
| 第32回 | 菊地あやか・小森美果・赤澤萌乃・加藤夕夏・室加奈子・銀シャリ・天竺鼠                                         | 近畿                               |
| 第32回 | 東京ダイナマイト                                                                                             | 岡山                               |
| 第32回 | COWCOW | 広島                               |
| 第32回 | ネゴシックス                                                                                                 | 鳥取島根                           |
| 第32回 | ダイノジ | 山口                               |
| 第32回 | こりゃめでてーな                                                                                             | 香川・徳島                         |
| 第32回 | アームストロング                                                                                             | 愛媛                               |
| 第32回 | バッドボーイズ                                                                                               | 高知                               |
| 第32回 | 小森美果・浦野一美・菅本裕子・仲西彩佳・我が家                                                               | 福岡佐賀                           |
| 第32回 | ものいい | 長崎                               |
| 第32回 | ガリットチュウ                                                                                               | 大分・宮崎                         |
| 第32回 | なだぎ武 | 熊本                               |
| 第32回 | トレンディエンジェル                                                                                         | 鹿児島                             |
| 第32回 | 菊地あやか、浦野一美・スリムクラブ・2700                                                                     | 沖縄                               |
| 第33回 | 我が家 | 北海道                             |
| 第33回 | ニッチェ | 北東北                             |
| 第33回 | どぶろっく                                                                                                   | 宮城・山形                         |
| 第33回 | 2700・ロッチ                                                                                                 | 関東                               |
| 第33回 | SUPER☆GiRLS                                                                                                  | 関東・中部・近畿                   |
| 第33回 | ハライチ | 静岡山梨                           |
| 第33回 | スギちゃん                                                                                                   | 中部                               |
| 第33回 | 藤崎マーケット                                                                                               | 近畿                               |
| 第33回 | フルーツポンチ                                                                                               | 岡山・香川                         |
| 第33回 | バイきんぐ                                                                                                   | 広島・山口                         |
| 第33回 | U字工事 | 北九州                             |
| 第33回 | スリムクラブ                                                                                                 | 長崎                               |
| 第33回 | キンタロー。                                                                                                 | 南九州                             |
| 第33回 | COWCOW | 沖縄                               |
| 第34回 | 狩野英孝 | 北海道・広島山口                   |
| 第34回 | あべこうじ                                                                                                   | 北東北                             |
| 第34回 | バイきんぐ                                                                                                   | 南東北                             |
| 第34回 | ももいろクローバーZ、スギちゃん、どぶろっく                                                                  | 関東                               |
| 第34回 | Wエンジン | 新潟・北陸                         |
| 第34回 | ライセンス                                                                                                   | 長野                               |
| 第34回 | やしろ優 | 静岡                               |
| 第34回 | 流れ星 | 中部                               |
| 第34回 | 藤崎マーケット                                                                                               | 近畿                               |
| 第34回 | ジャングルポケット                                                                                           | 鳥取島根                           |
| 第34回 | COWCOW | 岡山四国                           |
| 第34回 | スギちゃん                                                                                                   | 北九州                             |
| 第34回 | あばれる君                                                                                                   | 長崎                               |
| 第34回 | キンタロー。                                                                                                 | 南九州                             |
| 第34回 | ハマカーン、ニッチェ                                                                                         | 沖縄                               |
| 第35回 | フルーツポンチ                                                                                               | 北海道                             |
| 第35回 | ザブングル                                                                                                   | 東北・北陸新潟                     |
| 第35回 | どぶろっく、ピスタチオ、ゴールデンボンバー                                                                   | 関東                               |
| 第35回 | 田村侑久・本田剛文・吉原雅斗・トータルテンボス                                                               | 中部                               |
| 第35回 | バンビーノ、クマムシ                                                                                         | 近畿                               |
| 第35回 | Wエンジン | 中国                               |
| 第35回 | 厚切りジェイソン                                                                                             | 四国岡山                           |
| 第35回 | 流れ星 | 北九州沖縄                         |
| 第35回 | フォーリンラブ                                                                                               | 南九州                             |
| 第36回 | どぶろっく                                                                                                   | 北海道                             |
| 第36回 | 藤田ニコル                                                                                                   | 東北                               |
| 第36回 | やしろ優 | 北陸新潟                           |
| 第36回 | 乃木坂46、超特急、永野                                                                                       | 関東                               |
| 第36回 | 原駅ステージA                                                                                                | 中部                               |
| 第36回 | ぺこ&りゅうちぇる                                                                                            | 近畿                               |
| 第36回 | ハマカーン                                                                                                   | 中国                               |
| 第36回 | 流れ星 | 四国岡山                           |
| 第36回 | 我が家 | 北九州                             |
| 第36回 | 原口あきまさ                                                                                                 | 南九州                             |
| 第36回 | 小島よしお                                                                                                   | 沖縄                               |

| その他の進行役・ゲストなどの一覧 |
| 全国大会問題出題 |
| 問題読み上げのみを行ったアナウンサー。当該回において総合司会が進行のみを行っていた場合のみ。 - 山本舞衣子（日本テレビ / 第28回 - 第30回） - 延友陽子（日本テレビ / 第31回・第32回） - 佐藤良子（日本テレビ / 第33回） - 山下美穂子（日本テレビ / 第34回、1回戦のみ） - 上田まりえ（日本テレビ / 第35回、1回戦のみ） - 中島芽生（日本テレビ / 第37回、1回戦のみ） |
| スタジオ司会・事前番組司会・レポーター |
| - 徳光和夫（日本テレビ / スタジオ司会=第1回・第3回 / レポーター（敗者の味方）=第1回・第2回・第6回・第7回 / 事前番組司会=第7回 / 全国大会準決勝ゲスト=第31回） - 小林完吾（日本テレビ / スタジオ司会=第1回 / 事前番組司会=第6回） - 深堀恵美子（日本テレビ / スタジオ司会=第1回） - 加藤明美（日本テレビ / 前夜祭司会=第2回） - アグネス・チャン（スタジオ司会=第3回） - いかりや長介（スタジオ司会=第5回） - 三田寛子（同上） - 梶原茂（文化放送 / スタジオ司会=第5回 / ヘリコプター実況=第7回 - 第10回） - 所ジョージ（事前番組司会=第6回） - 高見知佳（同上） - 島田紳助（事前番組司会=第7回 - 第16回） - 向井亜紀（事前番組司会・レポーター=第7回） - 井口成人（事前番組レポーター=第7回） - 森中慎也（札幌テレビ / 事前番組レポーター=第7回 / 全国大会東軍レポーター=第8回 / 北海道大会レポーター=第12回 / 全国大会知床コース進行=第25回） - 木村優子（日本テレビ / 全国大会さよならパーティー司会=第7回 / 事前番組司会・レポーター=第9回） - 小倉淳（日本テレビ / 中国大会敗者専用早押しクイズ司会・出題=第8回 / 事前番組司会・レポーター=第9回） - 古賀ゆきひと（福岡放送 / 全国大会西軍レポーター=第8回） - 熊谷真実（事前番組司会=第9回 / 事前番組ゲスト=第21回） - 永井美奈子（日本テレビ / 事前番組レポーター=第9回 / 事前番組司会=第13回） - 笑福亭笑瓶・ポップコーン（事前番組レポーター=第9回） - 吉村明宏（全国大会敗者復活戦進行=第9回 / 全国大会運コース・運のDJ=第10回） - 鈴木君枝（日本テレビ / 事前番組司会・全国大会「知力の宿」進行=第10回） - 松澤一之（事前番組レポーター=第10回） - 越前屋俵太・島崎俊郎（事前番組レポーター=第11回） - 豊田順子（日本テレビ / 事前番組レポーター=第11回 / 全国大会準決勝面接官=第23回） - 久本雅美（事前番組司会・レポーター=第12回・第13回） - 松本志のぶ（日本テレビ / 全国大会決勝戦応援リポーター（千葉高校）=第13回） - 寺尾英子（南海放送 / 全国大会決勝戦応援リポーター（松山南高校）=第13回 / 全国大会決勝戦応援リポーター（西条高校）=第16回） - 羽鳥慎一（日本テレビ / 全国大会決勝戦応援リポーター（石橋高校）=第14回 / 全国大会クイズ結婚式司会=第18回 / 全国大会2回戦レポーター=第19回 / 関東・全国大会司会代行（準決勝他）=第20回） - 笛吹雅子（日本テレビ / 全国大会決勝戦応援リポーター（大磯高校）=第14回） - 松本俊（日本海テレビ / 全国大会決勝戦応援リポーター（米子東高校）=第14回） - 栗原晨（静岡第一テレビ / 全国大会決勝戦応援リポーター（静岡東高校）=第15回） - 福浜隆宏（日本海テレビ / 全国大会決勝戦応援リポーター（米子東高校）=第15回） - 清水圭（事前番組レポーター・九州大会アシスタント=第15回 / 事前番組ゲスト=第21回） - 大神いずみ（日本テレビ / 全国大会映像4択クイズ出題=第15回 / 事前番組司会=第17回） - 藤井恒久（日本テレビ / 全国大会決勝戦応援リポーター（法政大学第一高校）=第15回 / 運大王進行役=第17回） - 中元綾子（読売テレビ / 全国大会決勝戦応援リポーター（石山高校）=第16回 / 近畿大会リポーター=第17回） - 長島崇彦（鹿児島読売テレビ / 全国大会決勝戦応援リポーター（ラ・サール高校）=第16回） - 勝俣州和（事前番組司会=第17回） - 神田うの（事前番組司会 / 全国大会サスペンスクイズ刑事役=第17回） - 矢島学（日本テレビ / 全国大会クイズお葬式進行役=第18回） - 鈴木えーもん（テレビ新潟 / 東北大会・全国大会敗者復活戦MC=第20回 / 東北大会敗者の味方=第21回 - 第22回） - 小倉久寛（事前番組レポーター=第21回） - 河村亮（日本テレビ / 全国大会準決勝面接官=第23回 / 全国大会スタジオ実況=第29回 - 第32回） - 蛯原哲（日本テレビ / 全国大会2回戦京都コース進行=第25回） - 炭谷宗佑（日本テレビ / 全国大会2回戦東京コース進行=第25回） - 上重聡（日本テレビ / 全国大会決勝戦応援リポーター（浦和高校）=第27回） - 内田直之（鹿児島読売テレビ / 全国大会決勝戦応援リポーター（ラ・サール高校）=第27回） - 小川香織（山形放送 / 全国大会決勝戦応援リポーター（山形東高校）=第27回） - 辻よしなり（全国大会準々決勝レポーター・敗者復活戦出題=第33回） - 葉山エレーヌ（日本テレビ / 出張大会司会=第35回） - 後藤晴菜（日本テレビ / 出張大会司会=第35回） - あばれる君（全国大会2回戦レポーター=第35回） - トレンディエンジェル（全国大会2回戦レポーター=第36回 / 全国大会準決勝レポーター=第37回） - ユージ（全国大会準々決勝レポーター=第37回） - 北脇太基（日本テレビ / 高校生実況=第44回） |
| 地区大会司会・レポーター |
| - 工藤準基（札幌テレビ / 北海道大会レポーター=第1回） - きくち教児（中部大会レポーター=第2回 - 第7回 / 事前番組レポーター=第7回） - 山崎達也（西日本放送 / 四国・岡山大会司会=第2回・第3回） - 日高充（ミヤギテレビ / 東北大会レポーター=第3回・第5回 / 事前番組レポーター=第7回） - 辛坊治郎、森たけし（読売テレビ / 近畿大会レポーター=第9回） - 森きく子（静岡第一テレビ / 事前番組レポーター=第9回） - セイキ、TOMO / 関東大会レポーター=第10回） - 堀敏彦（全国大会1回戦「運の宿」進行=第10回 / テレビ新潟入社後 / 北陸大会レポーター=第19回） - 桂小枝（近畿大会レポーター・第11回） - 平井直子・青山美保（テレビ岩手/ 東北大会ライブMC=第17回） - 馬場典子（日本テレビ/ 関東大会ライブMC=第17回） - 石田靖・辻本茂雄・島木譲二・山田花子（第17回=近畿大会YES-NOクイズ第1問MC） - モストデンジャラスコンビ（近畿大会準決勝第3関門番人=第17回） - 野村明大（読売テレビ/ 近畿大会準決勝第4関門番人=第17回） - 藤村直己（広島テレビ/ 中国大会決勝戦チーム紹介=第17回） - 大泉洋（北海道大会進行=第20回 - 第22回） - 長谷川憲司（日本テレビ/ 関東大会進行=第20回） - 大田良平（読売テレビ/ 近畿大会レポーター=第21回 - 第22回/準決勝わくわく自然体験コース進行=第21回/2回戦MC=第22回） - 森若佐紀子（読売テレビ/ 近畿大会レポーター=第21回 - 第22回） - 福岡竜馬（福岡放送/ 九州大会敗者復活戦MC=第21回 - 第22回） - 板谷学・本田恵美（中京テレビ/ 中部大会敗者復活戦MC=第22回） - 清水健（読売テレビ/ 近畿大会敗者復活チャレンジチーム選出クイズMC=第22回） - 長野正実（広島テレビ/ 中国大会敗者復活戦MC=第22回） - 山口喜久一郎（西日本放送/ 四国・岡山大会敗者復活戦MC=第22回） - 5番6番（地区大会進行=第23回） - がんす（地区大会進行・2回戦出題=第23回） - 古川貴裕（沖縄大会進行=第27回） - 三好ジェームス（沖縄テレビ/ 沖縄大会進行=第29回） - 山本隆弥（読売テレビ / 近畿大会進行=第31回・第32回） - 林マオ（読売テレビ / 近畿大会進行=第32回） |
| その他の出演芸能・著名人 |
| - 第1回・関東大会ゲスト：三沢光晴・ターザン後藤・グレート小鹿・大熊元司 - 同上・全国大会準決勝・東京下町コースゲスト：坂野比呂志・佐藤蛾次郎 - 第2回・関東大会敗者復活戦ゲスト：横森良造 - 第3回・スタジオゲスト：中畑清・江川卓 - 第4回・北海道大会ゲスト：大乃国（現・芝田山親方） - 第6回・関東大会ゲスト：早見優・芳本美代子・志賀真理子・コント赤信号 - 同上・全国大会敗者復活戦ゲスト：一節太郎 - 第7回・関東大会ライブコーナーゲスト：早見優・西村知美 - 同上・中国大会メッセージゲスト：衣笠祥雄 - 同上・全国大会コース別クイズ：細川隆一郎（知力コース・車掌役）・荒勢（体力コース・インストラクター） - 同上・全国大会さよならパーティーゲスト：海老一染之助・染太郎 - 第8回・第1問メッセージゲスト：橋本聖子 - 同上・準々決勝ゲスト：バブルガム・ブラザーズ・森川由加里 - 第9回・事前番組ゲスト：道蔦岳史 - 第10回・全国大会コース別クイズ：細川隆一郎（知力コース・編集長役）・蔵間（体力コース・インストラクター）・アントン・ウィッキー（「知力の宿」ゲスト）・逸見道郎（「運の宿」住職） - 第11回・全国大会準々決勝出題：水野晴郎 - 第12回・事前番組ゲスト：田口光久 - 第13回・東北大会第1問正解発表：TAKAみちのく・米河彰大・SATO・ザ・グレート・サスケ - 同上・全国大会1回戦解説：高城順子 - 同上・全国大会敗者復活戦解説：須田開代子 - 第14回・全国大会1回戦審査員：小林亜星、清水ミチコ - 同上・全国大会サスペンスクイズ：荒井注（刑事役）・林キセ子（被害者役）・梅垣義明・中村有志・神田利則（以上、容疑者役） - 第15回・全国大会1回戦：宝田明（地獄の大王（ヘル大王））・笑福亭笑瓶（大王のしもべ / フライング地獄出題）・林家二楽（映像4択クイズ出題） - 第16回・関東大会第1問正解発表：谷亮子（田村亮子） - 同上・関東大会ナビゲーター：ダチョウ倶楽部 - 同上・全国大会2回戦：安岡力也（松尾芭蕉役、および出題）・オセロ（芭蕉の弟子役）・ラッシャー板前（金魚売り役） - 同上・全国大会サスペンスクイズ：峰竜太（警部役）・中山エミリ（被害者役）・立河宜子（犯人役）・秋山武史（警官役） - 第17回・各地方大会ライブコーナーゲスト：佳苗・谷口崇 - 同上・事前番組アシスタント：嘉門洋子・宮澤寿梨・長坂仁恵 - 同上・全国大会1回戦出題：TOKIO・松井秀喜、猿岩石・遠藤久美子・つぶやきシロー - 同上・全国大会運大王ナビゲーター：海砂利水魚 - 同上・全国大会サスペンスクイズ：山口達也（刑事役）・藤森夕子（被害者役）・光浦靖子・大木凡人・高知東急（以上、容疑者役）・東海林のり子（芸能レポーター役） - 第18回・事前番組ゲスト：山田まりや - 同上・全国大会クイズ結婚式解説：向井惠子 - 同上・全国大会クイズ結婚式新郎新婦役：林家ペー・林家パー子 - 第19回・ 全国大会スペシャルゲスト：石原慎太郎（東京都知事） - 同上・全国大会1回戦・面接クイズ面接官：村野武範、つぶやきシロー・小川光明（日本テレビ）、井田由美（日本テレビ） - 第20回・全国大会・鑑定クイズ判定員：中島誠之助 - 第21回・事前番組ゲスト：石原良純・松村邦洋・島崎和歌子・佐藤仁美・Take2・ジョーダンズ - 同上・全国大会2回戦料理人：三谷青吾（フレンチ）・安川哲二（中華）・浅見健二（和食） - 第23回・全国大会敗者復活戦審査員：小林カツ代 - 同上・全国大会2回戦出題：鈴木啓介・鈴江奈々・森麻季 - 同上・全国大会準々決勝第1問出題：ASIMO - 同上・全国大会準決勝面接官：菅谷大介（日本テレビ） - 第24回・全国大会1回戦出題：菊川怜・米村でんじろう・木原実 - 同上・全国大会「知の壁」出題者：橋下徹・平沢勝栄・大槻義彦 - 同上・全国大会準決勝・面接官：猪瀬直樹・テリー伊藤・神田川俊郎 - 同上・全国大会その他：KABA.ちゃん（敗者復活戦MC、準々決勝1stステージ第2ラウンドデモンストレーション）・ジャイアント・シルバ（準々決勝2ndステージ第1ラウンドデモンストレーション） - 第25回・地区大会第1問出題：仲間由紀恵（沖縄大会）・谷亮子（九州大会）・宮里藍（関東大会） - 同上・全国大会2回戦・コース別クイズ：中村勘三郎（東京コースゲスト） - 第27回・中部大会第1問出題： 浅田真央 - 第28回・南九州大会ゲスト（音声のみ）：東国原英夫 - 同上・全国大会1回戦ゲスト：山中秀樹・八田亜矢子・宇治原史規（ロザン） - 同上・全国大会1回戦解説：池上彰・土屋秀宇・永田喜彰 - 同上・全国大会準々決勝ゲスト：石田純一・大桃美代子 - 同上・全国大会準々決勝解説：篠原菊紀・長戸勇人 - 同上・全国大会準決勝ゲスト： 伊集院光・パックン（パックンマックン） - 同上・全国大会準決勝解説：秋山仁・篠原菊紀 - 同上・全国大会準決勝出題：ピーター・フランクル、トーマス・ベッカーマン（FBIインストラクター）、渡辺正（東京大学教授） - 第29回・沖縄大会第1問出題：ORANGE RANGE - 同上・全国大会1回戦ゲスト：東貴博（Take2）・磯野貴理・大沢あかね - 同上・全国大会1回戦 / 準々決勝解説：道蔦岳史 - 同上・全国大会準々決勝ゲスト：本村健太郎・石原良純・磯野貴理・宇治原史規（ロザン）・辻希美 - 同上・全国大会準決勝ゲスト：辰巳琢郎・品川祐（品川庄司）・パックン（パックンマックン） - 同上・全国大会準決勝出題：孔健、シルビア・ハーバード（メンサ・インターナショナル理事長）、秋山仁 - 同上・全国大会準決勝解説：桜井進 - 第30回・全国大会1回戦ゲスト：ビビる大木・小川菜摘・本村健太郎・菅広文（ロザン） - 同上・全国大会準々決勝ゲスト：勝俣州和・柴田理恵 - 同上・全国大会準決勝ゲスト：勝俣州和・久保純子 - 同上・全国大会1回戦・準々決勝解説：日髙大介（第14回全国大会出場・浜松北高校OB） - 同上・全国大会準決勝解説：白石清・渡邉義浩・松本弥 - 同上・全国大会30th特別サポーター：池上彰・野口聡一・益川敏英・小柴昌俊 - 第31回・全国大会1回戦ゲスト：山里亮太（南海キャンディーズ）・吉田たかよし・杉村太蔵・宮崎美子・田村正資（第30回優勝者・開成高校OB）・塩越希（第30回準決勝進出・旭川東高校OB） - 同上・全国大会1回戦出題：星出彰彦 - 同上・全国大会準々決勝解説：尾木直樹 - 同上・全国大会準々決勝ゲスト：テリー伊藤・高田延彦・矢口真里 - 同上・全国大会準決勝ゲスト：宇治原史規（ロザン）・はしのえみ - 同上・全国大会準決勝出題：益川敏英・陳志偉 - 同上・全国大会準決勝解説：竹内薫・石見清裕・森谷公俊 - 同上・全国大会決勝戦ゲスト：田村正資・岡辺公志（第28回準決勝進出・灘高校OB） - 第32回・全国大会1回戦ゲスト：東国原英夫・眞鍋かをり・冨永愛・森公美子・岡田圭右・竹内薫・田村正資 - 同上・全国大会1回戦出題：田中和仁・内村航平・田中佑典・加藤凌平・若田光一 - 同上・全国大会準々決勝・準決勝ゲスト：宮崎美子・草野仁・ゴリ（ガレッジセール）・白石美帆・矢口真里 - 同上・全国大会準決勝出題：ワリード・アブラティー（NASA首席科学者）・孔健・益川敏英 - 同上・全国大会決勝戦ゲスト：テリー伊藤・柴田理恵・宇治原史規（ロザン）・立石諒 - 第33回・全国大会スタジオゲスト：SUPER☆GiRLS・ロッチ・スギちゃん - 第34回・関東大会ライブコーナーゲスト：ももいろクローバーZ - 同上・全国大会スタジオゲスト：ももいろクローバーZ・中山秀征・北斗晶 - 第35回・全国大会スタジオゲスト：ゴールデンボンバー・北斗晶・吉村崇（平成ノブシコブシ） - 第36回・全国大会スタジオゲスト：久保純子・永野 - 第37回・全国大会スタジオゲスト：梅沢富美男・劇団ひとり・芦田愛菜 - 第38回・全国大会会場ゲスト：石原良純（1回戦）・ブルゾンちえみ（1・2回戦、準決勝・決勝）・岡井千聖（1・2回戦）・ブリリアン（3回戦のぞく）・小島よしお（2・4回戦）・滝沢カレン（3・4回戦）・菊川怜（3回戦）・辻岡義堂（4回戦）・ホラン千秋（準決勝・決勝） - 同上・全国大会暗号解読クイズ出題：ひょっこりはん・丸山桂里奈 - 同上・全国大会解説の専門家：大村芳昭（アルティメットタイヤレース、バースト・ザ・バルーン、ビヨンド・ザ・ウォール）・川村康文（アルティメットタイヤレース）・湯本博文（アルティメットタイヤレース）・猪子寿之（バースト・ザ・バルーン）・高橋智隆（バースト・ザ・バルーン、ビヨンド・ザ・ウォール） - 第39回・全国大会ゲスト：カンニング竹山・小島よしお・佐藤栞里・滝沢カレン・ホラン千秋・モーリー・ロバートソン - 同上・全国大会VTR出演：笑点メンバー・チョコレートプラネット・藤井貴彦・木原実・そらジロー - 同上・全国大会有識者：大村芳昭・川村康文・白數哲久・湯本博文 - 第40回・全国大会ゲスト：モーリー・ロバートソン、松丸亮吾、JO1 - 同上・応援サポーター：3時のヒロイン - 第41回：全国大会スペシャルパーソナリティー：伊沢拓司（QuizKnockCEO、第30・31回大会（開成高校）優勝メンバー） - 同上・全国大会メインサポーター：日向坂46 - 同上・全国大会ゲスト：石原良純、船越英一郎、ふくらP（QuizKnock）、こうちゃん（QuizKnock）、山本祥彰（QuizKnock） - 同上・全国大会有識者：川村康文 - 同上・応援サポーター：四千頭身 - 第42回：決勝大会見届け人：アンミカ、井上裕介、野口聡一、ハナコ、日向坂46（影山優佳／松田好花）、宮崎美子 - 同上・1次予選出演者：ぱーてぃーちゃん - 第43回：決勝大会見届け人：劇団ひとり、武田真一、アンミカ、ドラマ｢最高の教師｣出演者（茅島みずき・本田仁美） - 同上・決勝大会出題：野口聡一、翔猿正也、富樫勇樹（バスケ日本代表）、佐藤隆太 - 同上・1次予選出演者：土佐兄弟、ドラマ｢最高の生徒｣出演者（志田こはく、菊池姫奈） - 第44回：全国大会見届け人： ブラックマヨネーズ・小杉竜一、 田中圭 |

## 音楽・効果音

### メインテーマ曲
- 『Hollywood』（メイナード・ファーガソン 彼のLP「HOLLYWOOD」（1982年発表 ソニー・ミュージック原盤）に収録）※第1回・第3回 - 第16回・第18回・第19回・第26回
  - 日本では、1982年に初めにアナログ盤アルバムLPが発売され[注 26]、デジタルコンテンツでは、2018年2月16日から、iTunes Music Storeの「Memories of Maynard」のアルバム内のダウンロード配信にて、同楽曲のみ入手可能となった。
  - 同アルバムのCDは、日本では未だ発売されてはいないものの、米では、2004年6月に初めてCD発売されている。
  - ファーガソンは、同局の『アメリカ横断ウルトラクイズ』のメインテーマ曲も演奏している。
- 『Hollywood』（上記の曲の番組オリジナルアレンジ版）※第20回 - 第22回・第25回 - 第27回・第29回・第33回
  - 第20回以降は、事前番組では基本的に『Hollywood』の番組アレンジ版が使用される。
  - ファーガソンが死去した直後に放送された第26回は、番組アレンジ版の前奏部分の後に、ファーガソン版の本編をつなげて放送した。
  - 第28回・第30回・第31回は本放送では『Hollywood』は使われなかったが、事前番組やスカパーでの地方大会放映では番組アレンジ版やオリジナル版が使われた。
- タイトル不明 ※第2回
  - メインテーマ曲としては第2回だけでの扱いだったが、これ以降の回の放送においても挿入曲として使用された（例えば、第10回 - 第14回では提供スポンサークレジットのBGMとして使用された）。
  - アレンジが異なるバージョンも存在し、こちらも番組内の挿入曲として使用された。
- 『僕らだけの歌』（ロードオブメジャー）※第23回
- 『Happy Days』（大塚愛）※第24回
  - 上記2曲は、その年のエンディングテーマにも使用された。第23回では、優勝校の栄光学園で行ったロードオブメジャーのスペシャルライブの模様をエンディングに使用した。また第24回の番組内では、大塚愛の他の楽曲も使用された。
- 『アクセル』（吉川晃司）※第16回オープニングソング
- 『やってやろうじゃない』（佳苗）※第17回オープニングテーマ

### オープニングテーマ曲
- 『Rocky Train』（レイモン・ルフェーブル）※第1回・第3回 - 第11回
- 『A Dream of Victory』（ジェフリー・カウフマン、映画『THE AMERICAN GAME』より）※第1回・第3回 - 第11回	
  - 上記2曲は連続して繋げられて使用され、さらにメインテーマの『Hollywood』へと繋げられた。このような一体化した構成で、オープニングの冒頭部分で使われた。なお、『A Dream of Victory』は第27回で再びオープニングに使用された。

### イメージソング・応援ソング
第8回・第12回・第14回・第15回は「イメージソング」、第42回から第44回はイメージソングは採用されていない。
- 『Standing on the Rainbow』（THE CHECKERS）※第8回
- 『未来はきみのもの』（熊谷幸子）※第12回、エンディングテーマと兼用
- 『夏よありがとう』（TUBE）※第14回、エンディングテーマと兼用
- 『Teenage dream』（DEEN）※第15回、エンディングテーマと兼用

第22回・第25回以降は「応援ソング」
- 『形なきもの』（GRAND COLOR STONE）※第22回
- 『ベイビーランニンワイルド』（Lead）※第25回、決勝戦の前にデモンストレーションで熱唱した
- 『"Q"』（AAA）※第26回、エンディングテーマと兼用
- 『真夏の地図』（redballoon）※第27回、エンディングテーマと兼用
- 『ONE』（鈴木亜美）※第28回、エンディングテーマと兼用
- 『STORY』（愛内里菜）※第29回
- 『YOU』（松下優也）※第30回
- 『POP MASTER』（水樹奈々）※第31回
- 『君は考える』（渡り廊下走り隊7）※第32回
- 『常夏ハイタッチ』（SUPER☆GiRLS）※第33回
- 『猛烈宇宙交響曲・第七楽章「無限の愛」（Emperor Style）[注 27]』（ももいろクローバーZ）※第34回
- 『また君に番号を聞けなかった』（ゴールデンボンバー）※第35回
- 『僕だけの光』（乃木坂46）※第36回
- 『泣いたっていいじゃないか？』（乃木坂46）※第37回
- 『あんなに好きだったのに…』（乃木坂46）※第38回
- 『僕の思い込み』（乃木坂46）※第39回
- 『明日がある理由』（乃木坂46）※第40回
- 『何度でも何度でも』（日向坂46）※第41回
- 『Stargaze』（SixTONES）※第45回

### エンディングテーマ曲
エンディングだけで使用された曲を記述する。
- 『心のさざめき』（ピエール・ポルト・オーケストラ）※第1回・第4回 - 第11回
- 『負けないで』（ZARD）※第13回
- 『every little thing every precious thing』（LINDBERG）※第16回
- 『指でさようなら』（谷口崇）※第17回
- 『The Very Thought Of You』（ナット・キング・コール）※第18回
- 『Those Lazy Hazy Crazy Days Of Summer』（ナット・キング・コール）※第19回
- 『あの丘のむこうまで』（玉置浩二）※第20回
- 『Over Drive』（JUDY AND MARY）※第21回

### 効果音
YES・NO走りクイズ（○×クイズ）以外の正解・不正解の判定音、および早押しクイズの解答権取得の効果音は、『ウルトラクイズ』と同じ電子音（第6回ウルトラクイズ（1982年）から採用）である。

## スタッフ
ウルトラクイズで協力していたテレビマンユニオンは、この番組には初回から一切携わっていない。

### 第44回（2024年）
- 演出：増田雄太（第44回、第31-35回はディレクター）
- 構成：石塚祐介、大谷裕一、高橋秀一（共に第44回）
- 問題作成：矢野了平、野田修平、坂田健、大澤悠平、鈴木亜良太、こま、塚本翔太（大澤→第40回-、矢野→第41回は構成、第42回-、野田・坂田・鈴木・こま・塚本→第44回、野田・坂田→以前も担当）
- ナレーター：下野紘（第44回）
- TM（第39回-）：保刈寛之（第44回）
- SW（第39回-）：蔦佳樹（第44回、以前は技術）、福田伸一郎（第40,42,44回）
- CAM（第39回-）：荻野祐也（第44回）、岩永雅允（第39,40,43回-、第38回は技術、第41回はSW）
- VE（第39回-）：古手川大（第44回）
- 音声（第39回-）：中野裕介（第44回）、宮内貞（第39回-）
- 回線（第44回）：高橋一徳（第44回、以前は技術、第40,41回はインターネット回線）
- 照明：井口弘一郎（第44回）、千葉雄（第37,38,43回-、第37-41回はLD）
- 美術プロデューサー：髙野泰人（第44回）、高津光一郎（第36,44回、第37-43回は美術）
- デザイナー（第44回）：北村春美（第44回、第42,43回は美術）、川野悠介（第44回）
- 大道具（第44回）：小笠原憲仁（第44回、以前は美術）、川田耕司（第44回）
- 電飾（第44回）：池田大介（第44回、第37,39,40回は美術）、冨田仁（第44回、以前は美術）
- メイク（第44回）：奥松かつら（第44回）
- モニター（第37回 - ）：インターナショナルクリエイティブ（第37,44回、第39-43回は協力）、ミジェット（第44回）
- 編集：橋本治（第38,43回-）
- MA：上松紗弓（第44回）
- 音効：高取謙（第44回）
- ロケ技術（第44回）：ESPACIO、ツウテック（共に第44回）
- 協力：CAMEYO、NiTRO、日テレアート、スタジオヴェルト、MITCHELL PPRODUCTION、比叡山延暦寺、アフロ、三島スカイウォーク、SEA MIND OKINAWA、イメージマート、小田原城総合管理事務所、（一社）小田原市観光協会、相州乱破衆「風魔」（CAMEYO→第42回-、→第37回は制作協力、第38 - 40回はリサーチ、第41回は問題作成、日テレアート→第39-41,44回、第38回までと第42,43回は美術、ヴェルト→第43回-、MITCHELL・比叡山・三島・SEA・イメージ・小田原城・小田原市・相州→第44回）
- 編成（第33回以来）：伊藤茉莉衣（第43回-、第30回はAD）
- 宣伝（第38回 - ）：関根恵、小野純子（共に第44回）
- 監修（第43回 - ）：大東徹也（第43回-、第23回はD、第31,32回はAP、第33-35,37 - 40回はプロデューサー、第42回はICT）
- デスク：宮沢薫（第42回-）
- TK：坂本幸子（第44回）
- 制作進行：中條紗佳（第42回-、第41回は地区大会AP）
- 問題管理（第42回 - ）：水谷まなみ、内田望友、中村海音（水谷→第42回-、第40回はAP、第41回はプロデューサー、内田→第43回-、中村→第44回）
- イベント進行（第44回）：光岡裕子、鈴木涼介、浦井千香子、峯田菜々子（共に第44回、光岡→第41-43回はプロデューサー、鈴木→第41,43回はプロデューサー、浦井→第42,43回はプロデューサー、第38,39,41回はAD、峯田→第43回はプロデューサーで奈々子名義）
- ディレクター：三根榮太郎、山村裕一、大塚太智、佐藤智之、三上昭人、平間秀峰、関口拓、福田飛鳥、田中怜、谷口顕、中村敦、陶山桂輔、大塚哉太、山本健太、大平朋佳/石井柊、八木洋平、明賀花音、髙橋恭依、野田理紗子、渡辺花苗、綱島隼斗、上田陽世、小野関周、桑嶋叶実、松下怜里、笹本彩香、小泉咲太、松浦優希、西村璃南、後藤拓也、望月雅斗、近藤純也、宮地龍太（その他→第44回、関口→第40,42回は演出、第34回はAD、谷口→第42,43回はスタジオ演出、中村敦→第38 - 40,42回 -、第41回は地区大会ディレクター、陶山・後藤→第42回-、大塚・松浦→第43回-）
- チーフディレクター（第44回）：吉田稔、加藤昌義、飯野修一（共に第44回、飯野→第29,31-35回はD、第36,37回は演出、第38-41回は地区大会演出、第42,43回は予選・密着演出）
- プロデューサー：宮崎慶洋、岩沢錬、池山愛奈、輿石将大、今野舞紀、吉田翔、安部翔子、森亜希子、寺元由嘉、小松愛（吉田以外→第44回、宮崎→第27回はAD、吉田→第42回-）
- チーフプロデューサー：島田総一郎（第44回、第29回はディレクター）
- 制作協力：passion、アガサス、株式会社Kimika、AXON（passion・アガサス・Kimika→第44回、アガサス→第40-43回は協力、AXON→第38回-）
- 製作著作：日テレ

### 過去のスタッフ
- 構成：松井尚、山口克久、山本洋左右、重城貴之、東海林桂、今村良樹、杉本達、神山明久、雀部俊毅、鎌田みわ子、伊東雅司、伊藤忠司、岩瀬公治、西本満博、西宮晋、田中利明、望月潤一郎、藤井靖大、板垣悟司/（第23回）そーたに、（第23,24回）YAS5000、野口悠介、加藤淳一郎、山谷隆、安部裕之、ヒロハラノブヒコ、塩野智章、橋本修平（山谷以降→第38-41回）、佐々木翼（佐々木→第40回）、桝本壮志（第40,41回）、酒井健作、澤井直人（共に第42回）、林田晋一、河口ワタル、安藤凜人（共に第43回）/（事前番組）腰山一生（第7回）、山本宏章（第7回）、西川晋（第9回）、原田興治（第12回）、藤原タクヤ（第17回） 他
- 問題作成：岩瀬公治、杉浦悦子、吉田明美、栗原宗利、伊藤俊介、三好俊明、岡田泉、長谷川哲哉、宮沢美恵、白畠かおり、樋口美月、三井知子、菅沼めぐみ、西弘子、羽田優治、小川裕司、手嶋三恵子、小山明広、景山真由美、郡司昌代、水野裕司、前原美恵子、笠原正弘、岩住希能、竹田康一郎、羽田優治、星田恵子、武野秀俊[注 28]、木崎元雄、秋利美紀雄、高寺由香、星裕子、板橋めぐみ、後藤裕之、松田敬三、薬丸岳、倉野満、森英樹、斉藤かおり、服部美穂子、戸張冬樹、森脇華代、郡司昌代、古川弘子、五味英明、井上幸治、小山大樹、池田忍、吉屋大樹、緒方創造、脇屋恵子、日髙大介、佐藤克典、藤井和彦、佐々木亮成、渡部翔太、斎藤恵里奈、岩﨑愛、永江兆徳、岩本侑一郎、高見澤昌史、鈴木隆宏、小池諒、宇都宮裕里、一宮周平、入江康介、佐藤拓也、藤本裕、山田雄也、塩見昌矢、吉本選江、木村圭太、野邉紗保莉、坂野真希、舛舘康隆、岩田竜二郎、萱場祥平、林誠也、佐々木康彦、古川洋平、蒔田るみ、大美賀祐貴、山下耕平、山本祥彰、佐藤シール、平川達也、井上慶祐、松本太志朗、壯庭回（山本祥他→第37回、井上→第37,39回、第38回は康祐名義、松本→第37,39,40回、第37回は松下名義、佐藤・平川→第38回、壯庭→第39,40回）、山本悠介（第38,40,41回）、能松あゆみ（第41回、以前も担当）、工藤彩夏、林大紀、松本凌憲/高松慶（工藤以降→第41回）、小堀裕也、水野圭祐、近藤仁美（近藤・小堀・水野→第42回-、近藤→第37回は問題作成、第38-41回は構成、小堀→以前は構成）/QuizKnock、石野将樹、河村拓哉、長野春太、森慎太郎（QuizK・森→第41,42回、石野・河村→第42回）他
- ナレーター：志生野温夫、小島敏彦・大森章督・坪井章子（第7回事前番組）、屋良有作（第9回事前番組）、バンブー竹内（当時文化放送アナウンサー）（第11-14回）、古川登志夫（第12回事前番組）、沼尾ひろ子（第13回）、川平慈英（第15回）、バッキー木場（第16,17回）、キャロル広末（第16回）、井上真樹夫・住友優子（第17回事前番組）、滝口順平・山王丸和恵（第20回）、町田浩徳（第21回）、大杉君枝（第21,25回）、魚住りえ（第22回）、奥田民義（第23,24回）、勝俣州和・佐藤政道（第25回）、平野義和（第26,27回）、大神いずみ（第26回）、松本志のぶ（第27回）、増田晋（第28,29回）、田子千尋（第30,32,43回）、鈴木英一郎（第31回）、藤田大介（第32回）、垂木勉（第33回）、森圭介（第35回地区大会Hulu配信）、立木文彦（第35-37,42回）、杉上佐智枝（日本テレビアナウンサー、第38回）、三村ロンド（第38-41回）、松元真一郎（第41回）、佐藤真知子（第42回、日本テレビアナウンサー）、河出奈都美（第43回、日本テレビアナウンサー）
- 技術（スタッフ）：須田昌宏、秋元博、稲葉栄一、田中元一、一本哉、古井戸博、村上孝一、福王寺貴之、勝見明久、小椋敏宏、米田博之、山田祐一、山本聡一、山岸真、牛山雅博、増田秀見、神田洋介、山口裕司、川合亮、正井祥二郎、林洋介、関口文雄、原田真次、新名大作、湯本将司、谷奈央、今野克裕、森川哲男、村上和正、三崎美貴、鈴木昭博、安達良、杉村正規、千葉弦毅、中川繁、野澤純平、鎌倉和由、茅野竜徳、加賀金重郎、三山隆浩、木村弥史、吉田剛、田中健太、後藤俊輔、長崎太資、大島草太、小林真土、渡辺滋雄、加美山聡、太田黒健至、飯島友美、小境健太郎、荻野高康、石野太一、石井伸昭、木村幸弘（高橋以降→第38回）/八村耕治（第7回事前番組） 他
- TM（第39回-）：木村博靖（第39-41回、第38回は技術）、矢込宏敬（第42,43回）
- SW（第39回-）：村松明（第39回、以前は技術）、早川智晃（第43回、第42回はCAM）/佐藤公則（第9回事前番組）
- CAM（第39回-）：中村哲也（第41回）
- VE（第39回-）：池田祐一郎（第39回）、片山雄斗（第40回）、三橋崇弘（第41回）、横山秀樹（第42回）、喜屋武寛之（第43回）
- 照明：佐野利喜男、渡辺一成、下平好実、小寺勝馬、内藤晋、谷田部恵美、内瀬有紀、名取孝昌、大野精一（大野→第37回） 共立、菅原佑介（共立ライティング、第38回）
- LD（第39-42回）：小笠原雅登（第42回）
- モニター（第37回 - ）：中川英幸（ジャパンテレビ、第38回）、太田和明（第39-43回）
- PA：サムシングコーポレーション（第6-16回）
- 美術：浜野璋彦、道勧英樹、高野雅裕、小野寺一幸、大竹潤一郎、柳谷雅美、栗原純二（栗原→第37-39回、第36回は美術制作）、伊藤伸朗（伊藤→第36回は美術制作）、新井敏郎、渡辺次郎、飯尾次郎、小池宏史、杉谷政次、関口信彦、広田幸、新野孝夫、名取貞男、上原憲弘、渡辺俊孝、海老沼浩二、斉木祐一、才原裕二、河尻盛吉、黒沢裕之、内堀真吾、中里昭博、下吉克明、溝口博志、飯村和史、磯野公彦、高橋太一、赤木直樹、堀江剛、磯野公章、岩崎正樹、坂本敏和、鶴田しのぶ、日塔薫、日野信之（日野→第37回）、北原龍一（第36回は美術制作、第38回まで）、石原隆、松本健、徳重健吾（石原・松本・徳重→第38回）、糸数青祥、伊沢英樹、小島梨香（糸数・伊沢・小島→第39回）、浅田一花、内山栄一（浅田・内山→第39,40回、浅田→第37回はバーチャル）、川野悠介、佐藤大高、苑田英和、大川啓介、片岡あさみ、森川望実、外山奈津子、川上優香（川野 - 川上→第40回）、大川明子、高井美貴（大川・高井→第38-41回）、大住啓介（第39-41回）、鈴木雄蒔（第39,41回）、駒井那紀、山本純樹、佐山直也（駒井・山本・佐山→第40,41回）、佐藤香穂里、林孝一、山田隼人、星野充紀、大久保俊彦、柴田茜（佐藤・林・山田・星野・大久保・柴田→第41回、星野→以前も担当）他
- CG：青木伸治（第17回）、有働康隆（第27回）、KENEK（第28回）、髙瀬裕章（第29-31回）、岩下みどり（第31,32回）、太田一将（第33回）、室井英男（第34回）、桑原かえで（第35回・太田以降→グレートインターナショナル）、藤井彩人、高木陽基（藤井・高木→第37回）、古川滋彦（グレートインターナショナル、第37 - 39回） 、鈴木康広、崔智允（鈴木・崔→第38,39回）、堀江隆臣（第42回）、（第43回）
- バーチャル：中村桂子、斉藤利紀（2人共→第36回）、桾澤勇、狩野博貴（桾澤・狩野→第37回）
- インターネット回線（第40,41回）：大熊智、山﨑恵美子（全員→第40,41回）
- 編集：鈴木教全（第13-16,18-22,25回、第6,7回は照井名義）、馬場勝（第15,16,18-22,25回）、小村誠（第13-15,20,21回）、宮林茂光（第13,14,16,18-22,25回）、坂田宗一郎（第25回）、高橋亮（第26回）、中山朝生（第27回）、宮下圭介（第27,28回）、田中直人（第28回）、佃豪人（第29-36回）、川口達也（第37回）、針谷大吾（第38回）、中西雅照（第39-41回）、武者宏（第42回）/（事前番組）黒田道則（第7回）、今野啓（第7回）、斉藤佳子（第9回）、黒沢真弓（第12回）
- 編集・MA：テレテックメディアパーク（第23,24回）、イメージデジタル（第24回）
- MA：竹岡良樹（第26,27回）、鳥居拓也（第30-37回、DREAM SPACE）、神山幸久、飯塚雄一（飯塚→第39-41回）、藤井光洋（第42回）、眞坂聡美（第43回）/（事前番組）目黒達朗（第7回）
- VTR編集：石川浩通（第7,14回）、桑田秀行（第7回）、島貫麻里子、嶋野淳子（2人共→第16回）
- VTR編集・MA：オムニバス・ジャパン（第18-22,25回、第17,26,28回は編集・MA、第27回は協力）
- 音効：柏瀬紀代隆（第6,7回）、花岡英夫（第6回）、江藤純（第6,7,13-22,25-36回）、山崎尚志（第7回）、生駒篤則（第13-22,25-27回）、保苅智子（第23,24回）、斉藤文一（第28-36回）、池上哲朗（第33-36回、カロッツア）、東由美（第37回）、岡田淳一（第38-41回）、高村幸一（第39回）、仲野真希、松野謙一（仲野・松野→第40回）、古川市郎、山瀬絵理奈（古川・山瀬→第41回、古川→第39回は一郎名義）、竹中幸治（第42,43回）、多田思央美（第43回）/（事前番組）長内勇治（第12回）
- TK：山沢啓子（第38,39回）、春日千佳子（第40,41回）、長坂真由美（第43回）/（事前番組）池谷日奈子（第12回）
- リサーチ（第38-41回）：VISPO（第38-41回）
- 特別協力：ウォルト・ディズニー・ジャパン（第37回）
- マナー監修：日本ホテルレストランサービス技能協会、大賀香里（2つ共→第37回）
- AI協力：ヘッドウォータース（第37回）
- クイズ問題監修協力（第38 - 41回）：ものつくり大学 客員教授 的場やすし（第41回）、東京理科大学 教授 川村康文（第38-41回）、昭和女子大学 准教授 白數哲久（第39-41回）
- 編成：西憲彦（第17回）、小野寺徹（第18回）、柴田裕次郎（第24回）、薗田恭子（第26,27回）、大澤弘子（第26回）、瀬戸口正克（第27回）、下田明宏（第31,40,41回）、中村圭吾（第32回）、穂積武信（第33回）、水田貴久（第38,39回）、土屋拓（第39回）、片田やよい（第39,40回）、亀甲博行（第40回）、上田崇博（第40,41回）、明石広人、大橋邦世（明石・大橋→第41回）、畠山剛治、古市幸子（共に第42回）
- 編成企画（第38回）：前田直彦（第38回）
- システム（第35回）：suite ZERO（第27,28,31-34回はWEB）
- WEB：安蒜泰樹（第22,24-27,28,30,33,34回、第20回はD、第23回はインターネット）、吉田三智子（第27回）、門村隆美（第28,30,32,33回）、今井あやこ（第31回）、平塚剛弘（第32,34回）、4cast（第35 - 39回）、鈴木佐武朗／西隆太（4cast.co.jp） 、小菅亮子（HAROID）、横井真理（AXON）（鈴木以降→第38回）
- SNS（第39回 - ）：谷香奈美（第39 - 41回）、木村りえ（第42回）、倉澤信人（第43回）
- 医師：石井伸幸（第38,39,41,42回、第35回までは海外同行医師）
- スマホクイズ（第37回）：HAROID
- 問題管理（第42回）：河野千春（第42回）、丸山晴香、北川佳奈（丸山・北川→第42,43回、丸山→第41回はディレクター）
- 実験監修（第42回）：東京工業大学 中嶋健、山崎詩郎（共に第42回）
- 映像コーディネート（第39,40回）：TOKYO VISION INC（第39,40回）
- 広報：谷山実（第6,7,10回）、宮田薫（第7回）、東良子、森本聡（東・森本→共に第10回）、松村紀子（第12回）、木村晶子（第13回）、片岡英彦（第21回）
- 宣伝（第38回 - ）：鈴木将太（第38,39回）、森俊憲（第40,41回）、辻彩子（第42回、第41回は綾子名義）、片桐光加里（第43回）
- 営業（第33,38回 - ）：中山大輔（第33回）、桑原丈弥、西川宏一、梶本眞子（桑原以降→第38回、西川→第23,25,28,30回はD、第24,26,27回は演出、第31,32回はP）、今井大輔（第39回）、堀金澄彦、鈴木信（堀金・鈴木→第39,40回）、稲垣眞一、夏目充博（稲垣・夏目→第40回、稲垣→第30回は編成）、木村拓也（第40,41回）、大角誠、清水雄一郎（大角・清水→第41回）、立木菜摘、笹木哲（共に第42回、笹木→第41回はプロデューサー）
- 営業企画（第35回）：黒木まゆみ
- デスク：阿部川裕子（第28?-37回）、高桑繭子（第38 - 41回）
- 制作進行：小野毅（第6,7回）、小原みどり、佐々木由嘉（第6回）、仲野由紀子（第7回）、石原智香（第36,37回、第35回はAP）、増田沙織（第37回）、浜田和宏（第38 - 41回）、大畑沙織（第42回）、櫻井友紀（第42,43回）
- 協力：テレビ岩手、テレビ金沢、テレビ信州、静岡第一テレビ、日本海テレビ、長崎国際テレビ、沖縄テレビ、読売旅行、4 Corner Film Logistics（4Corner→第35回）、東京音研（東京→以前はPA）、イエローフラッグ、アイディア・ポーター株式会社、東京ビッグサイト、株式会社キャンパス、池田屋、秋山メカステージ株式会社、ゾディアック、伊勢神宮、ヌーベルバーグ、スウィッシュ・ジャパン、コニカミノルタジャパン株式会社、株式会社アズオン、スィートバルーン、テレサイト、ジーリンクスタジオ（伊勢・ヌーベル・スウィッシュ・コニカ - ジーリンク→第39回）、イカロス（イカロス→第39-41回）、ビデオウィング、バスキュール、キャニットG、Hulu、陸上自衛隊需品教導隊、ぺぺ、（ビデオ - ぺぺ→第40回）、麻布プラザ（麻布→第40,41回）、東京オフラインセンター、ヌーベルアージュ、グレートインターナショナル、ガイアックス、リトルベア（ヌーベル・リトル→第42回、ガイ→第41,42回）、Scoring Live（Scoring→第43回）
- 技術・制作協力：読売テレビ、中京テレビ、札幌テレビ（以上3局→第36回は協力）、ミヤギテレビ、テレビ新潟、広島テレビ、西日本放送、福岡放送、熊本県民テレビ、沖縄テレビ
- 撮影協力：秩父ミューズパーク、東芝ビジョン（2つ共→第36回）
- コーディネーター：NTV IC、GUAM TV
- コーディネート：NTV International、FEEA（2つ共→第37回）
- クイズ問題監修協力（第38回 - ）：東京理科大学教授 平林純（第38回）
- AD：渡邊崇士、関口加寿子（第23,24回）、古賀光輝、滝沢賢治、猪股由太郎（第23回）、遊佐豊（第23,25回）、長野幸平（第25,26回）、土井一真、山田裕、岡田拓也、寺脇彩子、福山さつき、暁清花（第24回）、牧嶋拓也、橋本美紀、岸本智行、若林忠裕（第25回）、川村元昭（第26,27回）、川畑良太、柳沢英俊（第26回）、曽場雄太、小林拓弘、椿亮輔、渡辺春佳（第27回）、成瀬陽介（成瀬→第30-32回）、小池徹（第30,31回）、菅原好矢、木原健太郎（第30回）、山影真理子（第31,32回）、増山豊、久道恵（第31回）、小沼広達、吉村博行（第32回）、橘内諒太、岩長真理（第33,34回）、加納嗣大（第33回）、徳永勇平、三浦枝里香（第34回）、壺井卓也、山下沙季、櫻庭和也（櫻庭まで→第35回）、中島慶一郎（第34-36回）、新行内隼人（第36回）、太田貴昭（第36,37回）、水野竜樹、大日野美優、大塚直（水野以降→第37回）、秋元萌里、松尾龍平、前田光祐、本庄結（秋元以降→第38回）、堤駿介（第38,40回）、大房春太郎、福田桃子（大房・福田→第39回）、柳沼大貴（第39,40回）、小山巧（第39-41回）、白井拓人、中尾照子、藤井裕太（白井・中尾・藤井→第40回）、小林和樹（第40,41回）、操谷亮、長戸あすか、土屋真宏、和田直樹、满岡瞬、菅桃香、石沢佑太、加瀨暉久（操谷以降→第41回）/（事前番組）安藤茂克（第12回）
- ディレクター：加藤就一、高安克明、小山人志、佐藤恭也、山本春紀、小路丸哲也、鈴木正和、大草昭男、影沼沢聖紀（加藤 - 影沼沢→第6回）、中尾尚志、山田光一（中尾・山田→第6,7回）、笠原哲郎、広中真澄（笠原・広中→第7回）、高岡真司（第7,14回）、西田弘一（第9,10回）、石原正一（第9,12,13回）、福地浩之（第6,7,9,10回、第6回は裕之名義）、松島広司、鯉渕謙二（鯉渕→第6,7,9,10回）、山崎哲（山崎→第9,10,13回）、佐藤慶、中川隆行（第9回）、北川千岳、河戸憲男、郷間克雅、西村嘉子（第10回、第7回は制作進行）、坂田和之、鹿島健城、坂本竜一、高島聰、渡部康之（第12回）、萩野泰志（第13回）、山田大介、関本文彦、工藤真樹、山田悦子（第14回）、須田薫（須田→第6,7回）、幅田啓之、小林正（小林→第15,16回）、古橋光義（第13-16回）、和佐田幸広、藤田勝彦（藤田→第13-20回）、榊枝英二（第14,15回）、中谷徳秀（第15,16,19-21回）、内川辰郎、佐々木祥江（第15回）、丑山彰、西森尚展、大武智治（丑山 - 大武→第16,17回）、長田誠、梅沢正亮（梅沢→17,19回）、比嘉美喜子、渡辺梓（第16回）、諏訪陽介、岡部久雄（第17-19回）、八田元彦、狩野英一、寺地雄一郎、宮和正、三林正典、関根知美、遠山広、小牧敏哉、山田香（第17回）、箕野ちえみ（第13,14,17事前番組,18-20,27回）、和田真史（第18,19回）、溝田崇善、小野里かおる、山田泰文（第18回）、中島聡士（第19,20回）、森誠吾、ジェニファ・ジューンズ、南部洋平、望月華（第19回）、藤木伸一郎、稲葉暁智（稲葉→第20-22回）、原田里美、藤堂和生、石田一利、山岸利幸（第20回）、三瓶篤樹（第21,22,25回）、続朋彦（第21,22回）、田中保、坂口芳隆、大和田毅、高井麻理美、古庄雄一、森川哲雄（第21回）、平山建司、小澤博之（小澤→第22,25回）、長谷川孝行、相川武史、星名秀隆、真鍋卓、横瀬務、中田洋介、堀江寿（第22回）、寺野慎一郎（第23,24回）、小林一丈（第23回）、亀井清行、長嶺望（第24,26回）、山崎敏光（第24,26,27回）、天野雅洋、植木一実、藤田幸伸（第24回）、稲葉耕作、岩本千恵子（第25回）、浜村俊郎（浜村→第25-28回）、赤間佳彦（第26回）、秋山健一郎、三井保夫（第27回）、石村修司（第27,28回）、佐々竜太郎（第29,34回）、村田芳信、菊地桂代（第29回）、武末大作（第29,33回）、錦見輔、藤澤季世子（第30回）、久保田公三（第30回、第27回はAD）、町田巨樹（第30,35回）、井出哲人（第27,31回）、伊藤寛昭（第33,34回）、高木大輔、蔭山彩（第33回）、高橋朋広（第33,35回、第31,32回はAD）、古池健二郎、平井杏奈（平井→第30回はAD）、久道恵（第31回はAD）（古池 - 久道→第34回）、島康展（第35回）、熊谷航太郎（第30回はAD）、島ノ江衣未（第32回はAD）、川久保貴之（第33-37回）、平野真一（第33,34,37回）、赤坂祐貴（第33,35-37,42,43回）、二神新（第34,35,37回）、山崎一幸、高見亘（第36-37回）、横山潤（第34-36回）、齊藤篤史、伊藤寛昭（齊藤・伊藤→第36,37回）、森石丈浩、小倉寛太（第34-36回はAD）、余語風香（森石以降→第37回）、伊藤琴美、大畑優子、津留正宏、石坂啓人、森島樹、小倉卓（伊藤以降→第38回）、宮城雄大（第38,39回）、中村和哉（第38 - 40回）、古武直城（古武→第38,40回）、酒井普也、室伏幸太郎（酒井・室伏→第39回、酒井→第38回は普哉名義）、熊谷芳子、五島孝（熊谷・五島→第39,40回）、木村亮、須田真光（木村・須田→第39-41回）、藤原明生（第39,41回、第40回は演出）、上保健人、福井翔一郎、村井伸一、倉本華奈、村岡克紀、中野宏美（福井・村井・倉本・村岡・中野→第40回、倉本→第39回はAD）、牧野邦彦、宇都亮、田口力（牧野・宇都・田口→第41回、牧野→第40回はAD、田口→第39,40回はAD）、小林瑤一朗（第40,41,43回）、竹内遥香、小谷信公、齋藤郁恵、植木光雄、長沼秀幸、安藤はるな/高橋乃愛、髙橋翔生、折本未奈、法量知南（共に第42回）、安部雅史、茂手木絢亮、斉藤直輝（共に→第42,43回、茂手木→第35回はAD）、石山裕一朗、掛田翔子、原八仁/西出磨雄、石黒真利奈、中村桃香、松下陸雄、松下駿佑、下山美麗、外垣萌生、増子ひかり、下村知輝、河野寛之、佐藤紗也華、朝比奈侑香（共に第43回）/（事前番組）橋本忍（第7回）、高柳実行（第7回）、池上博史（第7回）、佐藤理恵子（第7回）、坂田和之（第7回）、〆谷浩人（第9回）、澤地康弘（第9回）、鵜浦和人（第9回）、亀井清行（第9回）、小倉宣勇（第12回）、大平純一（第12回）、二階堂耕史（第17回）
- AP：小林和子（第18-20回、第12-17回はD）、有木弘美（第19-22,25回）、北條知子（第22回）、大西威、三浦正義（第23回）、川嶋典子（第23,24回）、小江翼（第24回）、樋口春香（第28回）、木塚翔子（第29-34回）、島里沙（第33,36回）、小森節子（第34回）、岡田実樹（第38回）、谷菜穂子、佐藤眞弥（谷・佐藤→第38,39回）、井上智晶（第39回）、長沼大貴、佐藤綾香（長沼・佐藤→第40回）、星拓馬（第40,41回）、村岡克己（第41回）/（事前番組）バーバラ・ローリ、細工忠晴（第12回）
- 高校生クイズ事務局プロデューサー（第38,39回）：福田一寛（第38回、第33回は営業）、宮嶋輝彰（第38回、第27,28,30-33回はD）、山脇瞳（第39回）
- 問題監修プロデューサー（第38,39回）：小島友行（第38,39回、第25回はD、第27-30回はP）
- 演出：古山晃（第17回、第9,10,18,19回はD）、小野剛寛（第23,24回、第7,9,10,12,13,18,19,21回はD）、高野信行（第23,26,27回、第22,25,28回はD）、原島雅之（第26回、第19,20回はD）、高井健司（第27回）、久木野大、山本祥太（久木野・山本→第38,39回）、田口マサキ、鈴木守（田口・鈴木→第38 - 40回）、菊池洋輔、長岡新（菊池・長岡→第38-41回）、菅谷陽介（第38,39,41回）、菅野健治（第39回）、丹野樹史（第39,41回）、小林亘（第40回）、冨田大介（第40,41回）、中村文彦（第43回、第33回はAD、第37回はディレクター）/（事前番組）池上博史、中尾尚志（池上・中尾→第9回）、福地裕之（第17回）
- スタジオ演出：五歩一勇治（第28-32回）、池谷賢志（第30-32回、第28,29回はD）、曽我翔（第42回、第25回はAD）、藁科誠、畠山俊一、恵面亮介（藁科→第42,43回、第33-35回はD、第36,37回は演出、畠山・恵面→第43回）
- 総合演出：徳山竜一（第6-10回）、鎌田英孝（第11,12回、第6-10回はD）、遠藤英幸（第13-16,18-22,25回、第6-12回はD）、加藤幸二郎（第23,24回）、財津功（第26回）、佐藤一（第27回）、河野雄平（第30-37回、第28・29回は演出）、三浦伸介（第38-41回）/（事前番組）高田一（第7回）
- プロデューサー：江田忠雄（第7-10回）、高木章雄（第11回）、富田秀樹（第12-35回、第6-11回は制作進行）、中村元気（第16,17回、第14回はD）、伊秩実（第13,17回）、小木裕介（第17回、第9,12-16回はD）、木藤憲治（第17,24回）、原園明彦（第18-20,33回、第12-15回はD）、小江幸臣（第18回）、渡部智明（第21回）、関根崇史、杉本光一朗（第22回）、篠宮浩司（第23回）、斎藤匠（第23,24回）、大山恭平（第24回、第30回は編成）、山本愛（第26,27回）、岩崎都（第26-28回）、遠藤英幸（第26-37回、第23回はスーパーバイザー）、中川幸美（第27回）、本多里子（第28回、第21-27回はAP）、柳喜祥（第32回、第30,31回はAP）、岩間玄（第31回はチーフクリエイター、第32回は総合P）、川添武明（第33,34回、第32回はラインP）、貝山京子（第33,35回、第31,32回はD、第34回はAP）、矢追孝男、菅沼和美（岩間 - 菅沼和→第33回）、本田賢司（第33-37回）、山口香代（第34回）、内田智子（第35,37,42,43回、第34,36回はAP）、脇山浩一（第36回）、松本浩明（第35-37回）、藤森和彦（第36,37回）、常盤吉弘（第38回、第29回はAP）、神尾育代（第38回）、中山維夫（第38,39回）、岩﨑小夜子（第38 - 40回、第33回はAD）、宮本靖広、森千花子、高橋正子、伊藤康一（宮本・森・高橋・伊藤→第38-41回）、石原由季子（第39回）、合田伊知郎（第39,41回）、山下浩一（第39-41回）、竜円徹、大野敦子（竜円・大野→第40回、大野→第38,39回はAP、竜円→第39回はAP）、服部完英（第40,41回）、野上理沙（第40回 -、第33,34回はAD、第35-37回はAP、第38,39回は高校生クイズ事務局P）、丑山彰、沼能亜弥（丑山・沼能→第41回、丑山→第16,17回はディレクター、沼能→第40回はAP）、佐藤雄、阿河朋子、中村紀史、清千里/深井香織（佐藤・阿河・中村・清・深井→第42回）、一色彩加、劉雅莎、前田桂、阿部友紀、田中千賀子（一色・劉・前田・阿部・田中→第42,43回、前田→第33,34回はAD）、末延靖章、竹下美佐/鎌田有咲（末延・竹下・鎌田→第43回）/（事前番組）道祖尾典章（第9回）、松尾邦夫（第12回）、笹村八州（第12回）、石原正一（第17回）
- チーフクリエイター（第31回）：高橋正弘（第28,29回は制作、第25-27,30回はCP）
- チーフプロデューサー：大澤雅彦（第21回）、吉川圭三（第23回）、吉田真（第24回）、黒岩直樹（第27回、第25,26回はP）、岡田泰三（第30回、第21回は編成）、菅沼直樹（第32,33回）、染井将吾（第34,35回、第6,7回は広報）、森田公三（第36回）、松岡至（第37回）、東井文太（第38回）、倉田忠明（第39-41回、第38回は統轄プロデューサー）、横田崇（第42回）、渡邊政次（第43回、第42回は統轄プロデューサー）
- 企画：五味一男（第28-31回は監修）
- エグゼクティブディレクター（第20回）：吉岡正敏（第15-17回はCP、第18,19回は制作）
- 制作：高橋進（第1,6,7回、第9,10回は企画兼務）、篠崎安雄（第15回、第1回は演出、第6,7,8回はP、第9-14回は総合P）、棚次隆（第20回）、増田一穂（第21回、第16,17回はP、第18-20,22回はCP）
- 制作協力：カメヨ、チップトップ（第37回）、RUMBLE BEE.inc.（第37,42,43回）、オンリー・ワン（第38回）、NX（第38,39回）、SION、BEE OURS（SION・BEE→第38-41回）、コスモ・スペース（第39回）、ZION（第39,40回）、えすと（第42回）、日企（第43回）/（事前番組）えとせとら（第7,9回）、オン・エアー（第12回）

## ネット局・地区大会協力局
| 放送対象地域   | 放送局                    | 系列                                         | ネット状況                           |
| -------------- | ------------------------- | -------------------------------------------- | ------------------------------------ |
| 関東広域圏     | 日本テレビ（NTV）         | 日本テレビ系列                               | 制作局                               |
| 北海道         | 札幌テレビ（STV）         | 日本テレビ系列                               | 同時ネット                           |
| 青森県         | 青森放送（RAB）           | 日本テレビ系列                               | 同時ネット                           |
| 岩手県         | テレビ岩手（TVI）         | 日本テレビ系列                               | 同時ネット                           |
| 宮城県         | ミヤギテレビ（MMT）       | 日本テレビ系列                               | 同時ネット                           |
| 秋田県         | 秋田放送（ABS）           | 日本テレビ系列                               | 同時ネット                           |
| 山形県         | 山形放送（YBC）           | 日本テレビ系列                               | 同時ネット                           |
| 福島県         | 福島中央テレビ（FCT）     | 日本テレビ系列                               | 同時ネット                           |
| 山梨県         | 山梨放送（YBS）           | 日本テレビ系列                               | 同時ネット                           |
| 新潟県         | テレビ新潟（TeNY）        | 日本テレビ系列                               | 同時ネット                           |
| 長野県         | テレビ信州（TSB）         | 日本テレビ系列                               | 同時ネット                           |
| 静岡県         | 静岡第一テレビ（SDT）     | 日本テレビ系列                               | 同時ネット                           |
| 富山県         | 北日本放送（KNB）         | 日本テレビ系列                               | 同時ネット                           |
| 石川県         | テレビ金沢（KTK）         | 日本テレビ系列                               | 同時ネット                           |
| 福井県         | 福井放送（FBC）           | 日本テレビ系列                               | 同時ネット                           |
| 中京広域圏     | 中京テレビ（CTV）         | 日本テレビ系列                               | 同時ネット                           |
| 近畿広域圏     | 読売テレビ（ytv）         | 日本テレビ系列                               | 同時ネット                           |
| 鳥取県・島根県 | 日本海テレビ（NKT）       | 日本テレビ系列                               | 同時ネット                           |
| 広島県         | 広島テレビ（HTV）         | 日本テレビ系列                               | 同時ネット                           |
| 山口県         | 山口放送（KRY）           | 日本テレビ系列                               | 同時ネット                           |
| 徳島県         | 四国放送（JRT）           | 日本テレビ系列                               | 同時ネット                           |
| 香川県・岡山県 | 西日本放送（RNC）         | 日本テレビ系列                               | 同時ネット                           |
| 愛媛県         | 南海放送（RNB）           | 日本テレビ系列                               | 同時ネット                           |
| 高知県         | 高知放送（RKC）           | 日本テレビ系列                               | 同時ネット                           |
| 福岡県         | 福岡放送（FBS）           | 日本テレビ系列                               | 同時ネット                           |
| 長崎県         | 長崎国際テレビ（NIB）     | 日本テレビ系列                               | 同時ネット                           |
| 熊本県         | くまもと県民テレビ（KKT） | 日本テレビ系列                               | 同時ネット                           |
| 宮崎県         | テレビ宮崎（UMK）         | フジテレビ系列 日本テレビ系列 テレビ朝日系列 | 同時ネット                           |
| 鹿児島県       | 鹿児島読売テレビ（KYT）   | 日本テレビ系列                               | 同時ネット                           |
| 大分県         | テレビ大分（TOS）         | 日本テレビ系列 フジテレビ系列                | 翌日or翌週以降・週末午後に遅れネット |
| 沖縄県         | 沖縄テレビ（OTV）         | フジテレビ系列                               | 翌週・週末午後に遅れネット           |

## ネット上での企画
- 高Qアルバム
  - 番組の公式ホームページ上にあった、各地区大会・全国大会で参加者らを写した写真を掲載したコーナー。第20回（2000年）に始まり、予選参加者が会場に集結する方式が終わる第38回（2018年）頃まで続き、当時は第20回以降の過去分も通年で閲覧できた。地区大会は番組放送前から随時公開され、大会の様子をいち早く見ることができた。全国大会は日本テレビでの放送終了後に公開されていた。
  - 「高Qアルバム」終了以降は、2010年に開設された番組公式twitter（現・X）、2022年に開設され番組公式tiktokが、大会の写真や参加者インタビュー動画などを掲載している。
- 地区大会番組の動画公開
  - 第27回（2007年）は第2日本テレビにおいて地区大会の動画（各系列局が制作した、各地区ローカル向けの番組）が無料公開された。また第35回（2015年）は動画サイトHulu（フールー）で、全10地区大会の模様が無料で、全国大会（本放送と同内容）が有料で公開された。

## スポンサー
夏の大会は、第2回から第41回までライオングループ（ライオンおよび同社グループ各社。以下「ライオンG」）が冠スポンサーを務めており、番組名に「ライオンスペシャル」の冠がついていた（第9回をのぞく）。第41回までは金曜ロードショーの枠での放送だが、同番組のスポンサーはスライドされず、特別スポンサーになっていた。
- 第11回まではライオンGの独占提供であった。このため、第2回、第4回、第6回では『ライオンのいただきます』[注 30]（フジテレビ系）などの一社提供番組のバージョンよりやや長い、当番組を含む『ライオンスペシャル』用のタイトルアニメーション（一社提供番組用とは異なり番組タイトルが入らず、最後は「ライオンスペシャル」の文字で囲った円の中にライオンちゃんが入る）や、30秒に渡りグループ各社を紹介するスポンサークレジット（ライオンちゃんをメインとする家族が浮かぶアニメーション）が使われていた[注 31]。
- 第12回から第41回はライオンGと複数社の体制となっているが、筆頭スポンサーたるライオンGの地位は変わっていなかった。なお、第16回 - 第26回には準筆頭スポンサーも置かれていた。
  - 提供クレジットは「LION」のあとグループ会社のロール紹介→他のスポンサーの順番で行われる（第9回はグループ会社のロール紹介はなし。第12回 - 第28回は前後、第29回 - 第41回は1部の前クレ・3部の後クレのみ）。
  - 以前は全放送時間通して、全て同じスポンサー構成であった。第29回から第41回までは、ライオンGだけを通しのスポンサーとした3部構成に変更。なお1部と2部の間、2部と3部の間に各放送局別でスポットPTが流れる体制となっている。

冬の大会は、第1回は「ウルトラスペシャル」と題され、レギュラー放送枠のスポンサーが中心（この時は、ライオンも複数社のうちの一社として提供）であった。第3回では日産自動車とレギュラー放送枠のスポンサーの一部、第5回も日産グループを中心とする提供であった。
放送枠が縮小された第42回にライオンは冠協賛として参加せず、37年間務めた大会スポンサーから遂に撤退した。そのため、過去のタイトルコールの「ライオンスペシャル」がコールされなくなった。第1回同様にレギュラー放送枠のスポンサーが中心（ライオン自体は本大会から完全撤退したわけではなく、同年に限って元々スポンサーである20時台に複数社のうちの一社として提供）となっており、19時台のスポンサーは通常編成同様にローカルセールス枠となっている。なお、この回は日本コカ・コーラから優勝校への副賞としてファンタ製品1年分を贈呈したため、20時台後半に特別セールスとしてコカ・コーラが協賛、高校生クイズとのコラボレーションによるインフォマーシャルが放送された。なお、21時からの『金曜ロードショー』は通常通り放送された。
『金曜ロードショー』の放送枠に戻った第43回はライオンが完全にスポンサーから外れ、ライオンの競合会社であった花王も含めた『金曜ロードショー』のスポンサーをスライドさせて対応した。

### 過去の協力企業
- 旺文社：第1回 - 第17回、協力企業
  - 初期の大会では、全国の高校への参加者募集業務で協力を得ていた。第1回から第4回までは、高校生クイズの宣伝を目的とする雑誌『クイズゲーム』を発行していた（第1回は放送前、以後は地区大会前）。第6回では『高一時代』、『高二時代』、『螢雪時代』の付録として高校生クイズ対策問題集がついた。また、優勝チームへの副賞としてチームの3人と所属校に百科事典を贈っていた。
- 東京ディズニーランド（オリエンタルランド）：第4回・第5回、協力企業
  - 第4回と第5回の全国大会の決勝戦会場として協力。第4回はスモールワールドステージ、第5回はトゥモローランドテラスのライブステージエリアで、通常営業の終了後に収録。優勝チームには、同パークからアメリカカリフォルニア州アナハイムにあるディズニーランドの入園パスポートが贈呈された。
- 東日本旅客鉄道（JR東日本）：第20回、列車貸切協力
  - 当時同社が所有していた165系ジョイフルトレイン「パノラマエクスプレスアルプス」を、「特Q（とっキュー）ファイヤー号」[注 18] として運用した。なお車両はその後2001年に富士急行（現：富士山麓電気鉄道）に譲渡され、2000系「フジサン特急」として運用されたが、後継車両への置き換えに伴い2016年に廃車となった。
- Mizuno：第21回・第25回、協力企業
- カンタス航空：第22回
- TELETECH MEDIAPARK：第24回、編集・MA協力
- 西武観光バス：第24回、協力企業
- 東京ベイNKホール[注 19]（第一生命保険）：同上
- PHP研究所：同上
- acro：第24回、制作協力
- 安寿：第26回・第27回、制作協力
- 近畿日本ツーリスト：協力企業、国内・海外のツアー部分の大半は同社が行なうことが多い。
- 全日本空輸：アメリカに就航した際、当番組の優勝旅行が「ANAハローツアーで行くアメリカ研修旅行」だった（福留司会時代）。

### タイアップなどの企画
日本テレビ本社（日本テレビタワー）で夏季に行われるイベント『汐博』→『超 汐留パラダイス!』では、当番組の早押しクイズ体験ブースが催されている。番組で実際に使用されている機材・効果音を用いて、クイズに解答できる。参加者には体験後、番組筆頭スポンサーであるライオン（後述）の景品がプレゼントされる。また、番組での地区大会の期間以後には決定した各都道府県代表校がブースにて公開されている。
近年では、日本テレビの他番組やライオン以外の企業とのコラボレーションが盛んになっている。
- 第25回では、映画版『タッチ』とのコラボレーション企画で主演の長澤まさみらが西武ドームにかけつけた。
- 第25回と第26回では準筆頭スポンサーであったベネッセコーポレーションの進研ゼミ高校講座とのタイアップ企画で出場した高校生にアルバムの配布を行い、地区大会のワンショットを高校生クイズの番組内限定CMとして放映した。
- 第27回は『ズームイン!!SUPER』と連動企画で「高校生クイズームイン」と題し、番組内で地区大会の第1問のヒントを紹介していた。またファミリーマートの店舗において、POSレジで全国放送のPRが行われたほか、店内放送でオリエンタルラジオが番組の宣伝をした。
- 第29回ではコラボレーションが盛んになっている。
  - コナミのアーケードゲーム『クイズマジックアカデミー6』との共同企画として、過去問題の配信やゲーム機によるイベントを実施した[17][18]。
    - 過去問題配信期間
      - 第1弾：2009年5月1日 - 5月31日
      - 第2弾：2009年7月1日 - 8月9日

    - 全国大会
      - 第1回全国大会『「高校生クイズ杯」春の陣』（期間：2009年5月22日 10:00 - 5月31日 23:59）
      - 第3回全国大会『「高校生クイズ杯」夏の陣』（期間：2009年7月17日 10:00 - 7月26日 23:59）

    - クイズシステムは『クイズマジックアカデミー6』のものであり、高校生クイズとは異なる。
    - 高校生クイズの過去問題には「高校生クイズ」のアイコンが表示され、識別できるようになっている。また、全国大会モードでは問題が表示される黒板に高校生クイズ2009のロゴが表示された。
- 第29回 - 第32回は スカパー!のコラボ企画で、全地区大会の模様がそれぞれ最大2時間（当初は3時間だった）の枠で放送されるようになった[19]。（地方大会は各系列局で1時間で各県の模様を一部カットして放送するものをスカパーでは2時間放送）。スカパー!は、放映する理由を「テレビに映りたい高校生やクイズで真剣に取り組む高校生をより映すため（各地方局の地区予選の放映時間は1時間しか枠がないので、十分に放送ができない）」としている。
- 第36回はコロプラのスマートフォンタブレット端末向けゲームアプリ『クイズRPG 魔法使いと黒猫のウィズ』とのタイアップで『真夏のグレートクイズウォー』として展開する。

## その他演出面

### 大どんでん返し
結果発表の際に勝者をあたかも敗者のように発表し（逆もあり）、実は逆の結果で挑戦者を喜怒哀楽の混乱に陥れる「どんでん返し」はこの番組の初期における恒例・名物だった。

### 強豪校
全国大会進出校は番組内では総じて"名だたる実力校"として紹介されているが、中でも強豪校としてピックアップされるチームも多数存在し、複数のチームが敗れる形式でも他の敗退チームを押し退けてクローズアップされることがある。これまでピックアップされたチームとしては、開成、灘、ラ・サール、東大寺学園、県立浦和、米子東、慶應義塾があり、そのほとんどは優勝経験のある高校である。

### 敗者復活
かつては「ウルトラクイズ」と同様に地方・全国大会において敗者復活戦が行われることがあったが、そこで復活を果たしたチームは順当な形式で勝ち進んだチームよりもハンデやノルマを与えられたために結局負けてしまうというケースが多く、ノルマのないケースでも復活チーム数問わずそのラウンドもしくは次のラウンドで全滅という回も多かった。敗者復活戦の勝ち抜きから決勝戦まで残ったのは第7回の東大寺学園、第12回の岐阜高専・水戸第一と数えるほどしかなく、全国大会で敗者復活を経て優勝したチームは前述の水戸第一以外出ていない。

### 「知力の甲子園」への視聴者の反応
第28回（2008年）から第32回（2012年）まで続いた「知力の甲子園」路線に対する視聴者の反応は、以下のように賛否両論となっている。
あなたと日テレ
- 2008年10月19日放送では、日本テレビ放送番組審議会委員から下記のような好意的な意見が示された。
  - 非常に難しい問題にどんどん答えていく高校生は素晴らしい。
  - 学力が落ちていなくて素晴らしい。
  - あの番組は未来永劫続けたらいいと思う。

- 一方で、翌週10月26日放送では、下記のように原点回帰を求める意見や批判もされている。
  - 以前のように、知識に運やスポーツなど加えると面白いのではないか。
  - 頭がいいとか進学校ということにとらわれているのではないか。

- こうした意見に関して、社側は「ずいぶんコンセプトを変えて改革をした1年目で、相当試行錯誤した。いろいろ批判があった点は真摯に受け止めて、来年再来年へと発展させて行きたい。知力の甲子園としてひとつ新しいテーマを確立し、『高校生クイズ』という大会が知力を目指して出たくなるような大会番組になるよう、長い時間をかけてこれから育てて行きたい」と見解を寄せた。この形式は、前述のように2012年まで続けられた。

BPO
- 2010年9月のお勧め番組として第30回（2010年）大会が紹介された。これに対し「視聴者の意見」のページでは、前述の『あなたと日テレ』と同様に肯定派と否定派に分かれていた。
  - 肯定派
    - これまでの『高校生クイズ』は体力や運に左右されるバラエティー的な要素が大半を占めていたが、今回は問題も答える側もレベルが高く、本格的なクイズ番組になっていたと思う。

  - 否定派 - 2011年7月にも同様の指摘がなされている。
    - 最近のクイズ番組は視聴者が楽しめない。レベルの高いクイズも、難関高校の生徒や特定の高学歴芸能人など知識のある者が能力を自慢しているだけで、視聴者の入る余地がない。

## 著名人の出場
以下の著名人が参加していたことが確認されている。
- 玉袋筋太郎（お笑いコンビ「浅草キッド」メンバー）：実践商業高等学校在学中に第1回の関東大会に出場。
- 福原直英（元フジテレビアナウンサー）：九段高等学校在学中の第3回で全国大会に進出。準々決勝で敗退。
- 武田真一（元NHKアナウンサー）：熊本高等学校在学中の高校2年生時に九州大会に出場。予選の第2問で敗退したことを述べている。
- 橋下徹（弁護士・政治家・元大阪府知事・元大阪市長）：北野高等学校在学中に第4回の近畿大会に出場。第24回の高校生クイズにゲスト出演した際に、かつて予選落ちしたことを述べている。
- 藤原紀香（女優）：親和女子高等学校在学中に第7回の近畿大会に出場。『人生が変わる1分間の深イイ話』では「何問か正解して失格した」と話していたが、藤原が間違えたという問題は実際は1問目に出ている。
- 相原勇 ： 鈴峯女子高等学校在学中に中国大会に出場。第12回の中国大会では、後輩たちの応援で会場に駆け付けた。この様子は事前番組で紹介された。
- 吉田尚記（ニッポン放送アナウンサー）： 麻布高等学校在学中に第11回の全国大会に進出。1回戦で敗退[24]。
- 浅越ゴエ（お笑いグループ「ザ・プラン9」メンバー） ：岡山芳泉高等学校在学中に第11回の全国大会に進出。1回戦で敗退。第30回では四国・岡山大会にサポーターとして登場。
- 日髙大介（クイズ作家）：浜松北高等学校在学中に第14回の全国大会に進出。1回戦で敗退。後にクイズ作家として第17回から第36回まで高校生クイズの問題を担当した。
- 矢部太郎、入江慎也（お笑いコンビ「カラテカ」メンバー）：保谷高等学校在学中に第15回の関東大会に出場。
- 篠原ともえ（女優、タレント、ファッションデザイナー）：八王子工業高等学校在学中に第16回の関東大会に出場。
- 中野美奈子（元フジテレビアナウンサー）：丸亀高等学校在学中に第16回の四国・岡山大会に出場。
- 大仁田厚（プロレスラー・政治家）：駿台学園高等学校（定時制課程）在学中の41歳の時に、第19回の関東大会に出場。
- 大関隼（ラジオNIKKEIアナウンサー）：水戸第一高校在学中に第21回の全国大会に出場。2度にわたる敗者復活を経て、準々決勝で敗退。
- 長濱ねる（元欅坂46・けやき坂46メンバー） ：長崎西高等学校在学中に第34回の長崎大会、第35回の北九州・沖縄大会に出場。35回では長崎県決勝まで勝ち残ったが、全国大会進出を逃した。

## 関連商品

### 書籍
- 『全国高等学校クイズ選手権』（1 - 16巻、日本テレビ） ※各回の放送内容と全問題（未放送分を含む）を収録。ただし12巻（第12回）以降では地区大会の問題がかなり省略され、YES-NOクイズのみとなっている。
- 『全国高等学校クイズ選手権 燃えているかーッ!』（日本テレビ、1990年） ※第9回までの問題をジャンル別に抜粋したものと、主要スタッフのインタビューなどを掲載。
- 『全国高等学校クイズ選手権 - 史上最強の指南書』（全国高等学校クイズ選手権審査委員会・編著、日本テレビ、2000年） ※第17回 - 第19回で出題された問題の一部を収録。
- 『高校生クイズのヒーローたちに学ぶ 東大・難関大合格の勉強術』（日本テレビ、2011年） ※第29回と第30回の上位に残った人物の受験勉強法を紹介。

### ゲームソフト
- 『全国高等学校クイズ選手権』（PC：Windows 95とMacintoshのハイブリッド版、富士通パソコンシステムズ、1996年10月22日）
  - 地区大会1回戦／ファーストステージ Yes/Noクイズ
    - 現在の番組内でいう「○×クイズ」と、まったく同じルール。「Yes/No」は前述の通り、発売当時の番組内での呼び方であった。

  - 地区大会準決勝／セミファイナル 生みの親クイズ
    - 7名の偉人の写真と8つの「功績（著名な文学作品、歴史に残る研究成果など）」が表示されるので、制限時間内にそれらをすべて正しく組み合わせられれば、勝ち抜け。

  - 地区大会決勝／ファイナル 3択3連敗しちゃダメよクイズ
    - 参加するのは自分を含めた5チーム。ひたすら3択問題が出題され、これに3問連続で不正解すると失格となる。自分以外のチームが全部失格するまで生き残れれば、全国大会進出。

  - 全国大会1回戦 上京記念ペーパーテスト
    - 3択問題50問を解き、その成績を競う。

  - 全国大会2回戦 クイズ・サイコロコロコロ!!
    - 「すごろく」の要領で行われる。3択問題に1問正解すると、サイコロをふることができる。プレイヤーのコマは、その数だけ進む。途中のマスには「先へワープ」「前に戻される」などのマスもある。規定問題数が過ぎる前にゴールできれば勝ち抜け。

  - 全国大会準々決勝 クイズ・スーパーへ行こう!!
    - まず場に、「しりとりのお題」となる品物が提示される。プレイヤーはスーパーに売っていそうな物が書かれたカード（カードには、商品名が書かれている）のうち、その場に出ている品物と「しりとり」になっているものを探す。これを規定回数クリアできたら、勝ち抜けをかけた3択問題に挑戦。正解できれば勝ち抜け、誤答なら最初からやり直し。制限時間内にクリアしなければならない。

  - 全国大会準決勝 勝負の1分間クイズ
    - 参加するのは自分を含めた4チーム。まず場に、5つの「問題セット」が提示される。セットの中には3択問題が12問入っており、1分以内にできるだけたくさん正解することを目指す。全チームが自らが選んだ12問に対して解答し終わったあと、残った問題セット12問を全体に出題（画面上のルールには「早押し」と書いてあるが、実際に行われるのは早押しではなく、全チームに解答権がある形式）。この合計24問の3択クイズでの正解数で、最下位にならなければ勝ち抜け。

  - 全国大会決勝
    - 3チームで争う。問題はすべて6択で、10ポイント獲得すれば優勝。

### 映像ソフト
- 『第30回全国高等学校クイズ選手権 高校生クイズ2010』（バップ、2010年10月27日） ※各地区大会の○×クイズ全問と全国大会の模様を収録。
  - 一般高校生が多数出演するため、肖像権の権利処理は困難であり、また個人情報保護の観点もあり、第20回前後から参加者はビデオソフトに肖像を使われることに同意する誓約書に署名する仕組みに変更されたものの、実際のソフト化に至ったのは現時点ではこの1回限りである。